# Glossaire des armes à feu
Ce glossaire des armes à feu recense les termes et expressions techniques propres aux armes à feu. Il aborde également des notions historiques ainsi que les évolutions liées aux progrès techniques.

## A
- Haut – A
- B
- C
- D
- E
- F
- G
- H
- I
- J
- K
- L
- M
- N
- O
- P
- Q
- R
- S
- T
- U
- V
- W
- X
- Y
- Z

### Abattu
- Position du chien d'une arme non armée[1].

### Accul
- Un accul est un ensemble de piquets que l'on fiche en terre pour empêcher le recul du canon[2].

### Affût

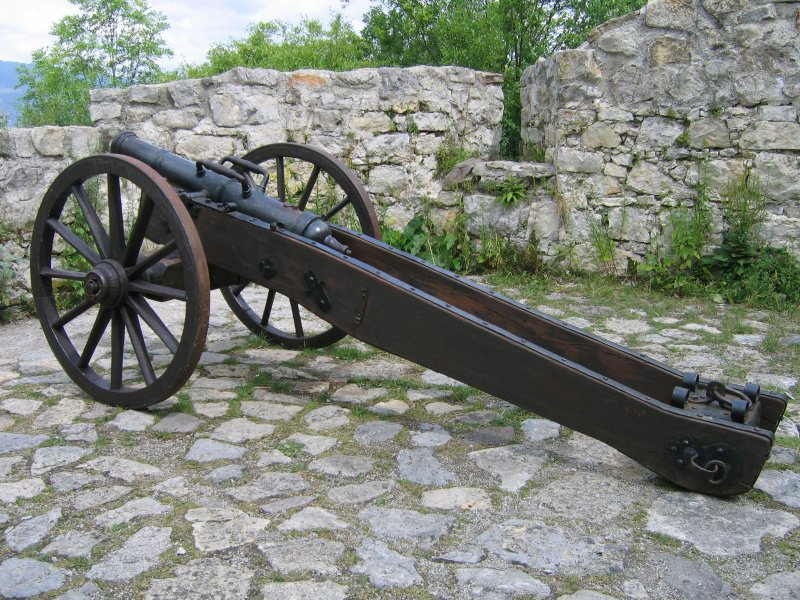
Canon posé sur son affût

en anglais : « gun carriage »
- Un affût[3] ou affut est un bâti en bois ou métallique qui supporte le plus souvent un canon ou une pièce lourde, et qui en temps de guerre permet de déplacer et de diriger celle-ci, le plus rapidement possible vers un objectif donné.

### Alidade de visée
- Une alidade de visée est un dispositif de mesure d'angle, utilisée sur les armes de guerre pour le lancement de grenades[4].

### Âme
en anglais : « bore »
- L'âme[5] du canon est sa surface intérieure : âme lisse, âme rayée...

### Amorce

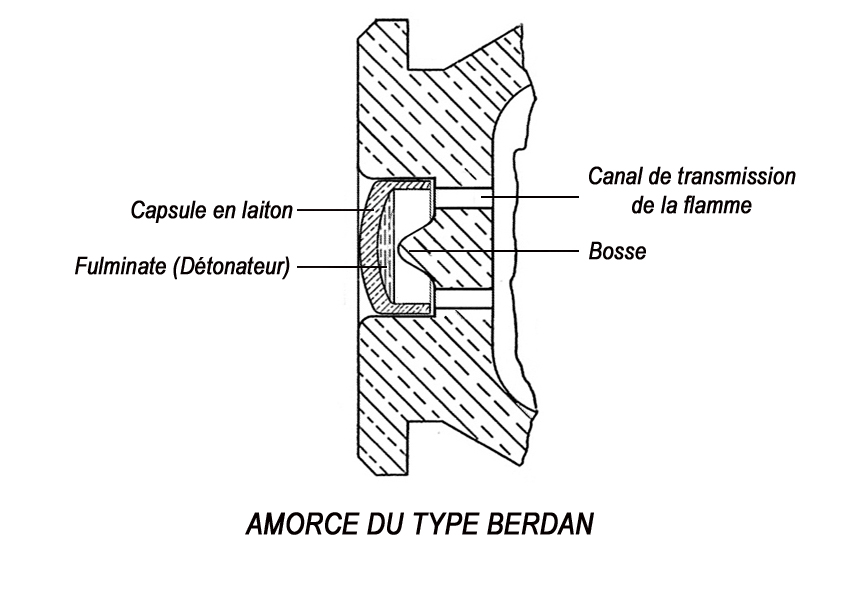
Amorce Berdan.

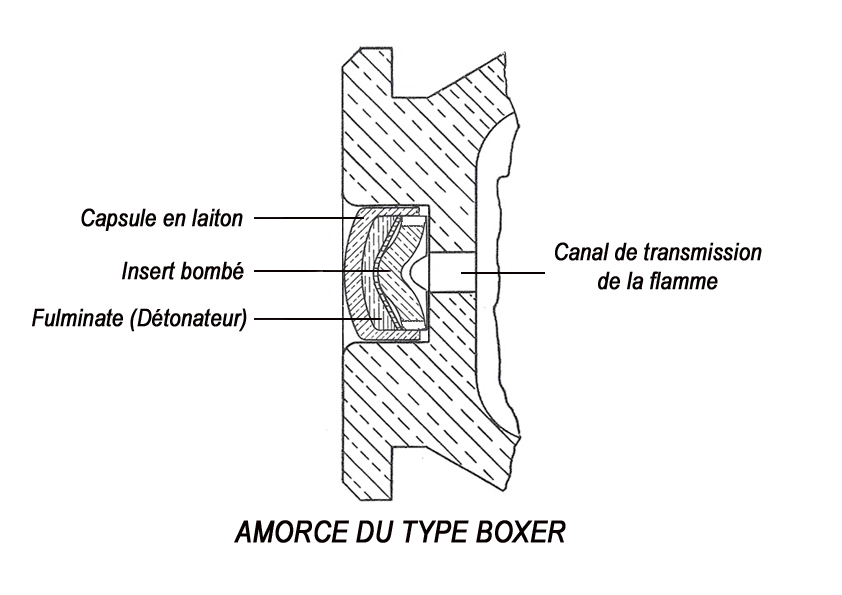
Amorce Boxer.

Amorces Boxer, Berdan et percussion annulaire

en anglais : « cap »
- L'amorce[6] est un appareil pyrotechnique qui sert à démarrer un processus explosif. L'amorce désigne la matière explosive servant à communiquer le feu à la charge d'un canon, d'un fusil, d'une mine, etc.
  - Dans une arme à mèche ou à silex, l'amorce est constituée par une petite charge de pulvérin disposée dans un bassinet. Cette petite charge est enflammée par une mèche incandescente ou les étincelles produites par le frottement d'un silex sur la feuille de batterie.
  - Dans une arme à percussion, l'amorce est une petite coupelle métallique dont le fond est rempli d'un produit détonant
  - Dans une cartouche à percussion centrale, deux types d'amorces sont actuellement utilisées : de type berdan et de type boxer

#### Amorce Berdan
- Inventée par Hiram Berdan, elle est constituée d'une capsule en laiton dont le fond est recouvert de fulminate, produit détonant au choc provoqué par le chien ou le percuteur avec un effet d'enclume sur une bosse réalisée au culot de l'étui[7].

#### Amorce Boxer
- Edward Mounier Boxer (1822-1898), du Royal Arsenal à Woolwich, Angleterre développa l’autre cartouche à percussion centrale moderne, brevetée en Angleterre le 13 octobre 1866 et aux États-Unis le 29 juin 1869 (U.S. Patent 91,818). Comme la cartouche Berdan, elle est toujours utilisée aujourd’hui[7].

### Approvisionner
- Action de doter une arme de sa ou ses munitions. Une arme dans laquelle le magasin a été rempli, un chargeur plein est inséré ou une bande de munitions a été placée est « approvisionnée » (mais pas chargée)[8].

### Appui-joue
- L'appui-joue est une pièce située sur le dessus de la crosse d'une arme d'épaule sur laquelle on appuie sa joue pour viser. Certains appui-joue sont réglables.

### Appui paume
- La plaque appui paume, parfois réglable, est un élément de la poignée d'un pistolet située à la base de la crosse et perpendiculaire à celle ci et doit venir au contact de la main et presser doucement celle-ci afin que l'arme soit maintenue. On ne trouve cet accessoire que dans les armes de compétition et de précision.

### Arme à chargement par la bouche
Une arme à chargement par la bouche est une arme à feu dont le projectile et la charge propulsive sont chargés dans le canon à partir de la bouche de celui-ci. Elle se différencie des armes à chargement par la culasse, de conception plus moderne.

### Arme à chargement par la culasse
Une arme à chargement par la culasse est une arme à feu (un fusil, un canon, etc.) dans laquelle la cartouche ou l'obus est chargé à l'arrière du canon (la culasse), par opposition à une arme à chargement par la bouche.

### Arme à feu

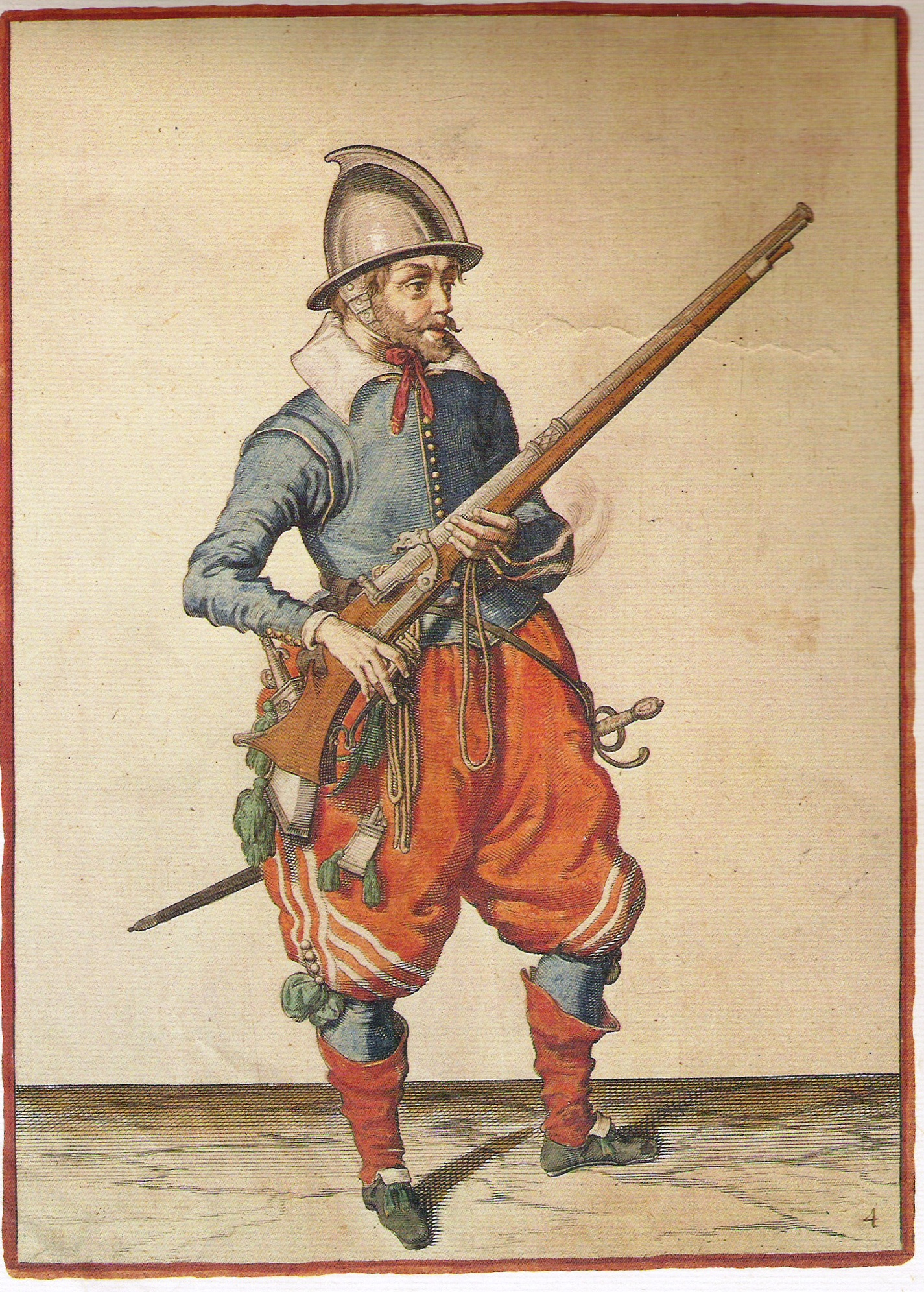
Arquebusier et son arme à feu (1608).

en anglais : « gun, firearms au pluriel »
- Une arme à feu[9] est une arme visant originellement à tuer à grande distance via des projectiles, au moyen de gaz produits par une déflagration (combustion rapide et confinée d'un composé chimique détonant).

### Arme à feu sous-marine
- Une arme à feu sous-marine est une arme à feu conçue pour être utilisée sous l'eau. Les armes à feu sous-marines ont d'abord été développées dans les années 1960 pendant la guerre froide comme moyen d'armer des plongeurs de combat. Exemple : l'APS (fusil d'assaut sous-marin) russe.

### Arme automatique

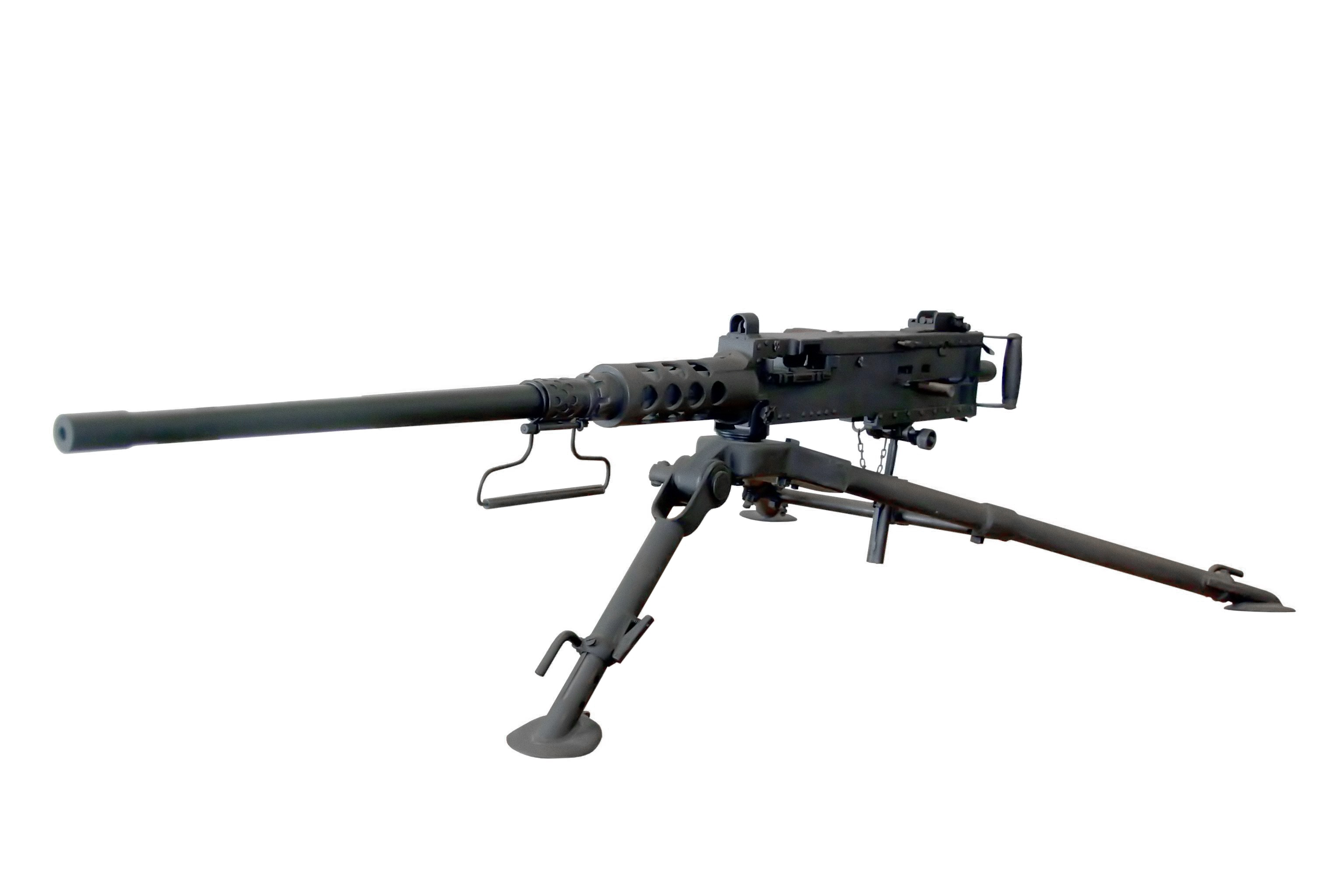
Mitrailleuse M2 Browning, Musée de l'Armée

- Une arme automatique[10] est une arme à feu capable de tirer des projectiles par rafale, c'est-à-dire les uns après les autres, tant que la queue de détente reste pressée.

### Arme de gros calibre
La locution arme de gros calibre désigne, dans l'industrie de l'armement, les armes à feu tirant des munitions d'un calibre supérieur ou égal à 76 mm. En deçà, on parle d'arme de moyen calibre.

### Arme de moyen calibre
La locution arme de moyen calibre désigne, dans l'industrie de l'armement, les armes à feu tirant des munitions d'un calibre supérieur ou égal à 20 mm. En deçà, on parle d'arme de petit calibre.

### Arme de petit calibre
La locution arme de petit calibre désigne, dans l'industrie de l'armement, les armes à feu tirant des munitions d'un calibre inférieur à 20 mm. Au-delà, on parlera d'arme de gros calibre et, selon l'usage, d'artillerie.

### Arme légère
Une arme légère, par opposition à une arme lourde, est une arme qui peut être transportée et utilisée par un seul individu, sans que l'utilisation d'un support, tel un trépied, soit indispensable.

### Arme lourde
Une arme lourde, par opposition à une arme légère, est une arme à grande capacité destructive éventuellement transportable par des combattants à pied tel la mitrailleuse légère, canon sans recul, mortier et autres, mais dont l'usage implique le déploiement d'un support (trépied, socle) et l'emploi de plusieurs soldats. On parle aussi d'arme collective. Elle peut également ne pas être transportable sans l'utilisation de véhicule ou d'outil de transport mécanisé adapté. Par exemple, un canon ou un mortier lourd.

### Arme de poing
en anglais : « handgun »

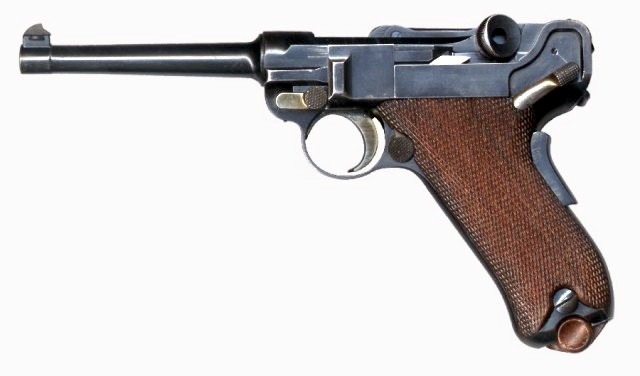
Le pistolet Luger Parabellum introduisit les munitions de 9 mm Parabellum, largement utilisées dans le monde.

- Une arme de poing est une arme à feu à canon court, le plus souvent utilisable à une main, le plus souvent un revolver ou un pistolet.

### Arme d'épaule
- Une arme d'épaule est une arme à feu qui est épaulée (tenue à l'épaule) avant le tir.

### Arme sans recul
- Une arme sans recul est une arme individuelle ou montée sur des véhicules légers dont le fonctionnement repose sur le principe de deux canons tirant en sens opposés, le recul du tir étant compensé par l'éjection des gaz de la charge. Le projectile n'est donc propulsé que par le coup initial (comme dans un canon classique) et pas pendant son vol comme pour celui d'un lance-roquettes ou missile antichar qui dispose d'un moteur-fusée.

### Arme semi-automatique
- Une arme semi-automatique[11] est une arme à feu qui ne tire qu'une seule munition à chaque action sur sa queue de détente mais assure seule les manœuvres nécessaires au rechargement tant que les munitions disponibles le permettent.

### Armé(e)
- Une arme est dite armée, ou chargée, lorsque l'action sur la queue de détente provoque le départ du coup[8].

### Armour Piercing(AP)
En français : « antichar ».

Armour Piercing

La plus simple des munitions dites « de rupture », selon la nomenclature française, est un obus plein.

### Armour Piercing Capped(APC)

Armour Piercing Capped

Obus de rupture doté d'une pointe (« obus à coiffe », dans la nomenclature française) pénétrante.

### Armour Piercing Ballistic Capped(APBC)

Armour Piercing Ballistic Capped

Obus plein doté d'une ogive balistique favorisant sa pénétration dans l'air, sa vitesse et par conséquent son énergie cinétique. Les soviétiques l'utilisent en particulier pour la munition BR-350 A du T-34/76

### Armour Piercing Capped Ballistic Capped(APCBC)

Armour Piercing Capped Ballistic Capped

Obus antichar comportant une coiffe pénétrante et une ogive balistique. Il s'agit du type « classique » le plus usité durant la Seconde Guerre mondiale, par exemple avec la panzergranate 39 allemande.

### Armour Piercing Composite Rigid(APCR)

Armour Piercing Composite Rigid

- Aussi nommé HVAP (« High Velocity Armour Piercing ») dans l'Armée américaine ou Hartkern (HK, « noyau dur ») dans la Wehrmacht lors de la Seconde Guerre mondiale, l'obus APCR est composé d'un noyau au carbure de tungstène sous calibré, enserré dans un métal léger tel l'aluminium. Doté d'une forte vitesse initiale qui donne d'excellentes performances antichars à courte et moyenne distance, il demeure rare du fait de la matière stratégique et provoque une usure prématurée du tube.

### Armour Piercing Composite Non-Rigid(APCNR)
Cette munition particulière ne peut s'utiliser sur un canon conventionnel : il s'agit d'un obus sous-calibré doté d'une enveloppe malléable qui se resserre dans le tube du canon « conique » spécialement conçu, à âme se rétrécissant selon le système Gerlich. Ce resserrement accroit la vitesse initiale ; combiné à une munition au tungstène, il permet une forte pénétration à courte et moyenne distance.

### Armour Piercing Discarding Sabot(APDS)

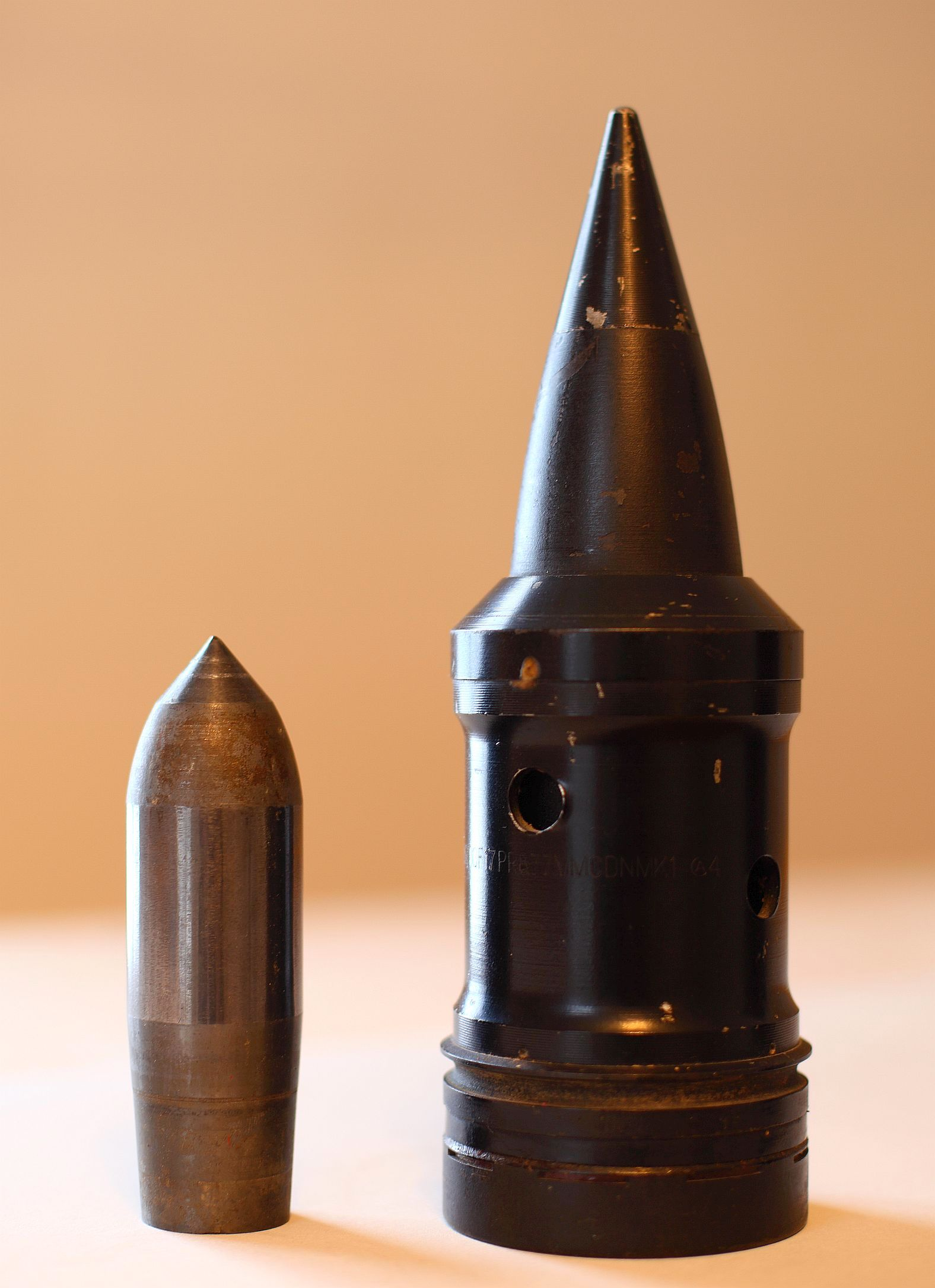
Armour Piercing Discarding Sabot

- Semblable à l'obus APCR, la munition à sabot détachable s'en distingue par son enveloppe enserrant l'obus. Elle s'en sépare au départ du coup, laissant le projectile sous-calibré doté de la forte puissance propulsive.
- les projectiles APDS sont également utilisés pour les petits ou moyens calibres (exemple : 12,7 × 99 mm / .50 Browning).
- Dans certains pays tel que les USA, les munitions à sabots détachables APDS pour les petits ou moyens calibres sont dénommés SLAP (Saboted light armor penetrator)

### Armour Piercing Fin-Stabilized Discarding Sabot(APFSDS) ou «obus-flèche»

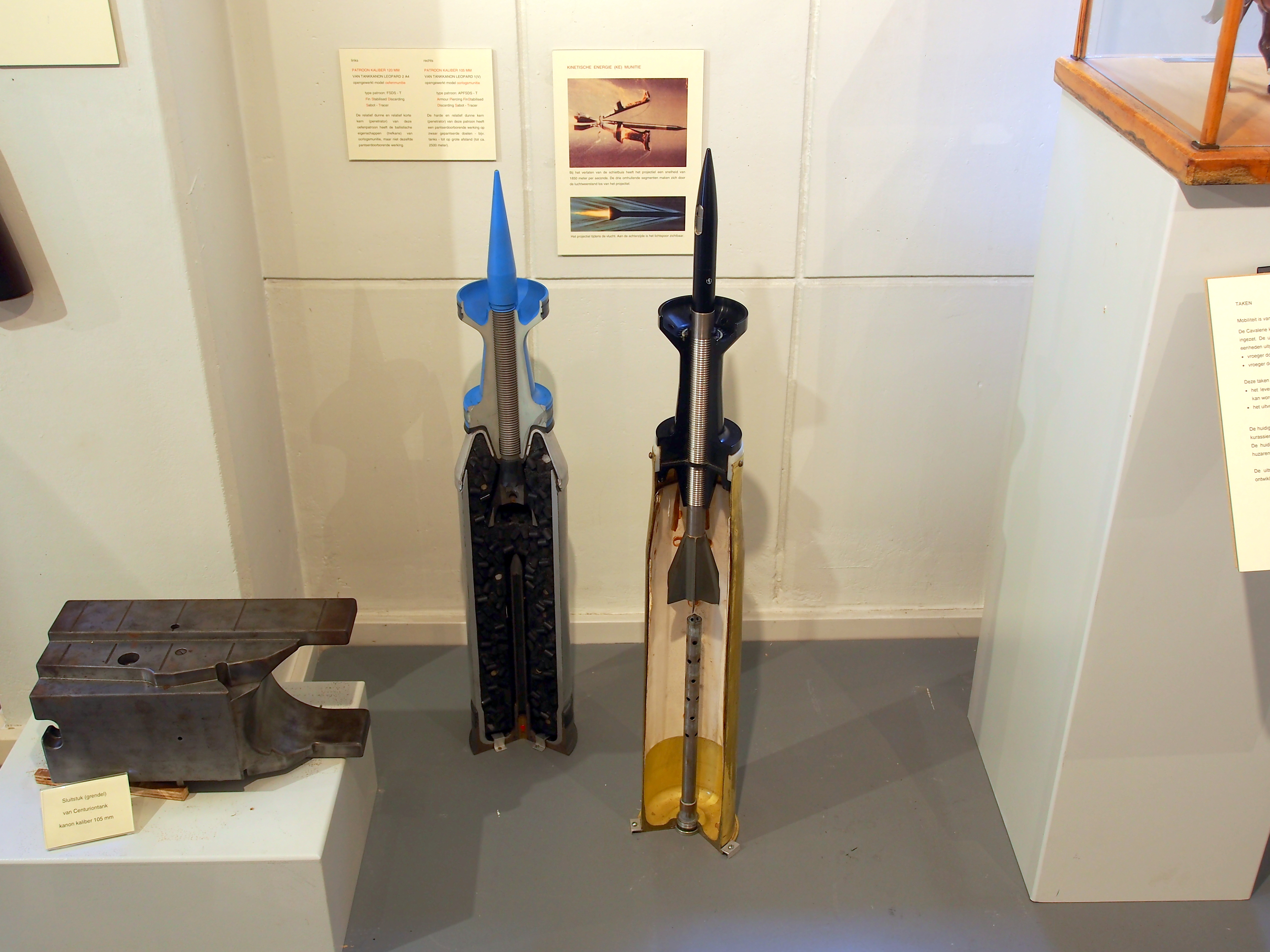
Armour Piercing Fin-Stabilized Discarding Sabot

- L'obus-flèche, développement de l'obus à sabot APDS, est un pénétrateur à énergie cinétique. Ces munitions sont dotés d'un fin perforateur au tungstène, mais aussi à l'uranium appauvri. C'est avec les HEAT le principal type de munitions anti-blindage utilisé dans les années 2000.

### Arquebuse
en anglais : « arquebus »

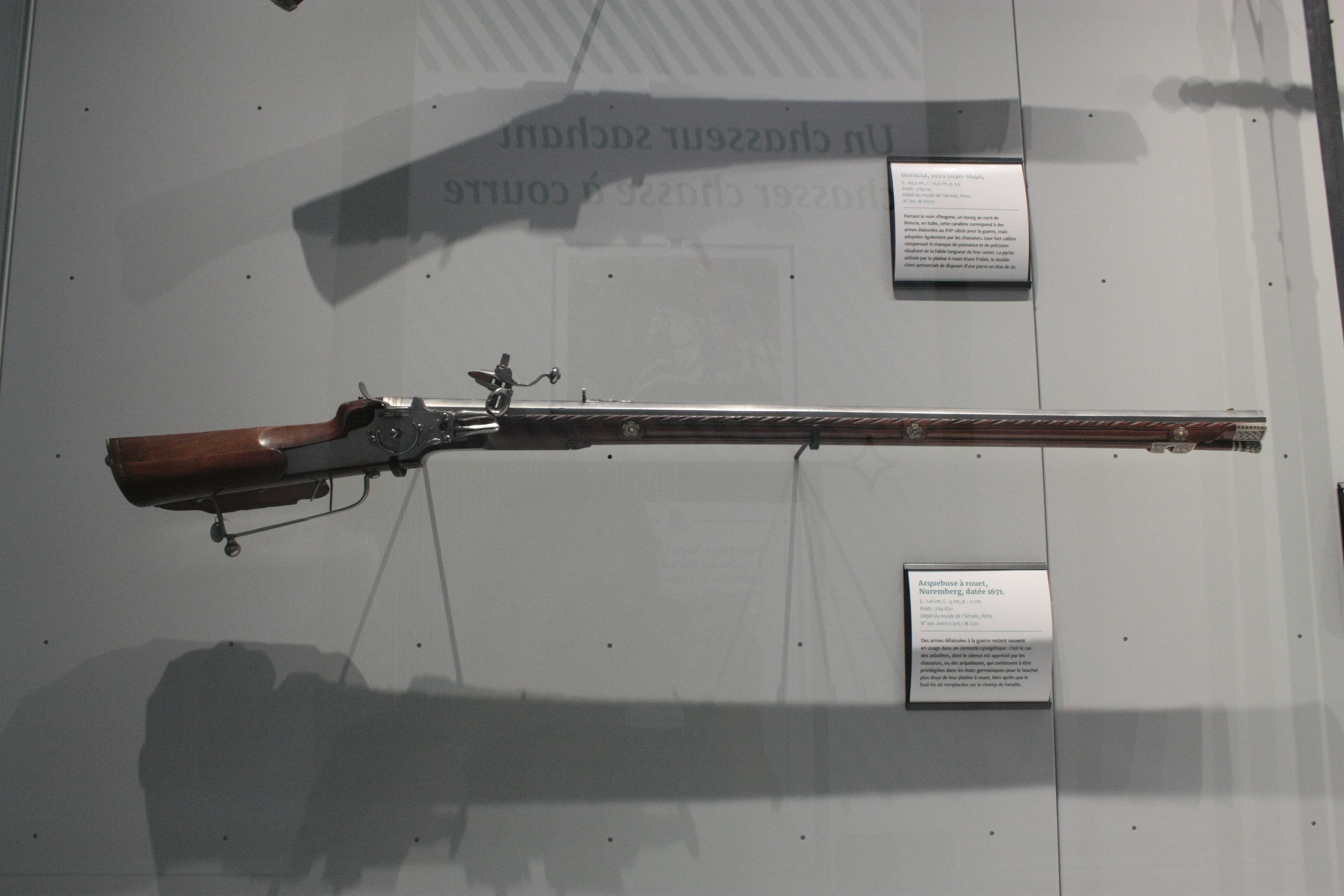
Arquebuse au musée du Château de Foix.

- L'arquebuse est une arme à feu de portée effective limitée (moins de 50 mètres), assez lourde et encombrante mais dont on pouvait épauler les dernières versions[12].

### Arquebuse antichar
- L’arquebuse antichars (Ab. A-ch. 41) est une arme antichar[13] collective utilisée par l'armée suisse[14], elle fait partie des armes de calibre 24 mm développée par la Fabrique d'armes de Berne à la fin des années 1930.

### Arrêtoir de culasse

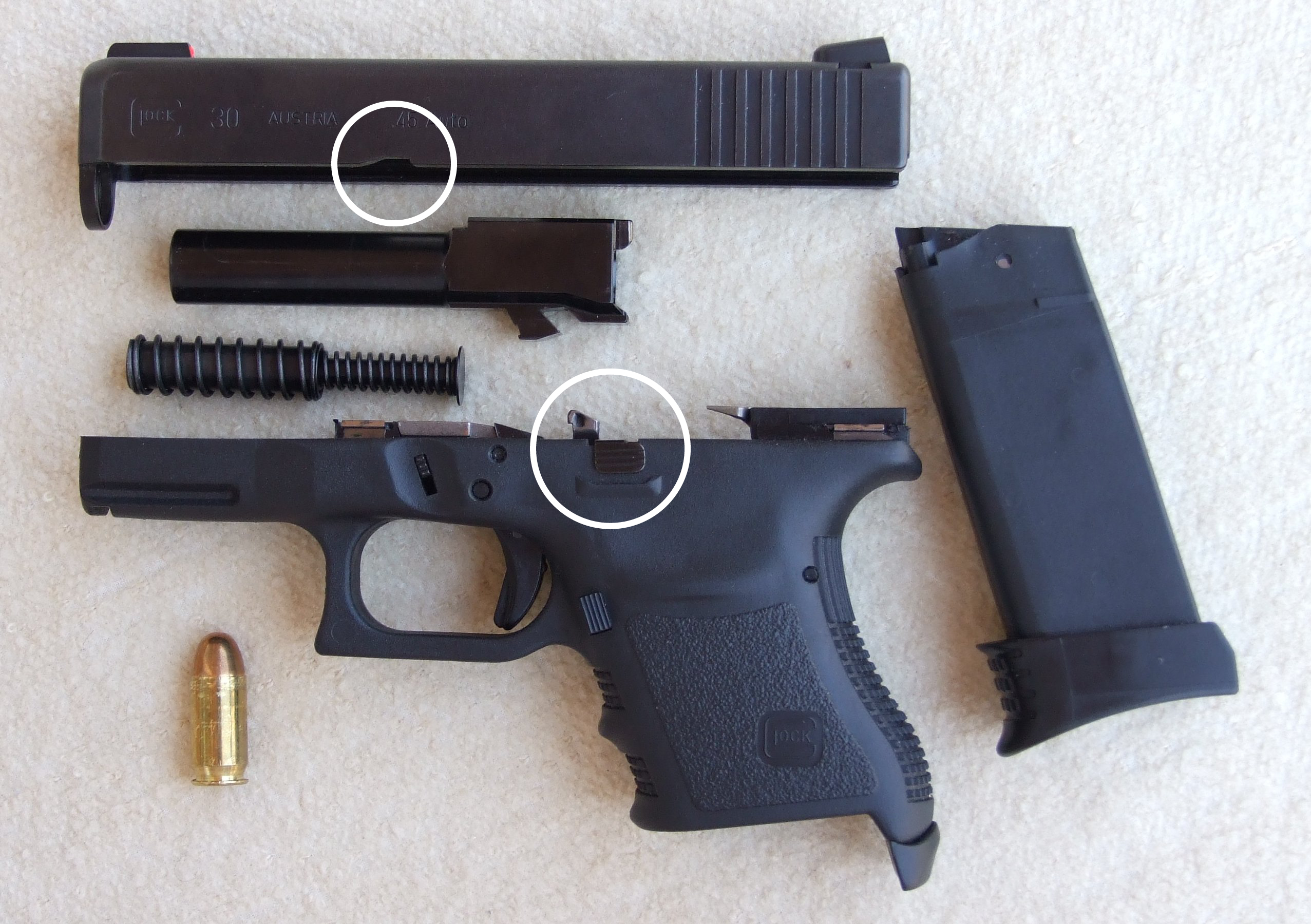
Arrêtoir de culasse et encoche dans la culasse ou l'arrêtoir vient s'insérer

L'arrêtoir de culasse est une pièce actionnée par une protubérance du transporteur du magasin ou du chargeur poussée par le ressort de celui-ci et qui vient bloquer la culasse en position ouverte lorsque le magasin ou le chargeur est vide.

### Artillerie
en anglais : « artillery »
- On appelle artillerie[15] l'ensemble des armes collectives ou lourdes servant à envoyer, à grande distance, sur l'ennemi ou sur ses positions et ses équipements, divers projectiles de gros ou petit calibre : obus, boulet, roquette, missile, pour appuyer ses propres troupes engagées dans une bataille ou un siège. Le terme serait apparu environ au XIIIe siècle, dérivant du vieux français artillier qui désignait les artisans, fabricants d'armes et équipements de guerre. Ces artisans ont été pendant longtemps les seuls spécialistes dans le service de ces armes puisqu'ils les fabriquaient et les essayaient avant livraison. C'est pourquoi, jusqu'au XVIIIe siècle, ils étaient commissionnés par les souverains pour les servir à la guerre.

#### Artillerie à cheval (attelage)
- L'artillerie à cheval[16] fut inventée par les Prussiens au début du XVIIIe siècle, car Frédéric II le Grand s'était rendu compte que le calibre de l'artillerie était secondaire. Il a donc créé des pièces tirées par des chevaux, sur lesquels les servants montaient : le canon était alors opérationnel en 5 minutes.

#### Artillerie antiaérienne
- L'artillerie antiaérienne est la branche de l'artillerie utilisée contre les aéronefs.

#### Artillerie de campagne
- L'artillerie de campagne est une des branches majeures de l'artillerie, qui a pour vocation de soutenir et appuyer les troupes sur le champ de bataille. Pour remplir cette fonction, son matériel doit être mobile et apte à suivre des opérations mobiles. Cet impératif a tendance à lui faire adopter des pièces plus légères et moins puissantes que par exemple l'artillerie de siège, ou l'artillerie de place.

#### Artillerie côtière
- L'artillerie côtière est la branche de l'artillerie basée sur les côtes pour frapper les navires ennemis pour interdire l'approche d'un port ou d'un estuaire.

#### Artillerie de forteresse
- Artillerie soutenant les ouvrages et casemates

#### Artillerie de marine ou artillerie navale
- L'artillerie navale désigne l'artillerie qui est utilisée sur les navires de combat.

#### Artillerie de siège
- L'artillerie de siège est celle dont le rôle est d'ouvrir des brèches dans les murailles, défenses diverses selon les époques ou contourner les fortifications au cours d’une guerre de siège, afin d'envahir une place forte.
  - Exemple : la Grosse Bertha

### Autofrettage

Diagramme Inkscape pour illustrer l'autofrettage

L'autofrettage est un procédé qui permet d'induire des contraintes résiduelles de compression sur les parois internes d'une pièce creuse, dans le but d'augmenter de façon significative la tenue en fatigue de pièces mécaniques creuses (notamment les canons).. 

### Automitrailleuse
- Une automitrailleuse ou auto-mitrailleuse est un véhicule militaire armé et légèrement blindé doté de roues. Malgré son nom, une automitrailleuse peut avoir un canon ou un lance-missiles plutôt qu'une mitrailleuse comme armement principal. Par rapport à un véhicule chenillé comme un char d'assaut, un véhicule sur roues est généralement moins cher et plus rapide mais se comporte souvent moins bien en tout-terrain.

## B
- Haut – A
- B
- C
- D
- E
- F
- G
- H
- I
- J
- K
- L
- M
- N
- O
- P
- Q
- R
- S
- T
- U
- V
- W
- X
- Y
- Z

### Baguette
- Une baguette ou « refouloir » est un dispositif utilisé avec les premières armes à feu pour pousser le projectile contre la poudre. La baguette a été utilisée avec des armes à chargement par la bouche tels que les mousquets et les canons, et était généralement tenue par une encoche située sous le canon.

### Baïonnette
En anglais : « bayonet »

Vue éclatée d'une baïonnette M6, utilisable sur le fusil M14 et le M1A, sa version civile. Le logement de fixation est visible sur la garde.

- Une baïonnette est une arme blanche qui se fixe à l'extrémité du canon d'une arme à feu.

### Balistique
en anglais : « ballistics »
- La balistique Écouterⓘ est la science qui a pour objet l'étude du mouvement des projectiles.

#### Balistique extérieure
Aussi appelé « balistique externe ».
- La balistique extérieure est la branche de la balistique qui étudie le vol libre des projectiles sans propulsion interne. Le cas d'application le plus important est l'étude de la trajectoire des balles ou obus tirés par une arme à feu après qu'ils ont quitté le canon de l'arme.

#### Balistique intérieure
- L'objet de la balistique intérieure est l'ensemble des phénomènes se produisant à l'intérieur du canon (mouvement du projectile, détente des gaz…)[17]. Voir chapitre 6.1 de l'article Balistique judiciaire.

#### Balistique terminale
- Partie de la balistique appliquée à l'impact d'un projectile sur une cible et à ses effets.

#### Balistique judiciaire
- La balistique judiciaire est une branche des sciences criminelles qui utilise la balistique terminale. Elle étudie d'une part les effets subis par des projectiles tirés par des armes à feu, afin de pouvoir déterminer quelle arme a tiré une balle ou percuté un étui, et d'autre part les trajectoires, les impacts et les blessures. Pour identifier l'arme à l'origine d'un tir, on étudie les marques laissées par différentes actions lors du tir. Lorsqu'on appuie sur la détente d'une arme, le marteau frappe le percuteur, qui imprime une marque sur l'amorce à la base de la douille ; de même d'autres pièces mécaniques s'impriment sur cette douille. La balle quant à elle est projetée avec force hors du canon. Dans celui-ci se trouvent des rainures métalliques (on parle de « canon rayé ») conçues pour imprimer un mouvement de rotation à la balle, ce qui en augmente la portée et la stabilité ; elles laissent des rayures sur la balle. Chaque tir avec la même arme laisse les mêmes empreintes sur les étuis et sur les balles ce qui permet de les comparer. Quant à l'étude des trajectoires et des impacts, elle se traduit par la mise en évidence des angles et des distances de tir.

### Balle
en anglais : « ball ou bullet »
- Projectile de calibre inférieur à 20 mm tiré par une arme à feu. Le terme "balle" est parfois improprement utilisé pour désigner une cartouche. La balle est le projectile propulsé hors du canon.

#### Balle dum-dum
- La balle dum-dum est un type de munition de guerre dont la tête du projectile est fendue afin de provoquer son expansion lors de l'impact. Son nom vient du fait qu'elle a été inventée par l'arsenal britannique de Dum-dum (en Inde) au XIXe siècle son usage est prohibé par la convention de Genève à cause de la gravité des blessures qu'elle cause… ce qui n’empêchait pas certains soldats d'entailler en croix au couteau des pointes de balles normales pour obtenir le même effet.

#### Balle Minié
- La balle Minié est un type de balle de fusil à chargement par la bouche. Ce projectile diffère de la balle sphérique par sa forme en ogive et le fait qu'il s'incruste dans les rayures du canon et est donc stabilisé par la rapide rotation qui lui est imprimée pendant son trajet dans le canon.

La balle Minié est dénommée ainsi d'après le nom de son co-développeur, Claude Étienne Minié, inventeur du fusil Minié. Elle s'est fait connaître lors de la guerre de Crimée et de la guerre de Sécession.

#### Balle à pointe creuse
en anglais : « hollow point bullet »

Vue en coupe d'une cartouche à balle à pointe creuse, ici avec le calibre .22 Long Rifle.

- Une balle à pointe creuse est un type de balle expansive dont la forme permet de diminuer la pénétration à l'impact et de transférer son énergie à la cible, endommager plus de tissus en maximisant le choc hydrostatique. Elle peut être utilisée pour diminuer les dommages collatéraux (tir d'agent de sécurité en présence d'une foule ou en milieu confiné : avion), ou pour transmettre le plus d'énergie cinétique, et donc causer plus de dégâts, à la cible, notamment à la chasse.

#### Balle à très faible traînée
- La balle à très faible traînée est d'abord un développement balistique d'armes de petits calibres dans les années 1980-1990, poussés par le désir des tireurs de disposer des balles ayant une plus grande précision et une plus grande efficacité cinétique, en particulier avec une portée accrue. Pour atteindre cet objectif, le projectile doit minimiser sa résistance de l'air durant son vol. Le besoin venait des tireurs d'élite militaires, des tireurs sur cible à longues distances, mais les chasseurs en bénéficièrent également. La plupart des balles à très faible traînée sont utilisées dans des fusils.

#### Balle blindée
en anglais : Full metal jacket bullet  (abréviation : FMJ)
- Une balle blindée ou balle chemisée est un type de munition consistant en un noyau d'alliage mou (généralement fait de plomb) encastrée dans une coquille d'un métal plus dur, tel que le laiton, le cupronickel ou parfois un alliage d'acier. Cette coquille extérieure, à la manière d'une « chemise » qui habille le projectile, peut s'étendre à la totalité de la balle ou laisser le plomb exposé à l'arrière (la balle est alors « demi-blindée »).

#### Balle perforante

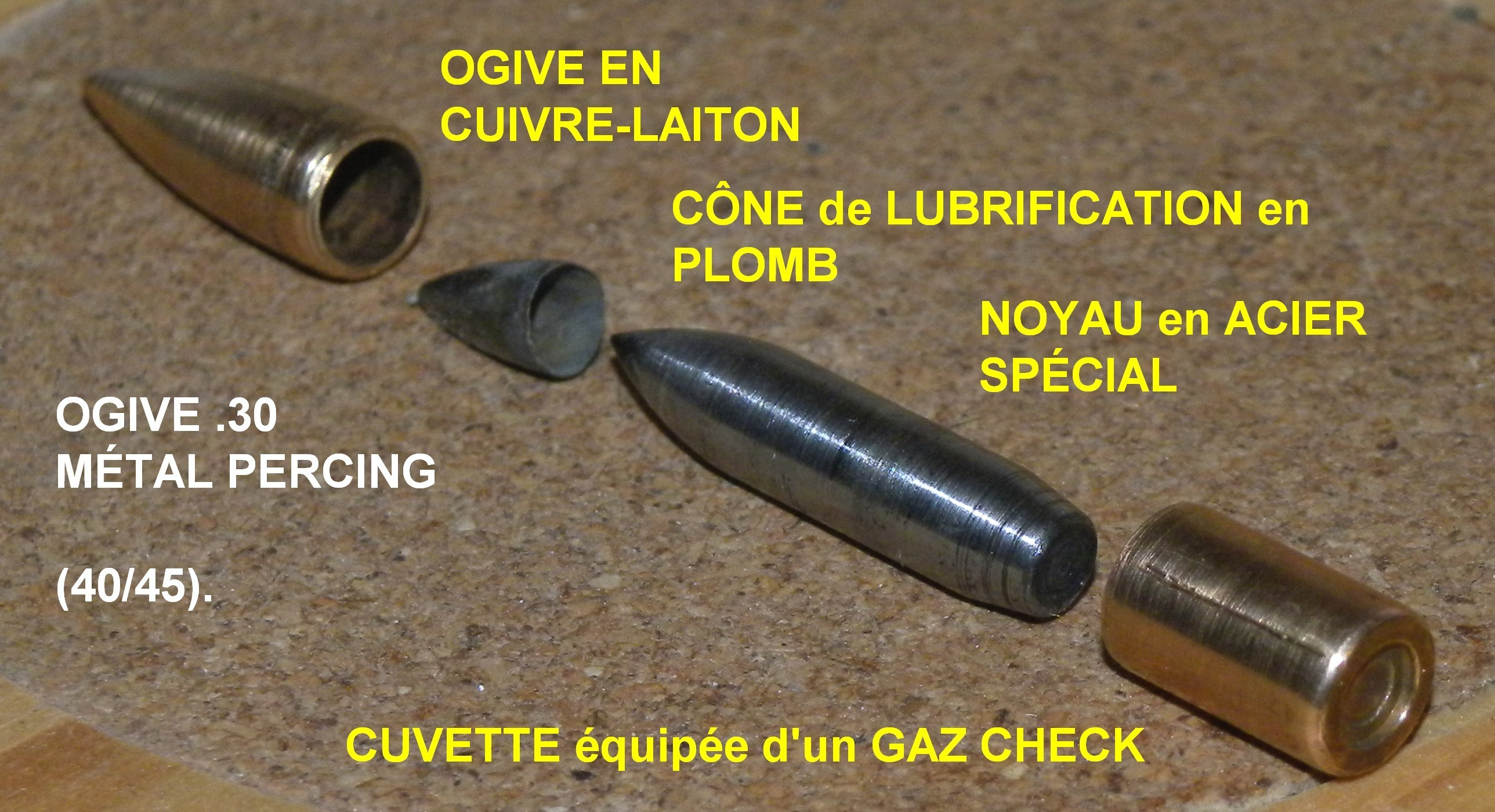
Balle perforante

- Les balles perforantes présentent généralement une forme profilée (ogive) et sont composées d'une chemise classique en métal tendre (cuivre) et d'une ogive interne en métal très dur et très dense (tungstène, acier durci) pour augmenter leur densité sectionnelle. Une pellicule de plomb peut être coulée entre la chemise et l'ogive interne afin de lubrifier lors de l'impact.

#### Full Metal Jacket

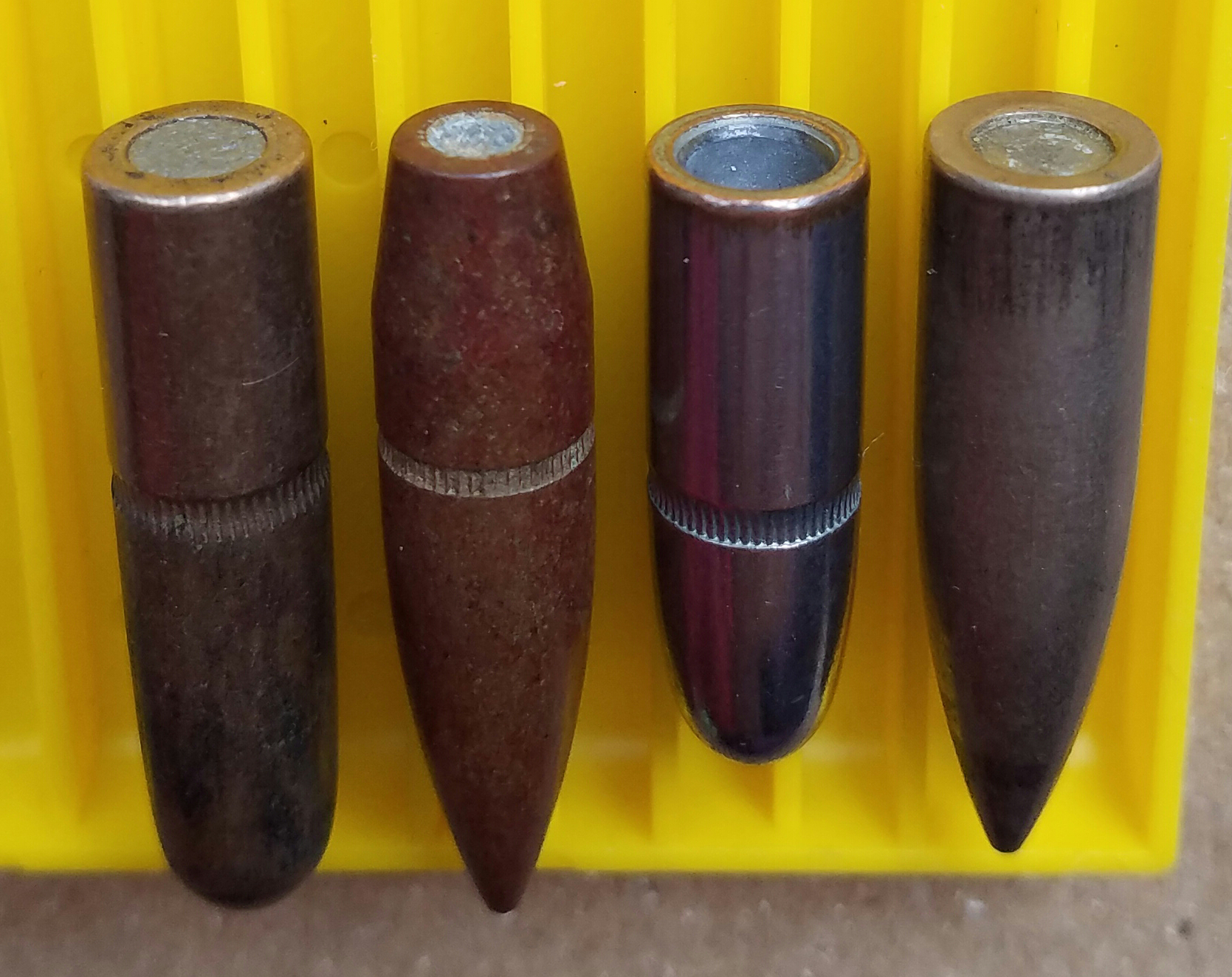

- FMJ : Full Metal Jacket ; balle chemisée, c'est-à-dire recouverte d'un revêtement de métal dur. Ce type de balle est peu déformable.

#### Lead Round Nose
- LRN : Lead Round Nose ; balle de plomb simple et peu onéreuse non chemisée à ogive arrondie pour une meilleure pénétration dans l'air.

#### Full Metal Case
- FMC flat : Full Metal Case ; balle à tête plate utilisé plus pour le tir en stand que pour la chasse, moins onéreuse et moins lourde que les FMJ.

#### Jacketed Hollow Point
- JHP : Jacketed Hollow Point ; balle chemisée à tête creuse, la balle est recouverte d'un revêtement de métal difficile à déformer sauf pour la tête qui comprend une dépression en son centre pour permettre une meilleure expansion.

#### Jacketed Soft Point
- JSP : Jacketed Soft Point ; balle chemisée à tête molle. La balle est entourée d'une couche de métal dur sauf la tête destinée à s'expanser.

#### Lead Semi-Wadcutter
- LSW : Lead Semi-Wadcutter ; balle en plomb à tête tronconique. La tête de la balle est une ogive plate, peu onéreuse et présentant des qualités balistiques améliorées par rapport à une balle à la tête totalement plate.

#### Semi Jacketed Exposed Steel Core
- SJ ESC : Semi Jacketed Exposed Steel Core ; noyau en acier semi-chemisé. Balle développée autour d'un noyau dur perforant conçu pour passer les protections individuelles (gilets pare-balles, …).

### Balle à blanc

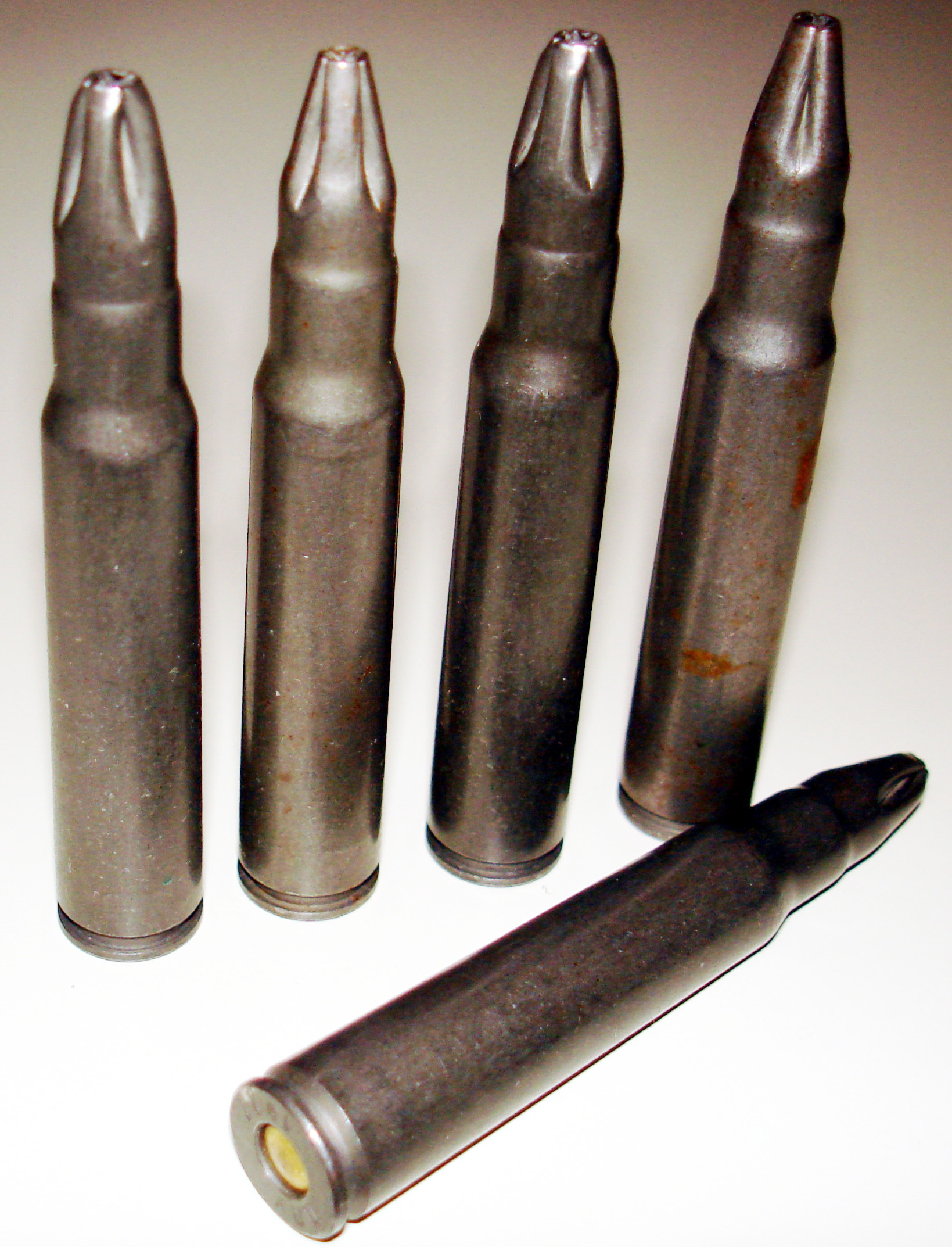
Cartouches à blanc de Yugoslavian 7,9 mm (7,92 × 57 mm ou 8 × 57 Mauser), pour M48 (copie yougoslave du K98k).

- Une cartouche à blanc, ou munition à blanc, est une munition de petit calibre ne comportant pas de projectile (tel qu'une balle). L’expression « balle à blanc » est très usitée pour désigner ce type de munition, mais néanmoins elle est techniquement illogique étant donné que le mot « balle » désigne le projectile lui-même, dont une cartouche à blanc est par nature dépourvue.

### Balle d'argent
- Une balle d'argent ou « balle en argent » désigne, selon certaines traditions, une balle composée exclusivement d'argent, capable de tuer un loup-garou, une sorcière et certains monstres selon certains contes et légendes

### Bande de munition
- Une bande de munitions est un système permettant de maintenir ensemble des cartouches pour alimenter une arme, en particulier les mitrailleuses et autres armes automatiques. Les avantages de ce système sont d'une part une minimisation de la masse de munitions et d'autre part la possibilité de hautes cadences de tir en continu.

### Barillet

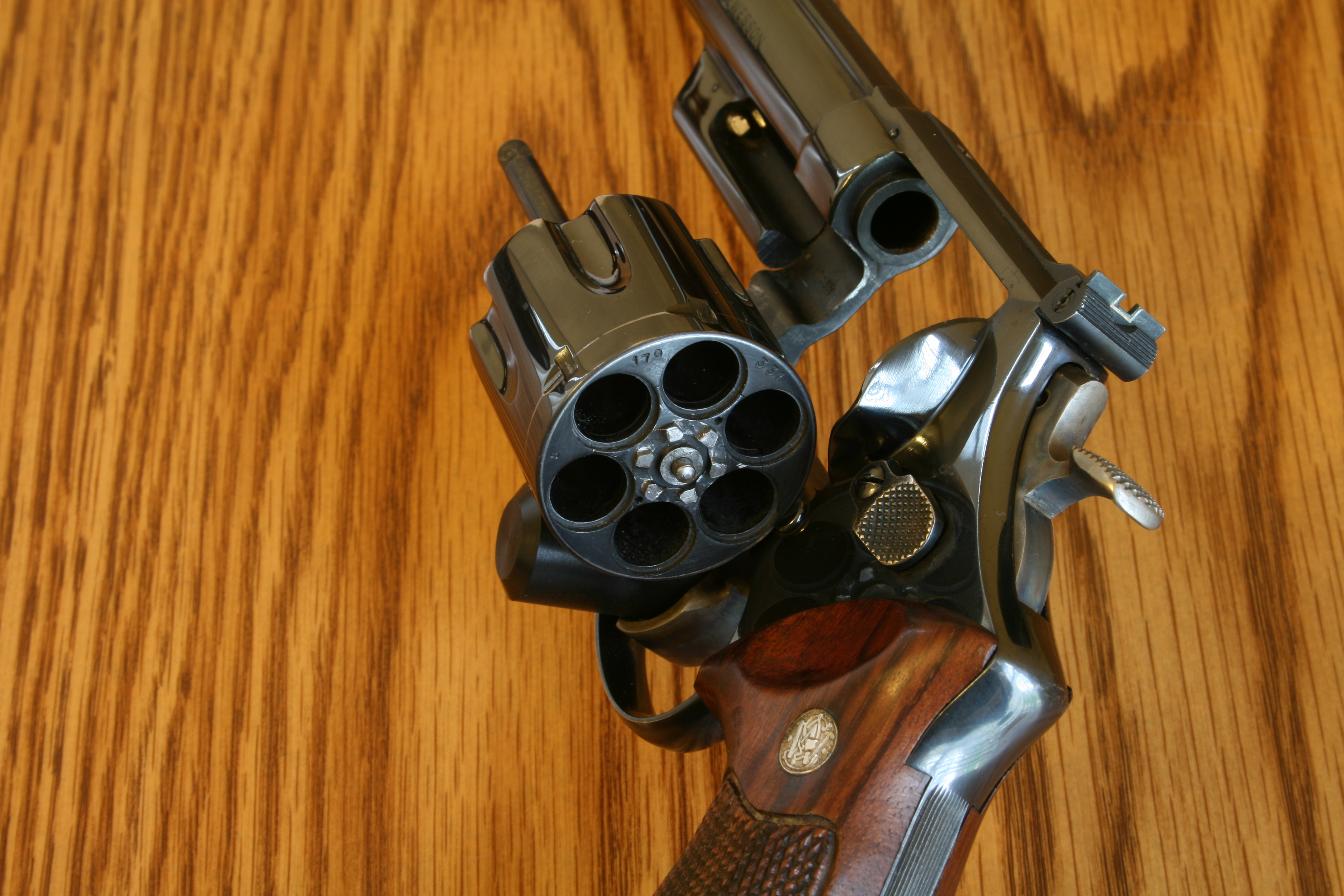
Le barillet d'un revolver.

- Le barillet est un élément de forme générale cylindrique, rotatif, abritant souvent 6 chambres, parfois moins pour les revolvers puissants ou de faible encombrement, parfois davantage (7 coups sur certains Mateba).

### Bascule
- La bascule est la pièce d'un fusil à canon basculant, sur laquelle le canon pivote lorsqu'on ouvre le fusil[18].
- Les bascules des fusils de chasse sont souvent gravées, sur les armes de luxe la gravure est faite à la main et est parfois personnalisée[19].

### Bassinet
- Le bassinet[20] est une pièce creuse recevant l’amorce (dose de poudre) sur les armes à mèche, rouet, chenapan ou à silex.

### Bâton à feu
Un bâton à feu est un type d'arme à feu portative apparu au XIVe siècle en Europe. Pour mettre en œuvre cette arme, la partie métallique est placée sur un manche en bois. La poudre est mise à feu via une lumière, petit orifice situé sur sa face supérieure, à l'aide, par exemple, d'une tige métallique chauffée au rouge.

### Batterie
- La batterie[22] est un ensemble de pièces permettant la mise à feu sur les armes à silex.

### Batterie (Unité)
- Dans le domaine militaire, une batterie est une unité d'artillerie désignant un petit groupe de pièces (canon, mortier, obusier, etc.) destinées à lancer des projectiles à une grande distance.

### Bazooka
- Bazooka Écouterⓘ (anglicisme) est le surnom d'un lance-roquettes (Rocket-propelled-grenade en anglais ou RPG) utilisé durant la Seconde Guerre mondiale.

### Bombarde

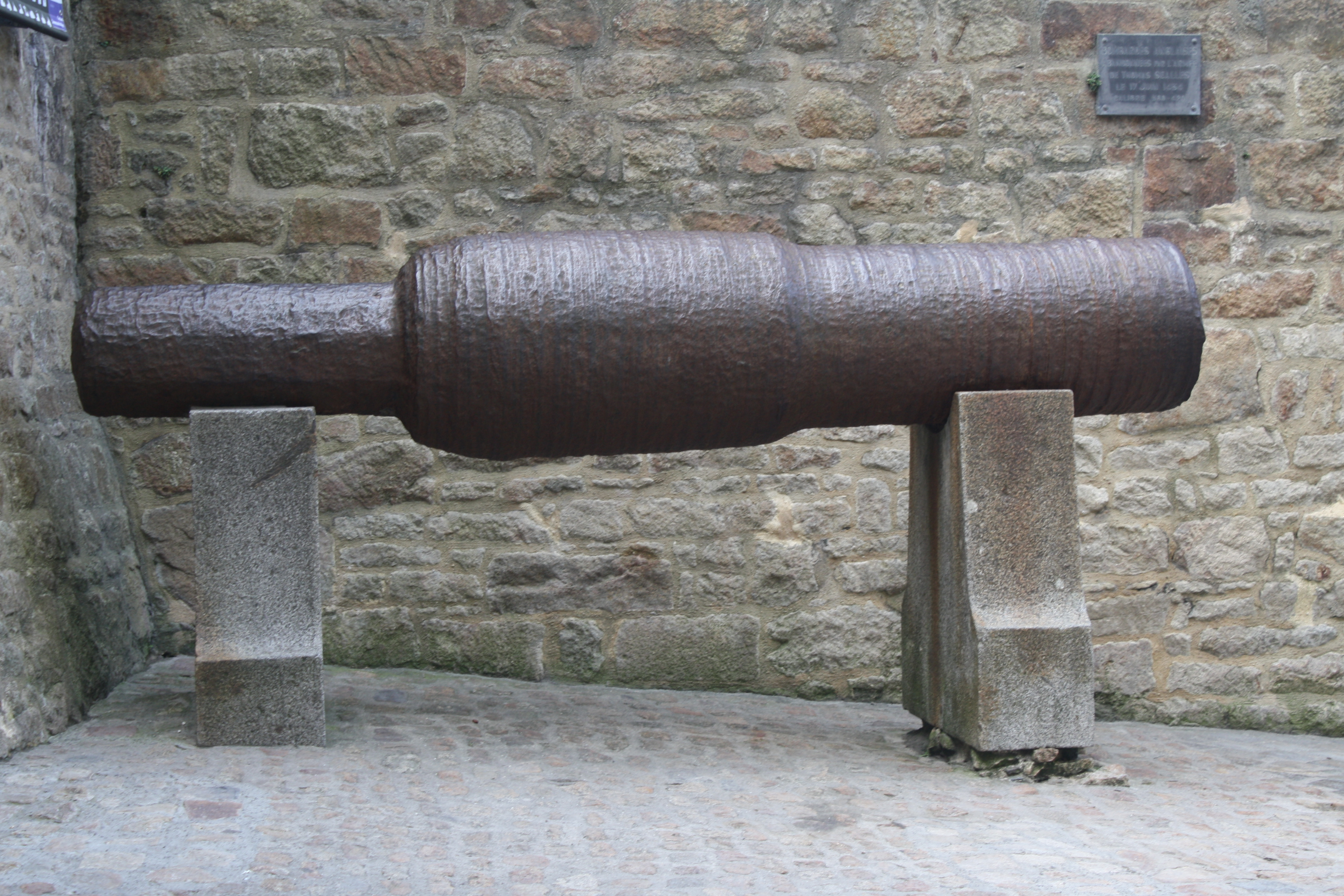
Abbaye du Mont-Saint-Michel. Bombarde abandonnée par l'armée de Thomas de Scales, le 17 juin 1434.

- La bombarde est une pièce d'artillerie apparue pendant la guerre de Cent Ans qui lançait des boulets de pierre ou de fer d'un calibre important. Son manque de précision et sa faible cadence de tir rendaient la bombarde plus effrayante et démoralisante que meurtrière. C'est pour cela qu'elle était beaucoup plus utilisée pour abattre les fortifications ennemies, par exemple lors de la prise de Constantinople en 1453 où les Turcs utilisèrent des bombardes de taille immense.

Elle fut utilisée jusqu'à la fin du XVe siècle où elle fut rendue obsolète par l’apparition des canons à roues (couleuvrine).
Le poids du projectile peut atteindre 280 kg.

### Bouche à feu
- Canon, pièce d'artillerie. De bouche « partie de l’arme par où sort le projectile », et feu.

### Bouche du canon
en anglais : « muzzle »
- La bouche[23] est la partie de l’arme par où sort le projectile.

### Bouchon de tir à blanc
- Un bouchon de tir à blanc (BTB), est un dispositif utilisé en conjonction avec des cartouches à blanc. Il est également appelé appareil de tir à blanc (ATB), notamment en Belgique et blank firing attacher (BFA) aux USA. Visuellement, à des fins d'identification de son montage sur l'arme, il est, dans les pays OTAN, peint soit en rouge soit en jaune.
- Ces dispositifs sont nécessaires pour la plupart des armes à réarmement automatique lors de l'utilisation de munition à blanc. Ils peuvent être aussi un système de sécurité dans le cas où une balle est tirée par erreur, une majorité de l'énergie étant dépensée au passage du dispositif, réduisant la portée et les dégâts infligés. Ils peuvent aussi dévier les gaz de tir, réduisant les risques de blessure sur une cible lors d'un tir[24].
- Un dispositif bouchon de tir à blanc se fixe sur l'extrémité du canon ou sur le cache-flammes soit par serrage extérieur, soit par vissage (notamment à l'intérieur de certains cache-flammes ou sur le canon) et possèdent un évent permettant l'évacuation des gaz. De nos jours, des fabricants présentent des familles d'armes (famille HK416 et HK417, famille SCAR-L et SCAR-H, …) avec différentes longueurs de canon et différents calibres (exemple : 5.56 OTAN et 7.62 OTAN), le dispositif  bouchon de tir à blanc de ces armes sont esthétiquement similaires mais se distinguent par le diamètre de leur évent et aux éventuels marquages d'identification apposés par le constructeur. Pour le bon fonctionnement de l'arme et la sécurité du personnel, il est important de veiller à utiliser le bouchon ad-hoc et de ne pas obstruer l'évent
- D'origine l'évent était placé sur l'avant du dispositif bouchon de tir à blanc, de nos jours on voit cet évent se déplacer latéralement afin de ne pas déforcer le bouchon de tir à blanc et garantir au mieux l'arrêt d'une balle réelle tirée par erreur. En parallèle et dans le but d'augmenter la sécurité lors des exercices, on voit apparaitre des systèmes discriminant afin d'empêcher de chambrer une cartouche réelle lors du tir à blanc. Le principe est de réduire la dimension de l'emplacement des munitions soit sous forme de chargeurs spécifiques soit sous forme d'une pièce se plaçant sur le couloir d'alimentation des armes alimentées par bande.

### Boule de levier d'armement
- La boule de levier d'armement désigne l'extrémité du levier d'armement destinée à faciliter sa manipulation (la plupart du temps, il s'agit d'une boule, mais il en existe de forme cylindrique, hexagonale ou encore carrée…).
  - Sur les armes à verrou, il constitue généralement une seule et même pièce avec la culasse.
  - Sur certaines armes, il est possible de remplacer soit la boule seule, soit le levier qui est vissé dans la culasse, pour le confort du tireur.

### Bourre
en anglais : « wad »
- La bourre est un dispositif de calage, généralement d'origine végétale, d'un projectile contre la charge explosive. Elle est souvent accompagnée d’un calepin, qui assure une fonction complémentaire pour le tir. Le rôle de la bourre est aussi de nettoyer la lumière à chaque tir et d’assurer une poussée uniforme sur la base du projectile. Elle doit :
  - être « expansive » pour assurer une bonne étanchéité et éviter la dispersion des gaz dès que la charge a quitté la douille,
  - être « compressible » pour transmettre toute la force de l’explosion aux plombs sans les déformer,
  - être « légère » pour ne pas augmenter la pression des gaz.

### Bourrelet
- Le bourrelet est un renflement circulaire d’une pièce métallique quand on en a roulé une extrémité. Ex : le 8 × 27 mm est une cartouche à bourrelet utilisé par le revolver Mle 1892 8 mm.

### Bourroir
- Le bourroir est une tige destinée à tasser la poudre dans une arme à poudre noire[25].

### Boutefeu
en anglais : « blaster »
- Le boutefeu[20] est une baguette garnie à son extrémité d’une mèche d’étoupe qui servait à mettre le feu aux pièces d’artillerie ou aux mines.

### Broche
Voir « Cartouche à broche ».

### Bullpup

Le Steyr AUG est un fusil « bullpup ».

- Le terme bullpup est un anglicisme qui désigne une configuration mécanique générale d'arme à feu, destinée à réduire la longueur totale de l'arme en faisant en sorte que la chambre soit à l'arrière de la queue de détente et non à l'avant sans sacrifier la longueur du canon.

### Bump stock

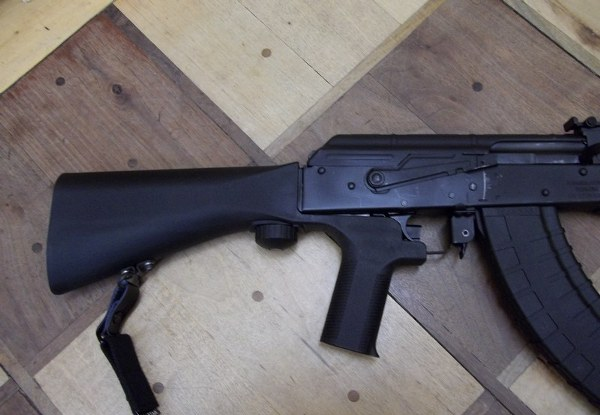
Bump stock sur un AK 47.

- Un bump stock est un accessoire pouvant équiper une arme à feu semi-automatique pour lui donner un fonctionnement proche de celui d'une arme automatique. Il se présente sous la forme d'une crosse amovible solidaire de la poignée et contenant un ressort qui utilise le recul de l'arme lors d'un premier tir pour que le doigt immobile actionne la queue de détente lors du retour de l'arme à sa position initiale et ainsi produire une rafale.

### Busc de crosse
en anglais : « cheek piece »
- Le busc est l'élément de la crosse d'un fusil[26] ou d'une carabine sur lequel on appuie la joue lors de la visée.

## C
- Haut – A
- B
- C
- D
- E
- F
- G
- H
- I
- J
- K
- L
- M
- N
- O
- P
- Q
- R
- S
- T
- U
- V
- W
- X
- Y
- Z

### Cache-flamme
en anglais : « flash suppressor »
- Pièce disposée à l'extrémité d'un canon et destinée à masquer la flamme s'en échappant lors du tir[27].

### Cadence de tir
- La cadence de tir d'une arme à feu (et par extension, d'une réplique airsoft ou paintball) est la fréquence à laquelle elle est capable de tirer ses munitions.

### Calepin
- Un calepin est une rondelle de tissu, généralement du coton, légèrement grasse, entourant la balle au moment du chargement qui assure l’étanchéité balle/canon et évite les dépôts de plomb sur l’intérieur du tube. Certains modèles de cartouche de 1874 présentent un projectile de plomb serti avec « calepin » en papier sur une douille de laiton.

### Calibre
en anglais : « caliber »
- Le calibre d'une arme à feu désigne le plus souvent le plus grand diamètre de ses projectiles, mais aussi parfois celui du canon. Dans le cas des canons rayés il est alors mesuré soit au plus profond (gorge) soit au sommet (crête) des rayures.
  - Exception : les calibres des fusils de chasse modernes à âme lisse sont calculés grâce à une méthode ancienne, où le calibre est un nombre qui, de manière non intuitive, décroit avec l'augmentation du diamètre du canon. Exemple parmi les plus courants : le calibre 12 est supérieur au calibre 16. La méthode exacte de calcul du diamètre du canon est la suivante : diamètre du canon=diamètre d'une balle de plomb parfaitement sphérique de masse=1/calibre, en livres. Autrement dit, le calibre (en unités par livre) correspond au nombre de balles rondes de bon diamètre que l'on peut faire avec une livre de plomb. Le diamètre du canon est donc inversement proportionnel à la racine cubique du calibre.
- Le nom d'une munition reprenant souvent son calibre, la distinction entre « munition » et « calibre » n'est pas facilitée par la variété de ces conventions. Les calibres sont toutefois, durant une période bien définie (surtout récente), relativement standardisés et des munitions différentes peuvent être conçues pour un calibre identique.

### Canardière
La canardière est un très long fusil de chasse. Sa particularité est de pouvoir abattre un nombre important de gibier d'eau en un seul tir.

### Canon
en anglais : « barrel ou cannon»

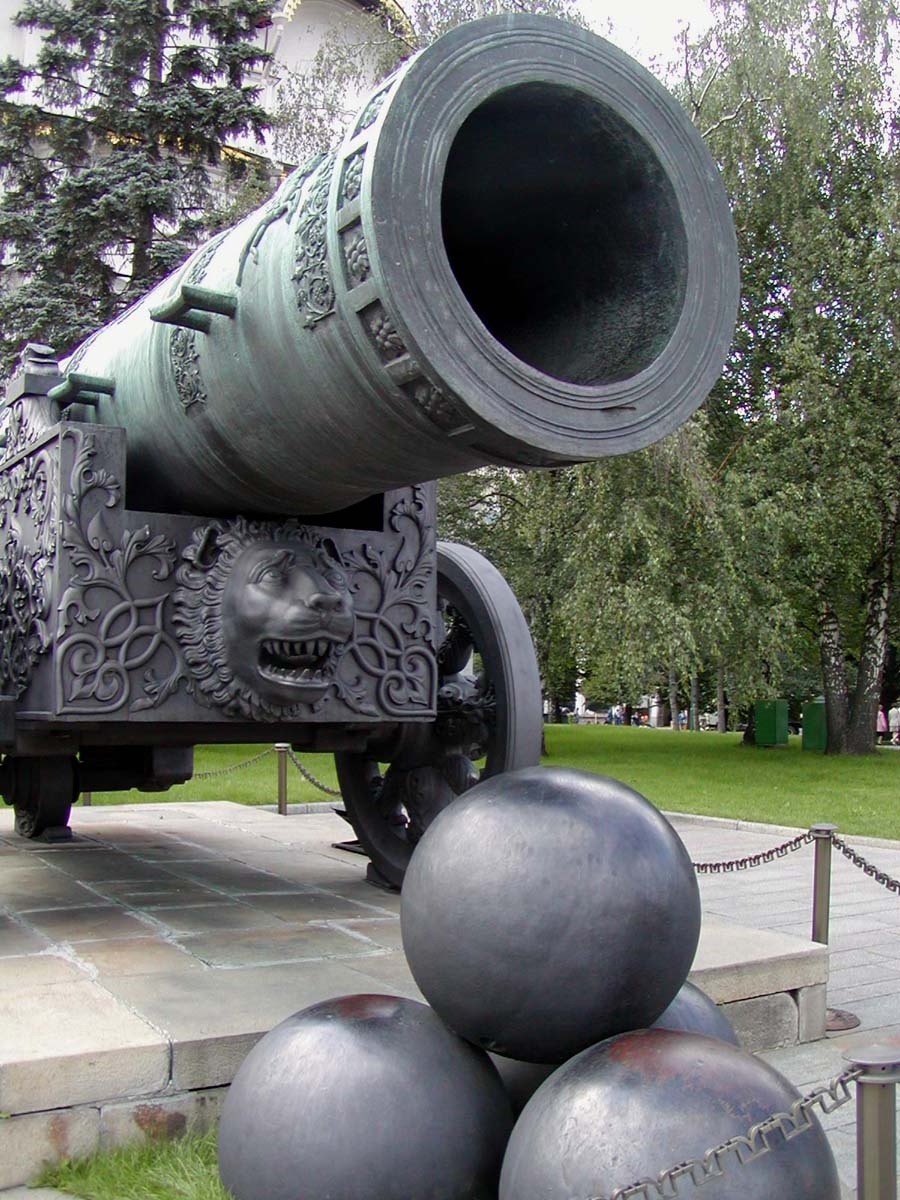
Canon de 890 fondu en Russie en 1586, le Tsar Pouchka.

- Canon, partie d'une arme à feu constituée par le tube servant à lancer des projectiles.
- Canon, pièce d'artillerie dont la différence avec l'obusier a varié au cours des temps.

#### Canon lisse
en anglais : « smooth barrel ou smooth bore »
- Une arme à canon lisse ou à canon à âme lisse est une arme dont l'alésage du canon ne dispose pas de rayures. La gamme des armes à canons lisses va de la petite arme à feu au canon des chars d'assaut, en passant par les mortiers.

#### Canon rayé
en anglais : « rifled barrel »
- Un canon rayé est un canon doté de rainures. Le « rainurage » désigne le processus de fabrication de rainures hélicoïdales par l'alésage du canon d'une arme à feu. Ces rayures font tourner le projectile sur lui-même autour de son axe longitudinal, cette rotation permettant la stabilisation gyroscopique et améliorant du même coup sa stabilité aérodynamique et sa précision.
- On parle de "pas des rayures" pour désigner la distance sur laquelle les rayures font une rotation de 360°. Plus le pas est petit, plus le projectile tourne vite. Le pas des rayures peut être supérieur à la longueur du canon. on distingue :
  - le pas constant dont la rotation des rayures est régulière
  - le pas dégressif dont les rayures commencent droites puis commencent à tourner de plus en plus fort
- Rainurage par martelage à froid. Procédé utilisé dans la fabrication des canons qui consiste à imprégner les rayures du canon et à augmenter la résistance des canons par compression du métal (écrouissage). Le procédé consiste à introduire un mandrin comportant les rayures en négatif à l'intérieur d'une barre alésée. La barre est ensuite martelée mécaniquement. Lors du martelage, la barre se resserre sur le mandrin et s'allonge, les rayures sont ainsi imprégnées dans l'âme du canon.
- Rainurage par olivage[28] Procédé qui consiste à passer en une opération une olive en carbure de tungstène comportant les rayures en négatifs au travers d'une barre alésée. L'olive, fixée à une tige, est tirée par un vérin hydraulique, sa rotation détermine le pas des rayures. Lors du passage de l'olive, les rayures sont imprégnées en positif, par écrouissage de la matière, dans l'âme du canon.

#### Canon antiaérien
- Les canons antiaériens sont des armes à feu de moyen ou gros calibre créées pour défendre l'infanterie, les blindés (chars d'assaut, transports de troupes…) et les navires des attaques aériennes (avions et hélicoptères) : leur histoire est donc liée à l'histoire de l'aviation militaire et à celle de la lutte antiaérienne.

#### Canon antichar
- Un canon antichar, parfois orthographié anti-char, est une pièce d'artillerie dont le but principal est de détruire des véhicules blindés.

#### Canon automatique
- Un canon automatique est une arme à feu à fonctionnement automatique, chambrée pour une munition de calibre égal ou supérieur à 20 millimètres. Généralement, ceux des plus petits calibres, jusqu'à 40 millimètres, sont dits « mitrailleurs », du fait de leur grande cadence de tir.

#### Canon automoteur
- Un canon automoteur, ou « automoteur d'artillerie » est un véhicule qui donne de la mobilité à l’artillerie. Doté d’une grande mobilité grâce à ses chenilles, il peut accueillir un obusier, un canon, un mortier ou encore un lance-missile/roquette. Les automoteurs sont souvent utilisés pour des séries de tirs indirects de soutien sur le champ de bataille.

#### Canon de campagne

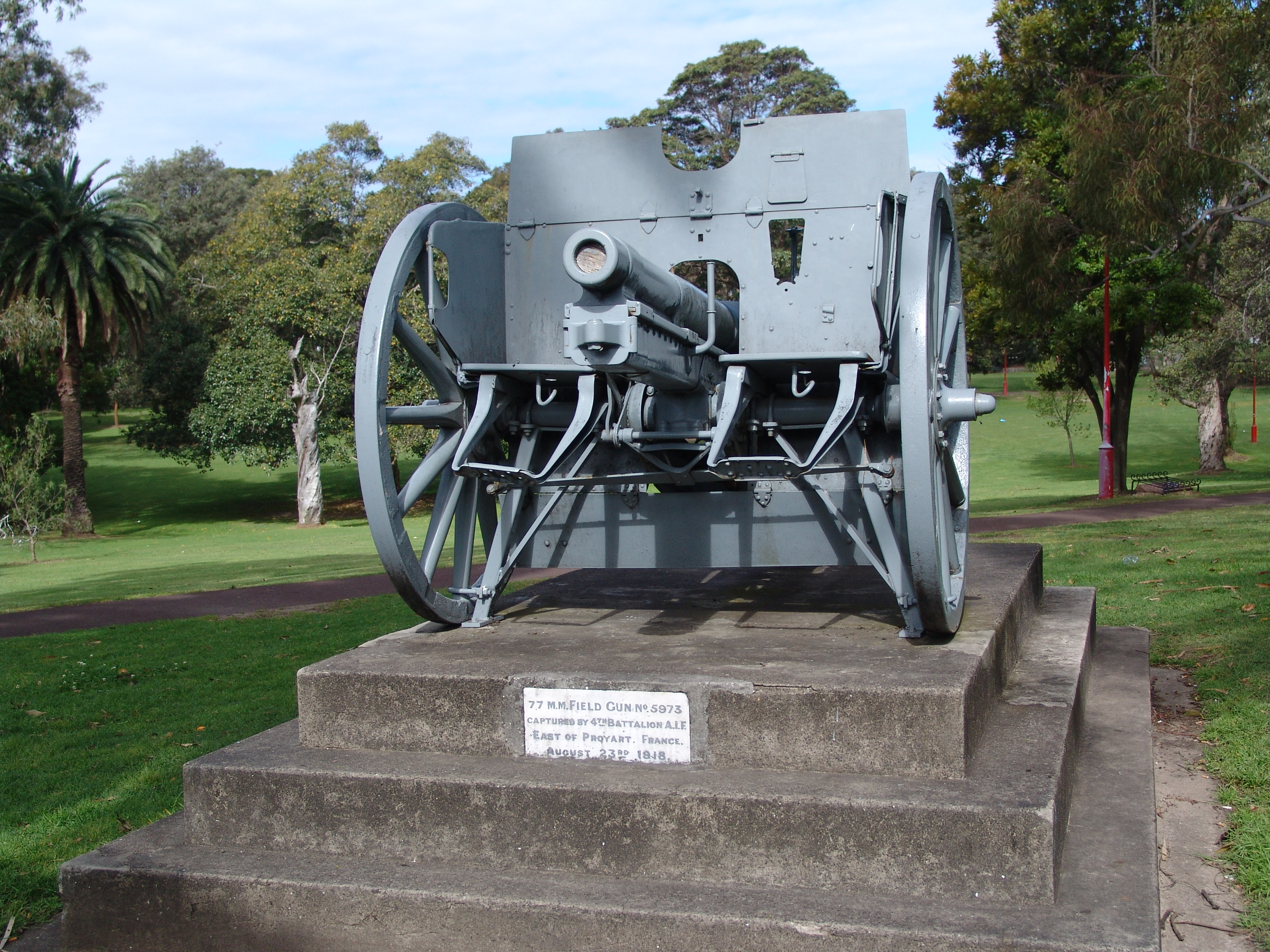
Canon de campagne utilisé pendant la Première Guerre mondiale.

- Un canon de campagne est un canon utilisé sur le champ de bataille. Il s'agit généralement de petites pièces d'artillerie qui peuvent être déplacées facilement par des troupes mobiles. Entrant dans la famille de l'artillerie de campagne, elle se distingue des pièces à emplacement fixe comme les pièces de siège, de place, ou même de tranchée.

#### Canon de marine
- En matière maritime, l'artillerie navale revêt une importance spéciale, entre les XVIe et XIXe siècles. Les navires à voile (puis à vapeur) avaient comme artillerie des canons de calibre plus ou moins important. Les canons sont organisés en batteries, sur un pont principal et éventuellement un pont de batterie. Les différents calibres des canons embarqués se mesurent suivant le poids du boulet envoyé : 6 livres, 8, 9, 12, 18, 24, 32 et enfin 36 livres, plus gros calibre à être embarqué sur des navires à voile. Les canons sont retenus au navire pour compenser le recul par des sortes de cordes appelées bragues, qui les maintiennent contre le bord du navire.

#### Canon de montagne

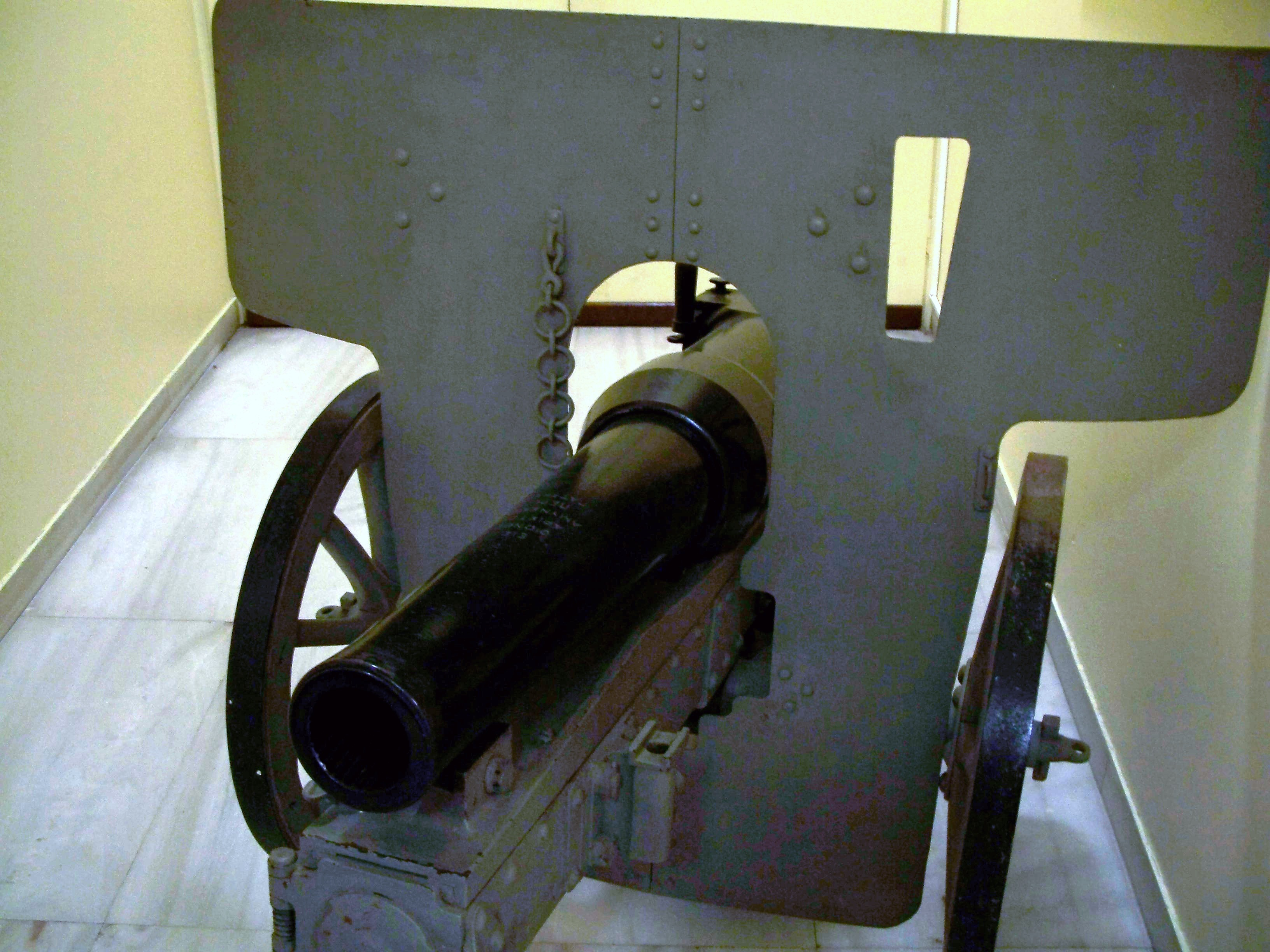
Canon de montagne, musée national historique d'Athènes, Grèce.

- Un canon de montagne est une pièce d'artillerie conçue pour une utilisation dans la guerre en montagne et les zones difficiles d'accès pour les blindés. Ils sont semblables à des armes de soutien d'infanterie, et sont généralement susceptibles d'être décomposés en plus petites charges pour faciliter le transport.

#### Canon sans recul
- Un canon sans recul est une arme individuelle ou montée sur des véhicules légers dont le fonctionnement repose sur le principe de deux canons tirant en sens opposé, le recul du tir étant compensé par l'éjection des gaz de la charge. Le projectile n'est donc propulsé que par le coup initial (comme dans un canon classique) et pas pendant son vol comme pour celui d'un lance-roquettes ou missile antichar qui dispose d'un moteur-fusée.

### Canon automoteur
- Un canon automoteur, ou automoteur d'artillerie (parfois appelé canon d'assaut), est un véhicule qui donne de la mobilité à l’artillerie. Doté d’une grande mobilité grâce à ses roues ou chenilles, il peut accueillir un obusier, un canon, un mortier ou encore un lance-missile/roquette. Les automoteurs sont souvent utilisés pour des séries de tirs indirects de soutien sur le champ de bataille.

### Carabine
en anglais : « carbine »
- Une carabine est une arme à feu avec crosse, à canon court ou long et dont l'intérieur du canon (« âme ») présente des rayures hélicoïdales.

#### Carabine militaire
- Une carabine militaire est une arme à feu d'épaule avec crosse et dont le canon a le plus souvent une âme rayée en forme de spirale. Chez les militaires, depuis le XVIIe siècle au moins, le terme « carabine » désigne une arme de dimensions réduites par rapport à celles des fusils militaires (le seuil historique était de un canon de moins de 68cm, mais n'est plus d'application aujourd'hui)

#### Carabine de chasse
- Une carabine de chasse est une arme à feu destinée à la chasse, avec crosse, à canon court ou long et dont l'intérieur du canon (« âme ») présente des rayures hélicoïdales. Ces rainures ont pour fonction d'imprimer un mouvement de rotation au projectile lors de son passage dans le canon. Ce mouvement de rotation du projectile lui confère une grande stabilité et lui permet ainsi d'atteindre une bonne précision à grande distance.

### Carabine à levier de sous-garde

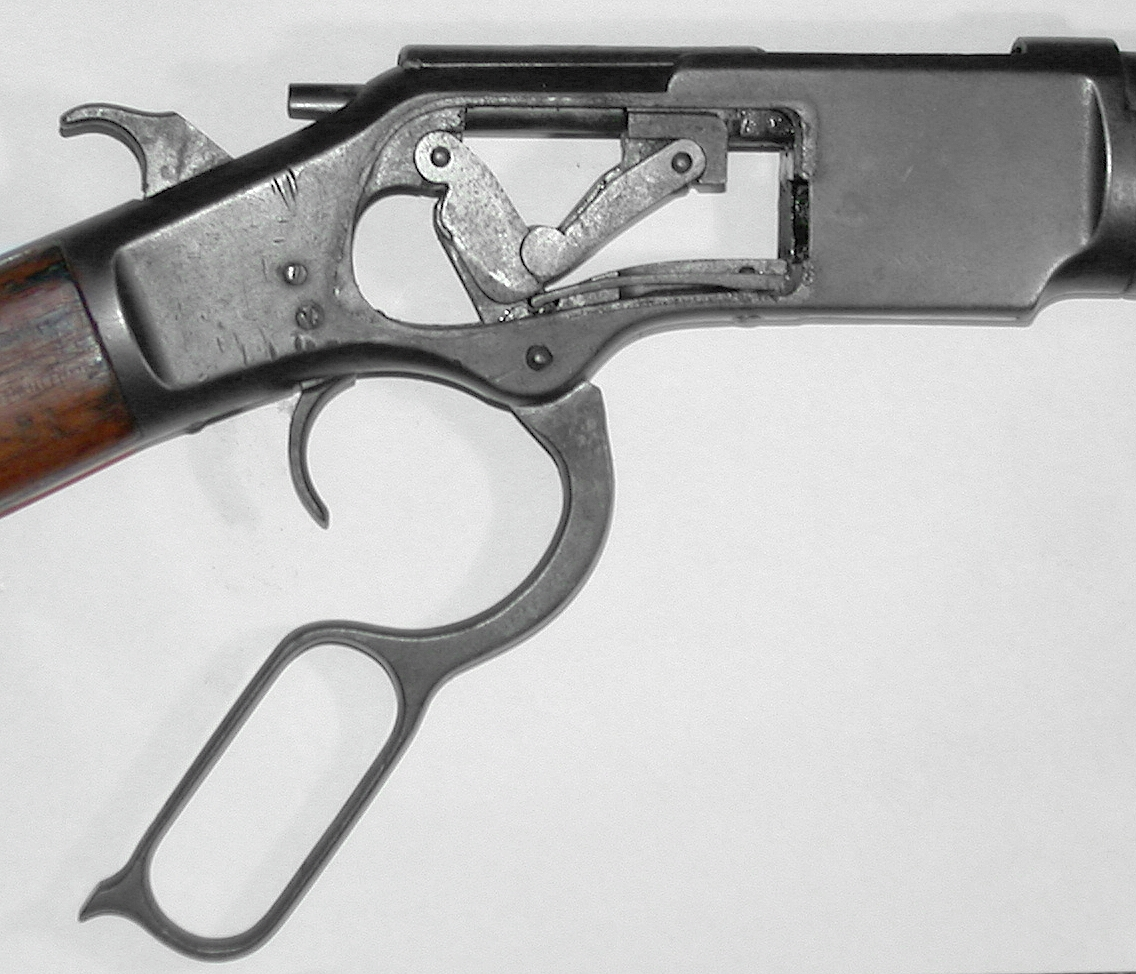
Winchester Modèle 1873, mécanisme à levier de sous garde.

en anglais : « lever action carbine »
- Apparu au XIXe siècle, le mécanisme à levier est le plus ancien mécanisme de répétition sur les carabines. Dans ce mécanisme, l’éjection de l'étui vide et le chargement d’une nouvelle cartouche se fait en actionnant un levier situé derrière le pontet. Avec un peu d’entraînement, le levier peut être actionné en utilisant uniquement le pouce et bougeant peu le reste de la main, ce qui en fait un mécanisme relativement rapide.

### Carcasse
- La carcasse est l'armature, l'ossature, la structure ou des éléments de châssis ou de bâti.

### Cartouche
en anglais : « cartridge »
- Une cartouche est un ensemble permettant de charger une arme.

#### Cartouche à blanc
- Une cartouche à blanc, ou munition à blanc, est une munition de petit calibre ne comportant pas de projectile (tel qu'une balle).

#### Cartouche à broche

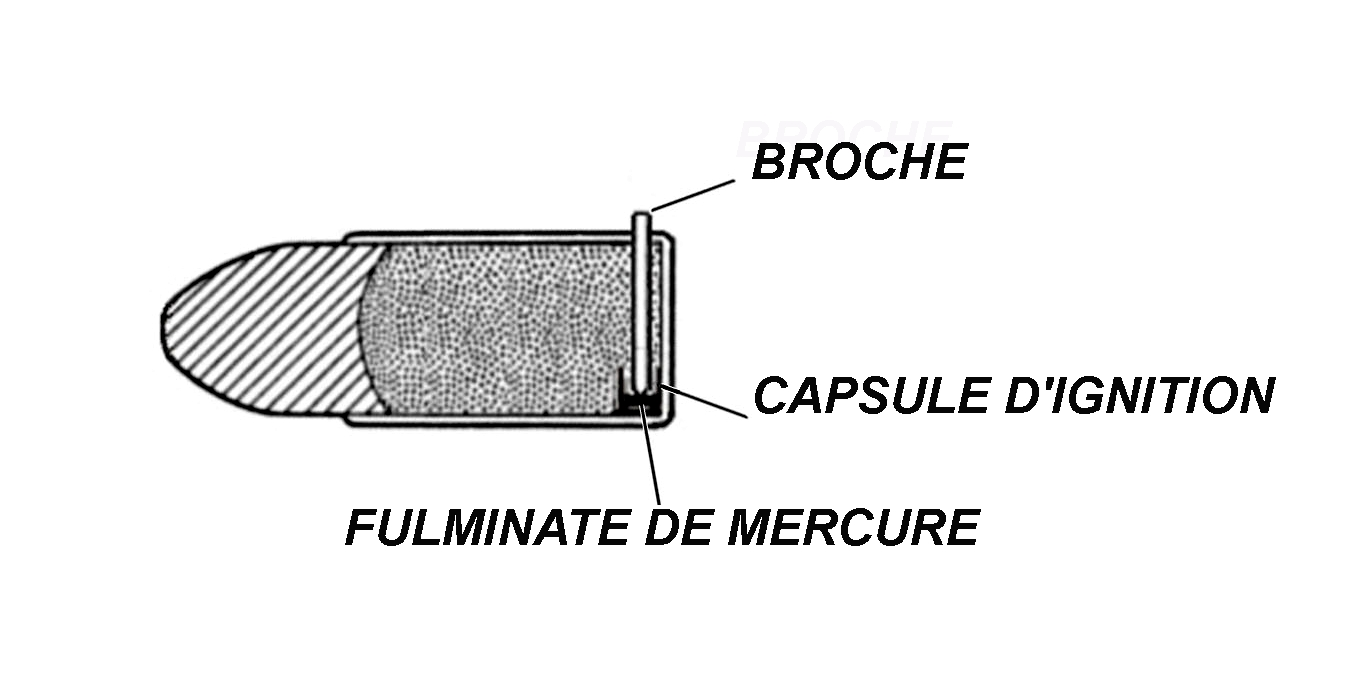
Cartouche à broche.

- Dans une cartouche à broche ou « cartouche Lefaucheux », la base de la douille inclut la capsule d'ignition ou amorce. Le fulminate de mercure dans celle-ci est mis à feu par une courte tige de métal, la broche, saillant à l'angle droit, assez longue pour sortir du contour du canon ou barillet. Pour la mise à feu de la cartouche, le chien frappe verticalement cette broche. ce système a été abandonné car dangereux : la tige pouvant être frappée par accident alors que la cartouche n'était pas dans la chambre de l'arme (chute au sol, dans la cartouchière, , etc.).

#### Cartouche en papier ou cartouche combustible

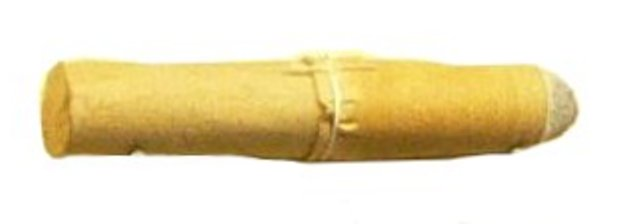
Cartouche en papier pour Chassepot (1866).

- Une cartouche en papier est un type de munition pour des armes de petit calibre utilisées avant l'arrivée des cartouches métalliques. Ces cartouches se composaient d'un cylindre de papier, ou d'un cône, contenant la balle, la poudre et, dans certains cas, une amorce ou un agent lubrifiant. Les cartouches combustibles sont des cartouches en papier traité au nitrate de potassium puis à l'acide nitrique pour rendre le papier très inflammable[29],[30].

#### Cartouche métallique
Par opposition à cartouche papier, une cartouche métallique désigne une munition dont la balle, la charge de poudre et l'amorce sont solidarisées par une douille métallique (comme sur toutes les armes modernes).

#### Cartouche à percussion annulaire

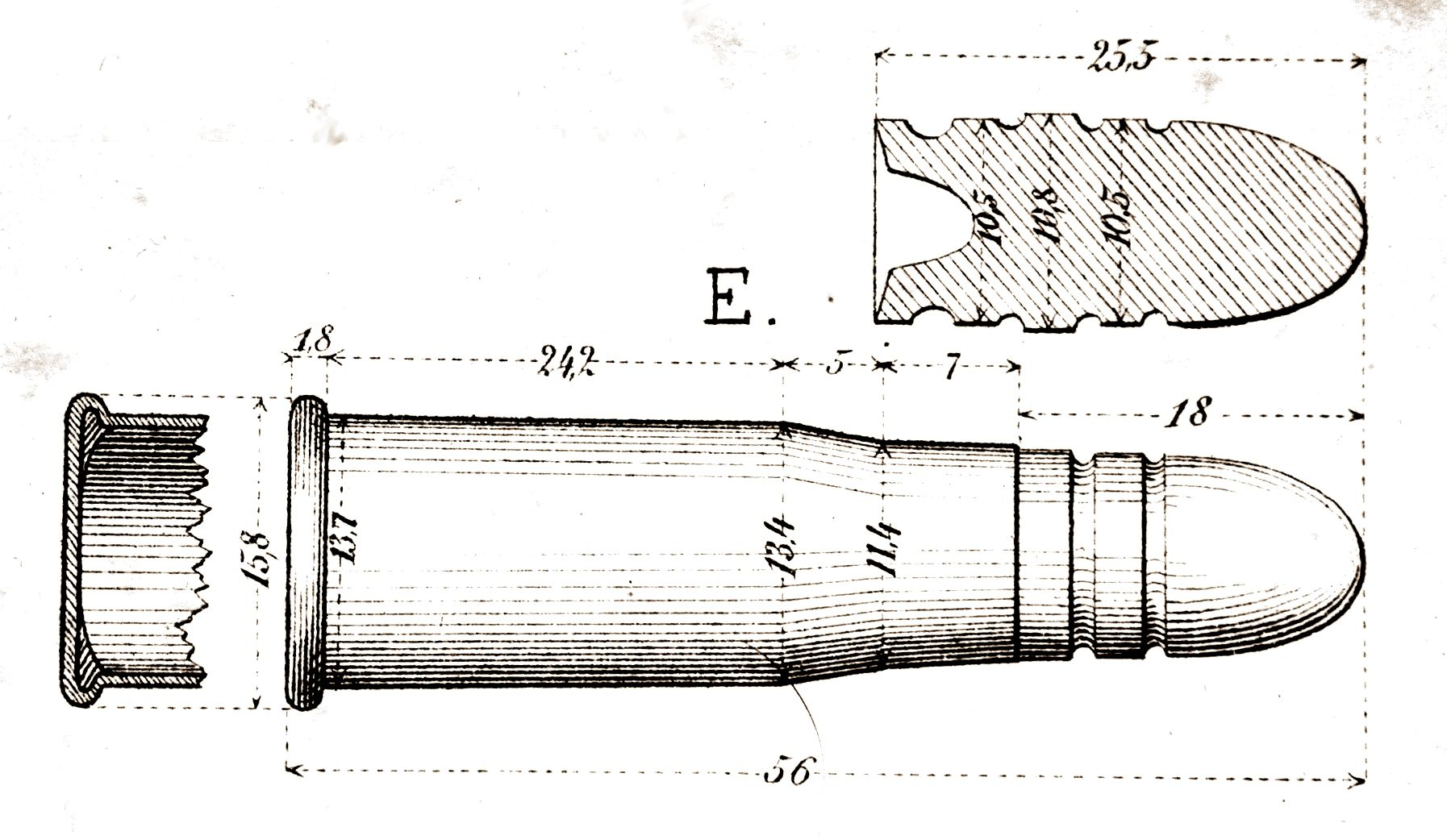
Cartouche Vetterli Ord. Suisse (1869).

- Une cartouche à percussion annulaire est une cartouche dont la composition d'amorçage se trouve contenue dans le bourrelet de la cartouche qui est écrasé par la pointe du percuteur. L'avantage des cartouches à percussion annulaire se trouve dans la fabrication simple et peu coûteuse, puisque aucune pièce supplémentaire, tel que l'amorce, n'est nécessaire.

#### Cartouche à percussion centrale

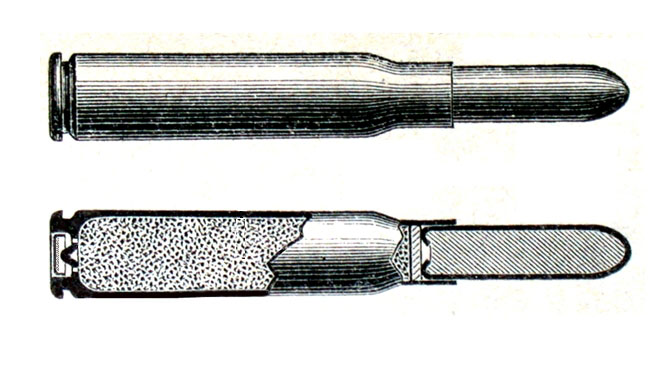
Cartouche à percussion centrale M 1888, 8x57I de type Berdan.

en anglais : « centerfire cartridge »
- Une cartouches à percussion centrale est une cartouche dont la composition d'amorçage se trouve dans une capsule d'ignition, ou amorce, placée au centre du fond de l’étui.

### Chain gun
- Le chain gun est un type de mitrailleuse ou de canon automatique, monotube et mono barillet, qui utilise une source externe d'énergie (généralement un moteur électrique) pour charger les munitions dans la chambre, contrairement aux autres armes automatiques et semi-automatiques, dans laquelle cette énergie est récupérée de l'énergie du tir précédent.

### Chambre
en anglais : « chamber »
- Une chambre d'arme à feu[31] est une chambre de combustion dans laquelle les cartouches sont insérées (chambrées) avant d'être percutées pour en propulser le projectile, puis éjectées.
- La chambre peut être cylindrique (pour douille ou étui à bourrelet, exemple : 22LR, 38 spécial,...), légèrement conique (pour douille ou étui à gorge, exemple : 9X19mm, 9X17mm, .45 ACP, ...) ou tronconique (pour douille ou étui tronconique à gorge, exemple : 308 Win, 5,56 OTAN, 12,7X99mm, ...), dans ce cas, la chambre est composée d'on corps de chambre, d'un cône de feuillure ou cône d'appui, d'un collet et d'un cône de sertissage.
- La chambre flutée : Ce type de chambre, peu utilisé (FAMAS, 25mm oerlikon kba,...), contient des rainures longitudinales du collet jusque approximativement le milieu du corps de la chambre. Le but est de permettre un léger passage de gaz entre la chambre et la douille ou étui afin de permettre son décollement.

### Champ de tir
en anglais : « shooting range ou rifle range »
- Un champ de tir[32] est un endroit destiné à l'entrainement à l'usage d'armes à feu.

### Charge creuse
en anglais : High Explosive Anti-Tank, signifiant « Explosif Brisant Anti-Tank »
- La charge creuse, appelée par les militaires HEAT (acronyme découlant de la dénomination anglaise), est un type de munition destiné à percer un blindage.

### Charge superposée
- Une charge superposée désigne, pour une arme à chargement par la bouche, un dispositif permettant de tirer successivement plusieurs charges préchargées l'une à la suite de l'autre dans le canon. ce mécanisme de tir peut s'appliquer (de manière adaptée au mode d'ignition) à des armes à silex ou à percussion.

### Chargement automatique
Un chargement automatique est un système mécanique automatisé assurant la manipulation des munitions lors de leur chargement dans un système d'arme. Il ne nécessite pas d'intervention humaine lors de son fonctionnement.

### Chargement par la bouche
en anglais : « muzzle loading »
- Une arme à chargement par la bouche est une arme à feu dont le projectile et la charge propulsive est chargée dans le canon à partir de la bouche de celui-ci. Elle se différencie des armes, plus modernes, à chargement par la culasse.

### Chargement par la culasse
en anglais : « breech loading »

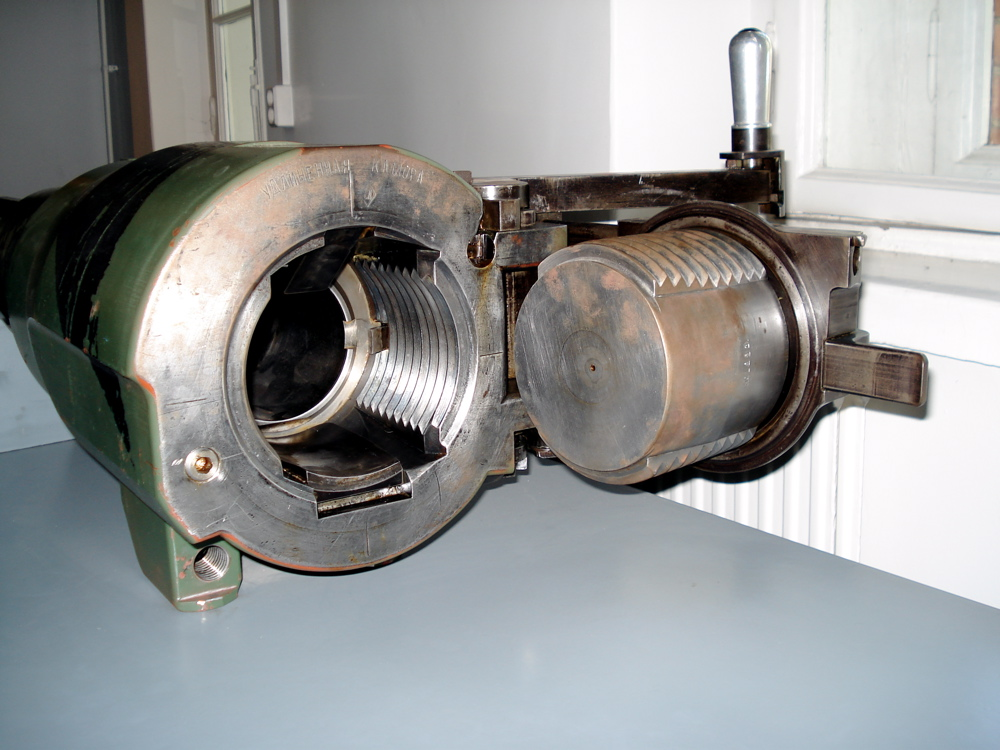
Culasse d'un obusier russe M1910 de 122 mm, modifié et combiné avec un canon d'obusier H37 de 105 mm

- Une arme à chargement par la culasse est une arme à feu (un fusil, un canon, etc.) dans laquelle la cartouche ou l'obus est chargé à l'arrière du canon (la culasse), par opposition à une arme à chargement par la bouche.

### Chargeur
- Evolution technologique du magasin fixe, le chargeur est amovible, permettant à son utilisateur d'augmenter sa capacité de puissance de feu.
- Le chargeur est composé d'un corps de chargeur, d'une plaque de fond, d'un ressort et d'un transporteur (parfois également appelé élévateur de cartouche)
  - Le corps de chargeur est équipé de lèvres maintenant les cartouches et les orientant lors de l'alimentation de l'arme
  - le transporteur est une plaquette profilée permettant d'appliquer de manière optimale la poussée du ressort sur la cartouche
- le terme anglais (magazine), ne fait pas de distinction entre un magasin fixé sur une arme et un chargeur, le second terme étant devenu usuel pour désigner un magasin amovible
- Une lame chargeur ("clip" en anglais) désigne une petite pièce de métal jetable, regroupant souvent 5 ou 10 munitions, permettant d'alimenter rapidement un magasin ou un chargeur pour un poids supplémentaires négligeable

### Cheminée
- La cheminée[20] est une pièce cylindrique creuse vissée sur la culasse d'une arme à percussion, portant l’amorce et transmettant le feu à la poudre.

### Chevrotine
en anglais : « buckshot »
- La chevrotine et est une munition composée de projectiles multiples. Les fusils de chasse à âme lisse l'utilisent à cause de sa dispersion pour augmenter la probabilité de toucher une petite cible en mouvement, mais qui occasionnent également à courte portée des impacts multiples sans toutefois provoquer une surpénétration.
- En termes de chasse, la chevrotine désigne une grenaille dont le diamètre des billes est important et, de ce fait, celles-ci sont présentes en petit nombre dans la cartouche ; c'est une munition plutôt réservée à la chasse au gros gibier.

### Chien
en anglais : « hammer »
- Le chien[33], faisant partie des masses percutantes, est la pièce mécanique qui met le feu à la poudre dans les armes à feu anciennes ou qui sert à percuter l’amorce de la cartouche dans les armes plus modernes.

#### Chien à mèche
- Appelé également « serpentin »[20] : sorte de chien maintenant la mèche.

#### Chien à rouet
- Le rouet[34] est la pièce d'acier dentée et trempée en forme de roue qui fait office de frottoir dans la platine de mise à feu du même nom (platine à rouet). Il est mis en rotation par un ressort et sa chaînette. Le chien, portant dans sa mâchoire une pyrite de fer (la pierre à briquet ne fut inventée qu'en 1903), est appuyé fortement sur le « rouet » par un puissant ressort. Ce frottement de la pyrite sur le rouet en rotation provoque une étincelle et la mise à feu de la poudre d'amorçage d'une arme à feu. Ce système de platine à rouet est présent dans les armes anciennes, comme l'arquebuse à rouet.

#### Chien à silex

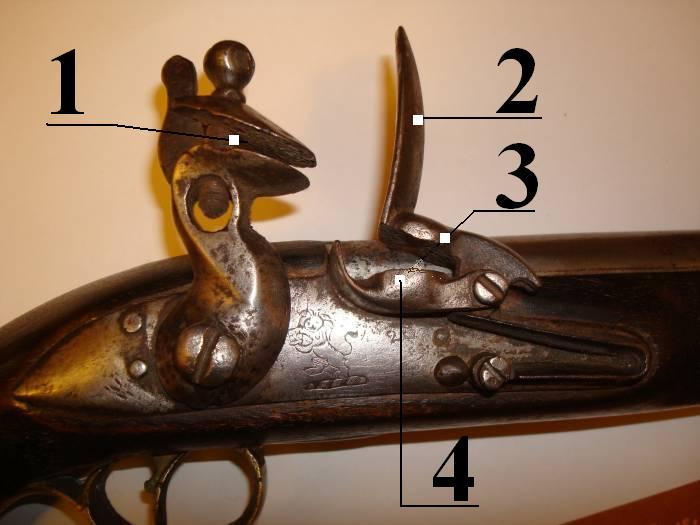
Chien à silex.

- Le chien porte le silex entre ses mâchoires (1) et, au moment de la détente, vient frapper la « batterie » (2). Au moment du choc, le silex produit des étincelles, soulève de « couvre-bassinet » (3) et enflamme la charge déposée dans le « bassinet ».

#### Chien à percussion
- La platine à percussion[35] ou à piston fut créée à la suite de l'invention en Europe tout au début du XIXe siècle (vers 1808) de l'amorce au fulminate de mercure par Jean Lepage (1807-1808) et l'encapsulage de cette amorce par François Prélat. Ce système, qui utilisait la même mécanique que la platine précédente, se différenciait par la forme du chien qui perdit son système de mâchoires au profit d’un embout qui venait frapper une « amorce » placée sur la « cheminée » (qui venait à la place du « bassinet » et de la lumière) et qui enflammait instantanément la poudre dans la culasse.

#### Chien de revolver

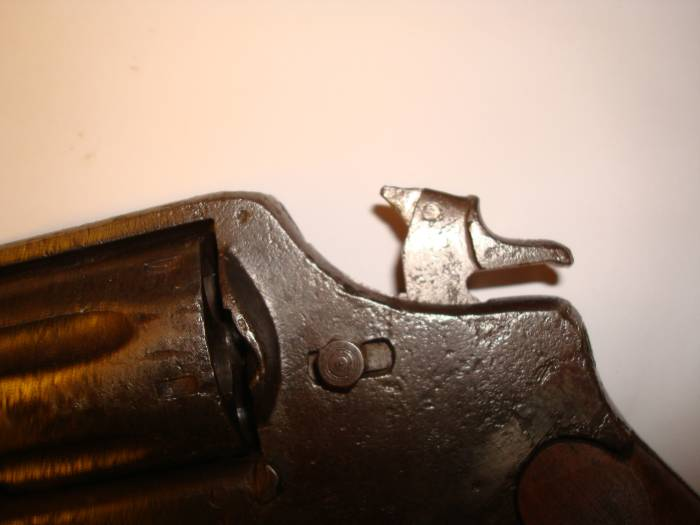
Chien de revolver.

- C’est en 1836 qu’apparut la première platine de revolver avec un chien à percussion directe, quand Samuel Colt inventa le revolver[36] (revolving, « tourner sur soi-même ») : le Colt Paterson. Les anglophones utilisent le mot « hammer » (marteau) pour désigner le chien ou « hammerless » (sans marteau) lorsque le chien n'est pas visible ; l'arme est alors en double action ou semi-auto.

### Choke
- Le choke ou « étranglement » est un léger resserrement de la bouche du canon permettant de concentrer plus ou moins fortement la gerbe de plombs, un peu à la manière d'un entonnoir. Bien qu'il n'existe pas de technique ou d'étalon officiel pour mesurer le niveau d'étranglement, on utilise habituellement le patron obtenu dans un cercle de trente pouces (76 cm) à une distance de quarante verges (37 m) dans lequel on compte le pourcentage de plombs ayant fait impact[37]. Il y a quatre étranglements standards, du plus ouvert au plus fermé[38] :
  - cylindrique, lisse correspondant à 40 % des plombs à l'intérieur du cercle ;
  - skeet 1 et 2, correspondant à 40 à 45 % des plombs à l'intérieur du cercle avec un groupement plus uniforme ;
  - cylindrique amélioré ou 1/4 choke correspondant à 50 % des plombs à l'intérieur du cercle ;
  - modifié ou 1/2 choke, correspondant à 60 % des plombs à l'intérieur du cercle ;
  - modifié amélioré ou 3/4 choke, correspondant à 65 % des plombs à l'intérieur du cercle ;
  - fermé, full ou plein choke, correspondant à 70 % des plombs à l'intérieur du cercle.

### Cible
- Une cible est un objet portant une zone destinée à être visée, souvent représentée par des cercles concentriques. Il est utilisé dans des sports ou jeux tels que le tir à l'arc, les fléchettes ou encore le tir sportif.

### Cloche
- La Cloche est la partie supérieure d'un obus.

### Collet
- Le collet[20] est la partie de l'étui où la balle est sertie.

### Collimateur
- Un collimateur est un dispositif optique permettant d'obtenir un faisceau de rayons de lumière parallèles à partir d'une source de lumière. Ce mot vient du latin collimatio (« ajuster ou viser en ligne droite ») qui désigne l'action d'orienter un instrument de visée. Le collimateur est intégré à beaucoup d'instruments de visée optique, notamment sur des jumelles ou les lunettes de visée d'armes balistiques. Il permet en effet de ne pas accommoder son regard entre la mire et la zone observée.

### Compensateur de recul
- Systèmes d'atténuation du recul

### Compensateur de relèvement
- Dispositif dirigeant une partie des gaz vers le haut, à proximité de la bouche du canon, afin de compenser le relèvement de l'arme.

### Corps
- Partie de l'étui abritant la charge propulsive.

### Cook-off
Phénomène d'auto inflammation d'une cartouche chambrée dans un canon chaud et atteignant la température de mise à feu spontanée.
Ce phénomène apparait dans les armes à culasse fermée après un régime de tir soutenu et est considéré comme un incident de tir.

### Couleuvrine

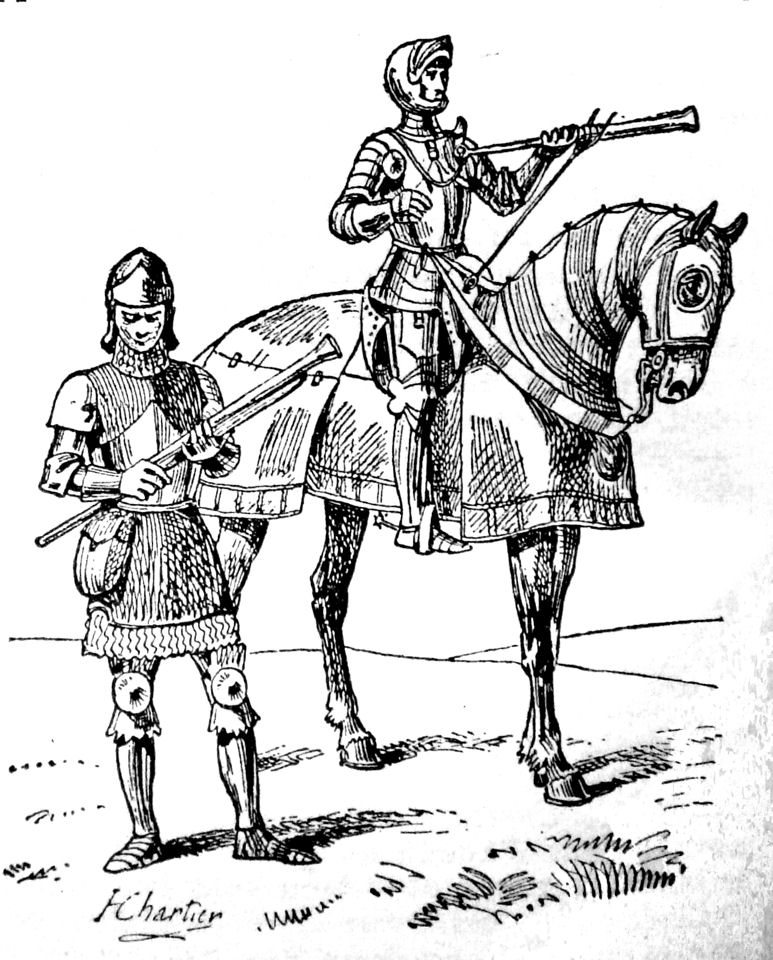
Couleuvrines à main (ancêtre de l'arquebuse).

en anglais : « culverin »
- La couleuvrine[34], qui désigne à l'origine un canon à main ancêtre du mousquet, est une petite pièce d'artillerie à canon long de la fin du Moyen Âge et de la Renaissance qui tire des boulets (de pierre ou de métal). Les projectiles sont tirés avec une vitesse à la bouche élevée, ce qui leur confère une trajectoire allongée et une portée appréciable.

### Coup de doigt
- Le coup de doigt est un terme principalement utilisé pour les armes légères désignant l'action de presser brutalement et sans contrôle la queue de détente[39], ce qui a pour effet de dévier l'axe de visée et de faire manquer le point visé (ou carrément la cible).

### Couvre-bassinet
- Pièce à bascule recouvrant le bassinet,

### Cran de mire
- Entaille pratiquée dans la hausse d'une arme pour déterminer avec le guidon la ligne de visée (sur certains revolvers anciens, le cran de mire est usiné dans le chien qui, une fois armé, permet la prise de visée)[40].

### Crosse
- La crosse est la pièce d'une arme à feu servant à la préhension de celle-ci. Sur les armes à feu traditionnelles, la crosse est en bois. Sur les armes modernes, on utilise le métal, le plastique et les matériaux composites.

Les armes les plus modernes sont souvent équipées de crosses pliables, télescopiques, réglables en longueur,... parfois équipées d'appuie joue

### Culasse
en anglais : « breech »
- Partie renforcée du fond du canon contenant la charge, dans les armes anciennes à chargement par la bouche.

en anglais : « bolt » ou « breech bolt »
- Sur une arme moderne, la culasse[41] est la pièce assurant la fermeture et regroupant certaines fonctions clés d'une arme à feu. Placée d'ordinaire à l'arrière de l'arme, derrière le canon, elle assure l'étanchéité du mécanisme au gaz à haute pression produit pendant le tir et permet donc au projectile d'être propulsé vers la bouche. C'est une pièce complexe car elle est bien souvent mobile pour permettre le rechargement mais doit demeurer solide pour résister au tir de munitions puissantes.

#### Culasse calée ou verrouillée
- Pour construire une arme automatique ou semi-automatique utilisant des munitions plus puissantes, les constructeurs ont dû inventer des mécanismes retardant l'ouverture de la culasse. En effet une arme à culasse non calée tirant une munition puissante s'ouvrirait avant même que la balle ait quitté le canon, ce qui est dangereux étant donné les pressions qui y règnent à ce moment.
- Le déverrouillage d'une arme à culasse calée ou verrouillée doit avoir lieu après que le projectile soit sorti du canon afin de garantir la baisse de pression des gaz résiduels. Ce déverrouillage peut avoir lieu grâce à différents principes, entre autres :
  - un court recul du canon : exemples : Browning GP, Colt 1911, Glock, Browning M2, Barrett M107A1,...
  - un long recul du canon : exemples : Browning auto5, Remington Modèle 8, fusil-mitrailleur Chauchat, Pistolet Frommer Stop,...
  - un emprunt de gaz via
    - système de tube à gaz : exemples : AR15, AR10, M16, M4, VCD10, VCD15,...
    - système de piston solidaire des pièces mobiles : exemples : FM Browning BAR, FN FNC, MINIMI, MAG,...
    - système de piston indépendant : exemples : SAFN, FN FAL, AR18, HK416, FN SCAR, SIG SG550,....

#### Culasse non calée
- Le vocable « culasse non calée » ou "Blow-Back"  s'applique aux armes automatique et semi-automatique. Dans le cas d'une culasse non calée, seule l'inertie de celle-ci et la force du ressort de rappel (aussi appelé ressort récupérateur) l'empêchent de reculer et l'ouverture de la chambre au moment du tir. Ce type de culasse est d'usage uniquement sur les armes utilisant des munitions de faible puissance, pour lesquelles l'inertie de la culasse est suffisante pour la garder fermée jusqu'à ce que la balle ait quitté le canon.
- Certaines armes à « culasse non calée » ont une ouverture retardée ou "Blow-Back" retardé. exemple : FN Five seveN ou un levier fait reculer légèrement le canon qui suit ainsi la glissière afin de retarder l'ouverture de la chambre

#### Culasse fermée
- Dans les armes fonctionnant « culasse fermée », la culasse est déjà fermée au moment du tir. Un tir à culasse fermée est un facteur de précision mais dans certains cas réduit le refroidissement, ce qui peut conduire à des accidents car une cartouche demeurant ainsi maintenue dans une chambre brûlante par une culasse elle-même chaude peut atteindre la température de mise à feu spontanée (sans percussion) de l'amorce, phénomène appelé cook off.

#### Culasse ouverte

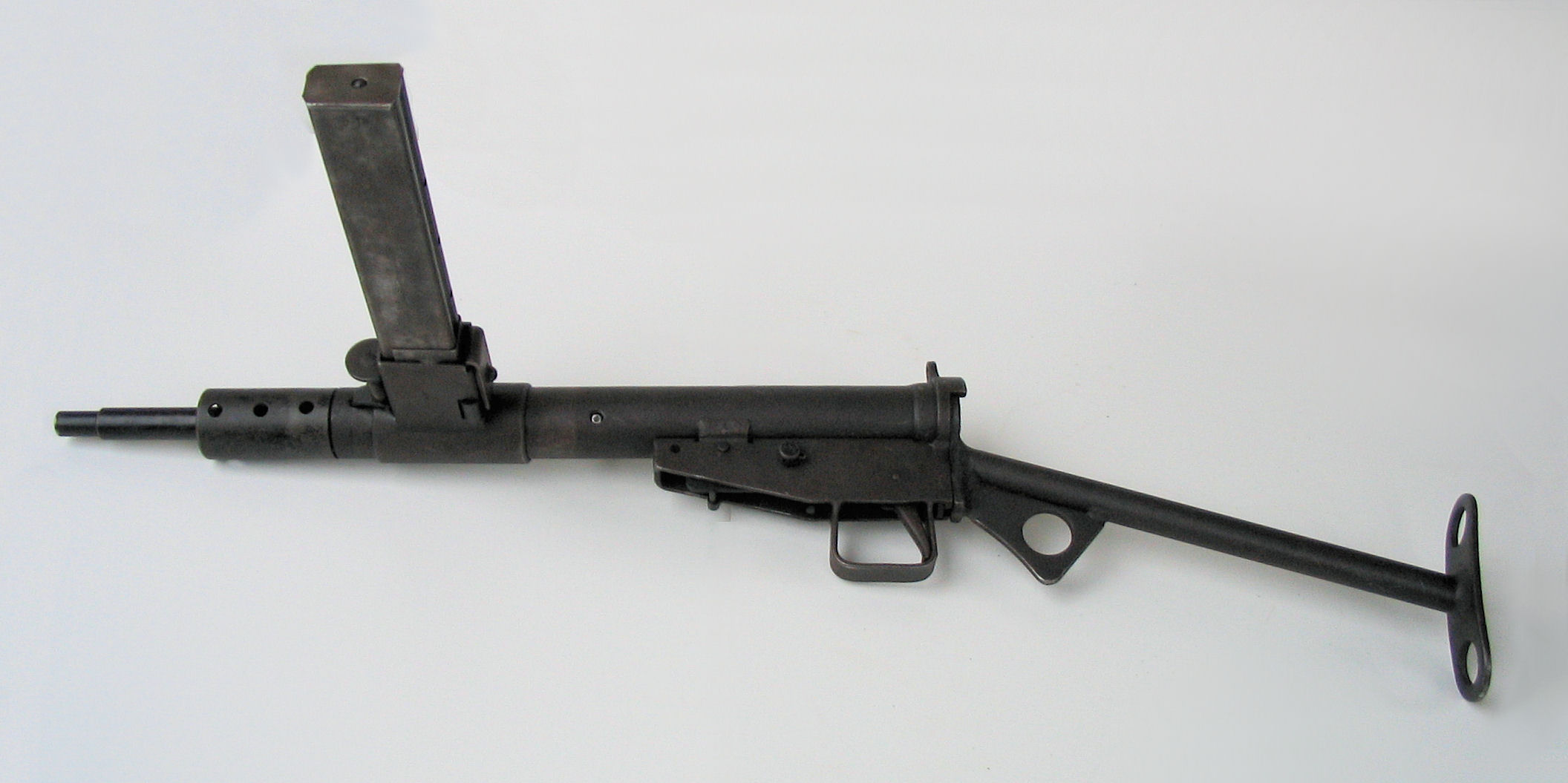
Le pistolet-mitrailleur Sten.

- L'expression « tir culasse ouverte » signifie que la culasse est maintenue en arrière jusqu'au moment où la queue de détente est pressée, ce qui la libère. Repoussée par le ressort récupérateur, elle entraîne une cartouche dans la chambre puis la percute, souvent au moyen d'un percuteur fixe. L'avantage des tirs avec culasse ouverte est que l'arme est mieux refroidie ce qui explique que ce système soit beaucoup utilisé sur des armes à forte cadence de tir afin d'éviter le phénomène de cook off, comme les pistolets mitrailleurs, par exemple le Sten, le UZI, le MP5, le P90,.... et les mitrailleuses, par exemple la MINIMI, la MAG,... Le principal défaut est la baisse de précision due au fait que la culasse est en mouvement au moment du tir.
- un autre inconvénient est la fait qu'un culasse ouverte la quasi totalité du temps permet l'entrée de poussières et de débris dans le mécanisme de l'arme, pouvant entrainer l'enrayage.

#### Culasse Welin

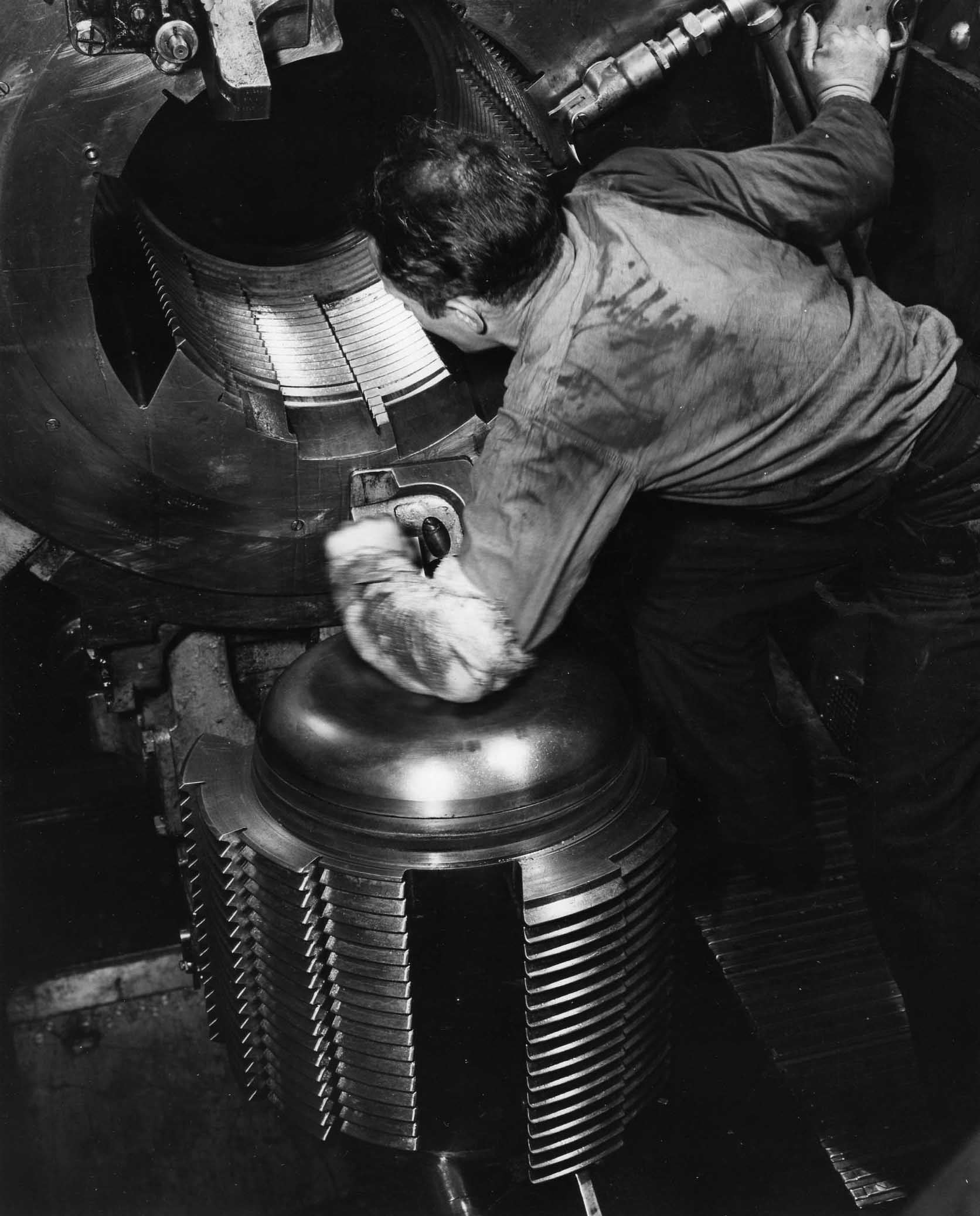
Culasse Welin - USS Alabama.

- La culasse Welin était une culasse de canon de conception révolutionnaire. Elle intègre un filetage étagé et interrompu pour le verrouillage des culasses d'artillerie. Elle fut inventée par Axel Welin en 1889 ou 1890.
- La mise à feu se fait à l'aide d'une étoupille qui se place dans une petite chambre pratiquée dans la culasse "Welin". L'étoupille est percutée par un mécanisme de mise à feu (souvent actionné à la corde) et enflamme la gargousse qui va propulser le projectile qui a été préalablement été refoulé jusqu'au début des rayures

### Culot

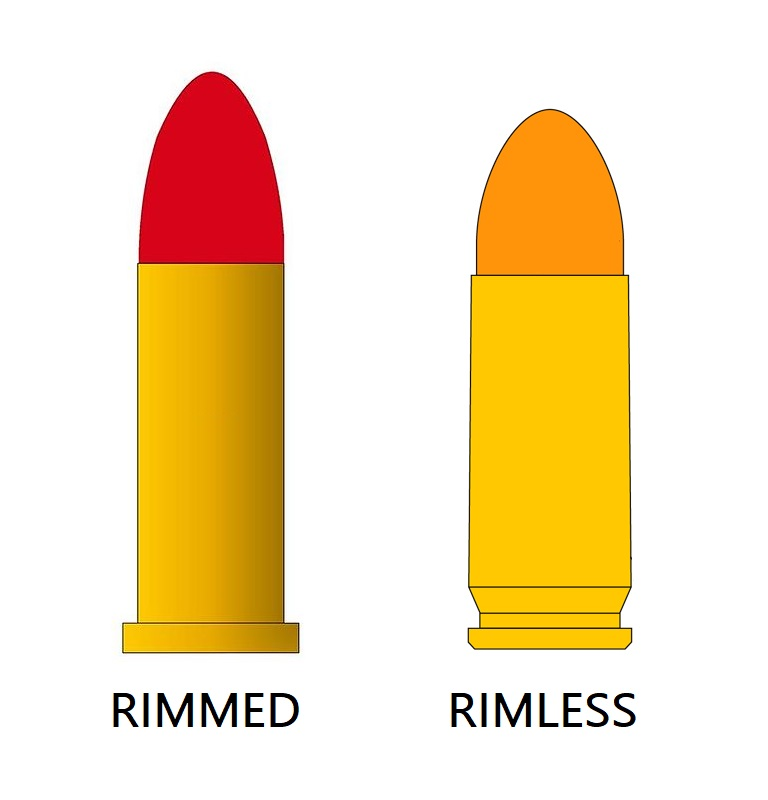
Culot à bourrelet (rimmed) et à gorge (rimless)

- Partie postérieure de l'étui, abritant l'amorce[42].

#### Culot à gorge (rimless)
- Le culot peut comprendre une gorge, sorte de rainure facilitant la tâche des composants d'armes automatiques et semi-automatiques chargés de son extraction ou éjection.

#### Culot à bourrelet (rimmed)
- Le culot peut comprendre un bourrelet (rim en anglais) facilitant le blocage et améliorant l'étanchéité.

### Curseur de hausse
- Le curseur de hausse est une pièce graduée permettant de sélectionner une distance afin de prendre plus aisément une visée.

### Cycle de fonctionnement
Série d'opérations réalisées pour effectuer le tir d'une munition. Elle se compose des phases suivantes :
| Armes à culasse fermée | Armes à culasse fermée                                  | Armes à culasse ouverte | Armes à culasse ouverte                                 | Armes à culasse fermée avec recul du canon | Armes à culasse fermée avec recul du canon |
| 1                      | Chargement                                              | 1                       | Chargement                                              | 1                                          | Chargement                                 |
| 2                      | Armement                                                | 2                       | Armement                                                | 2                                          | Armement                                   |
| 3                      | Alimentation                                            | 3                       | Alimentation                                            | 3                                          | Alimentation                               |
| 4                      | Fermeture de la chambre                                 | 4                       | Action sur la détente                                   | 4                                          | Action sur la détente                      |
| 5                      | Verrouillage (pour les armes verrouillées uniquement)   | 5                       | Fermeture de la chambre                                 | 5                                          | Fermeture de la chambre                    |
| 6                      | Action sur le détente                                   | 6                       | Verrouillage (pour les armes verrouillées uniquement)   | 6                                          | Verrouillage                               |
| 7                      | Percussion                                              | 7                       | Percussion                                              | 7                                          | Percussion                                 |
| 8                      | Début du recul de la glissière                          | 8                       | Début du recul de la glissière                          | 8                                          | Recul de l'ensemble canon/culasse          |
| 9                      | Décollement de la douille                               | 9                       | Décollement de la douille                               | 9                                          | Décollement de la douille                  |
| 10                     | Déverrouillage (pour les armes verrouillées uniquement) | 10                      | Déverrouillage (pour les armes verrouillées uniquement) | 10                                         | Déverrouillage                             |
| 11                     | Recul des pièces mobiles                                | 11                      | Recul des pièces mobiles                                | 11                                         | Recul des pièces mobiles                   |
| 12                     | Ouverture de la chambre                                 | 12                      | Ouverture de la chambre                                 | 12                                         | Ouverture de la chambre                    |
| 13                     | Extraction                                              | 13                      | Extraction                                              | 13                                         | Extraction                                 |
| 14                     | Ejection                                                | 14                      | Ejection                                                | 14                                         | Ejection                                   |

## D
- Haut – A
- B
- C
- D
- E
- F
- G
- H
- I
- J
- K
- L
- M
- N
- O
- P
- Q
- R
- S
- T
- U
- V
- W
- X
- Y
- Z

### Derringer
- Le deringer est un type de petit pistolet de poche, sans barillet. Il a été développé par Henri Deringer, armurier américain, qui lui a donné son nom et l'a fabriqué entre 1835 et 1868. Ces Deringers d'origine à percussion portent une inscription avec son nom et le lieu, (exemple Deringer/Philadelphia). Des copies ont ensuite été commercialisées sous ce même nom par d'autres manufactures, et il a donc subi une antonomase, désignant désormais tout pistolet de ce type. Cependant, ces fabricants l'ont souvent mal orthographié, avec deux « r » au lieu d'un, d'où la graphie actuelle.
- Le deringer peut être porté sur soi dans une poche mais également dans une manche de veste avec un dispositif à ressort (lacé sur l'avant-bras) lui permettant d'être projeté dans la main, assurant un tir plus rapide et innattendu.

### Désignateur laser
- Un désignateur laser est une source laser servant à illuminer une cible afin de guider une arme (bombe ou missile) ou de faciliter la visée (arme légère).

### Détente
en anglais : « trigger »
- La queue[43] de détente[44] est la pièce du mécanisme de mise à feu qui, pressée par le doigt du tireur, déclenche le tir (elle est communément appelée, à tort, « gâchette » dans le langage populaire). Le tireur appuie en fait sur la queue de détente. En règle générale elle est protégée par le pontet et si ce n'est pas le cas elle est masquée et ne devient visible et utilisable que lors de l'armement du chien. Sa sensibilité à la pression peut, sur certaines armes, être réglée pour éviter ce que l'on appelle le « coup de doigt » qui nuit à la précision du tir.

#### Détente à bossette[45]
- Détente comportant, dans sa course, un point d'arrêt indiquant au tireur qu'il est sur le point, par une pression supplémentaire, de lâcher son tir.

#### Détente directe
- Cette détente ne contient aucun point d'arrêt depuis la première pression jusqu'au départ du coup.

#### Détente filante
- Cette détente ne contient aucun "cran" depuis la première pression jusqu'au départ du coup. La pression exercée ne demande aucun effort supplémentaire pour actionner le mécanisme du départ du coup.

#### Détente progressive
- Une détente progressive déclenche un tir au coup par coup lorsqu'elle est actionnée à mi-parcours ou en rafale lorsqu'elle est pressée sur toute sa course.

### Diabolo

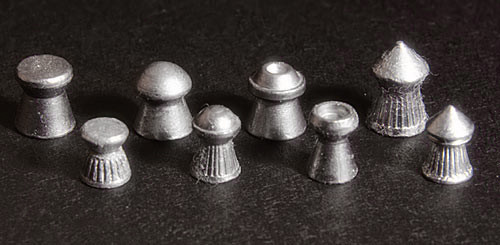
Exemples de diabolos.

- Le diabolo est une munition de plomb destinée aux armes à air comprimé. La forme en « jupe » de sa partie arrière, en métal mou, assure l'étanchéité avec le canon de l'arme, parce qu'il tend à s'évaser sous la pression de l'air comprimé. Le projectile est ainsi propulsé avec le maximum de vélocité. Le plomb étant auto-lubrifiant il glisse dans le canon de l'arme en évitant l'usure de ce dernier. On doit à ce métal le nom courant donné aux diabolos : « plombs » (par exemple : carabine à plombs).

### Dioptre

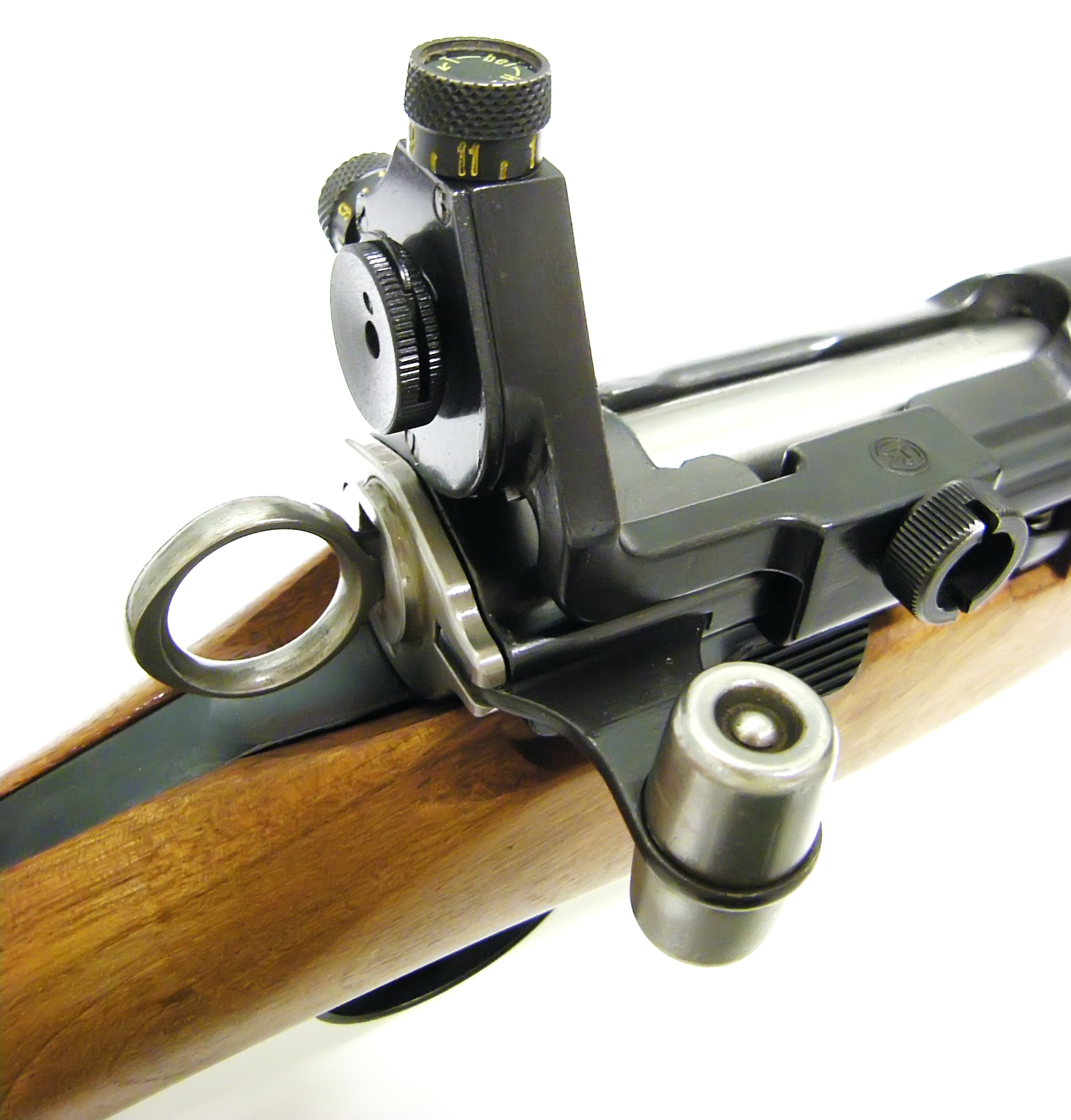
Dioptre d'une carabine K31 Suisse.

Un dioptre est un élément arrière d'un système de visée d'armes. Ce système est principalement utilisé pour le tir sportif.

### Doigt élévateur
en anglais : « hand »
- Pièce métallique actionnée par pression sur la chien, dans un revolver simple action, ou sur la détente, dans le cas d'un revolver double action, qui met le barillet en rotation jusqu'à aligner la chambre suivante en face du canon.

### Double action
- Un mécanisme de détente double action (DA) se caractérise par les 2 phases qui se succèdent lors de la pression du doigt sur la détente :
  - 1re action : provoque l'armé du chien (ou du percuteur)
  - 2e action : libère le chien (ou le percuteur)
- Une arme fonctionnant en double action (DA) peut-être chargée mais non armée. La course de la détente est plus longue et le poids de détente plus élevé que sur un mécanisme de détente simple action (SA)

### Douille
en anglais : « case »
- Le mot douille[47] désigne l'élément d'une munition qui solidarise tous les autres (obus, balle, grenaille, bourre) et abrite la charge propulsive et l'amorce.
  - L'intérieur de la douille est destiné à recevoir la charge de poudre
  - Le culot (base de la douille) comporte un logement destiné à recevoir l'amorce
  - L'autre extrémité, le collet est destiné à la fixation de la balle
- La douille peut avoir différentes formes telles que :
  - douille à gorge : le culot porte une gorge qui offre une prise à l'extracteur de l'arme
  - douille à bourrelet : le culot porte un bourrelet sur lequel prend appui l'extracteur des armes basculantes, à percussion annulaire, des revolvers, …
  - douille renforcée : généralement utilisée dans les calibres magnum, une ceinture autour du culot juste devant la gorge renforce la douille et lui permet de résister aux fortes pressions
  - douille cylindrique : douille dont les parois sont parallèles
  - douilles coniques ou tronconiques : douille dont le diamètre se rétrécit en allant vers le culot
- Ce terme est utilisé pour tous calibres dans certains pays tels que la Belgique mais dans d'autres pays tels que la France, il n'est utilisé que pour les obus de pièces d'artillerie et autres, donc de calibre supérieur à 14 (arme contemporaine) ou 20 (arme ancienne) millimètres, mais il est également utilisé pour désigner l'étui vide après le tir (ce quel que soit le calibre).

### Drapeau de sécurité
Le drapeau de sécurité, appelé également témoin de chambre vide est un élément généralement une tige en matière plastique terminée par une partie élargie en forme de drapeau que l'on introduit dans la chambre d'une arme qui a la culasse ouverte pour indiquer à ses voisins de stand de tir que son arme est en sécurité (Si le drapeau rentre dans le chambre il ne peut y avoir une cartouche).

## E
- Haut – A
- B
- C
- D
- E
- F
- G
- H
- I
- J
- K
- L
- M
- N
- O
- P
- Q
- R
- S
- T
- U
- V
- W
- X
- Y
- Z

### Écouvillon
- Écouvillon[48] ou goupillon est un type de brosse à manche, à tête souvent cylindrique, qui sert à nettoyer les bouteilles, les pots, le four à pain, et également le canon d'une arme à feu.

### Enclouer un canon

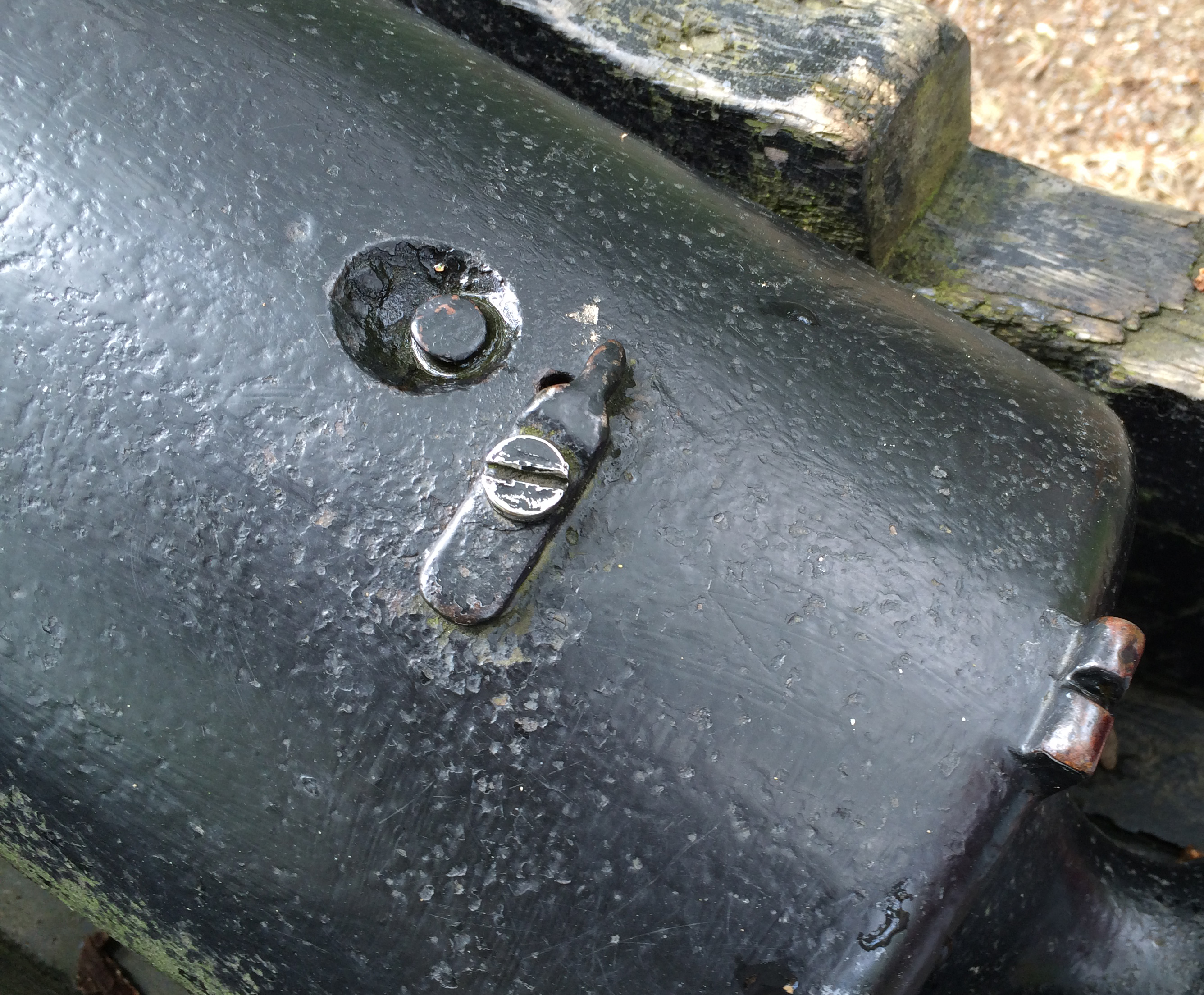
Canon de cérémonie norvégien du XIXe siècle encloué pour des raisons de sécurité.

- Enclouer un canon[49] est le nom donné à une pratique de sabotage sur les anciens canons à chargement par la bouche. Elle consistait à introduire à coups de marteau un clou sans tête dans la lumière de mise à feu afin de l'obturer.
- une nouvelle lumière pourra être forée en arsenal mais le canon sera inutilisable jusque là.

### Éjecteur
- L'éjecteur est le mécanisme d'une arme à feu servant à éjecter les douilles vides après leur extraction. C'est également lui qui éjectera une cartouche chambrée lors du déchargement de l'arme
- L'éjecteur peut être fixe, généralement fixé à la carcasse de l'arme, ou mobile. Dans le cas d'un extracteur mobile il sera fixé à la culasse, à la carcasse,... par un axe ou goupille et sera doté d'un ressort
- L'éjecteur travaille de pair avec l'extracteur (L'extracteur permet de faire sortir la douille de la chambre, ensuite l'éjecteur va l'expulser vers l'extérieur de l'arme) et tous deux sont placés de manière opposée (exemple : extracteur en haut à droite et éjecteur en bas à gauche)

### Escopette
L’escopette (de l'italien schioppetto) est un fusil qu'on porte en bandoulière et qui a la forme d'une arquebuse. Elle fut utilisée par la cavalerie française de Charles VIII à Louis XIII.

### Étranglement
- L’étranglement (ou choke) est un léger resserrement de la bouche du canon permettant de concentrer plus ou moins fortement la gerbe de plombs, un peu à la manière d'un entonnoir. Bien qu'il n'existe pas de technique ou d'étalon officiel pour mesurer le niveau d'étranglement, on utilise habituellement le patron obtenu dans un cercle de trente pouces (76 cm) à une distance de quarante verges (37 m) dans lequel on compte le pourcentage de plombs ayant fait impact[37]. Il y a quatre étranglements standards, du plus ouvert au plus fermé[38] :
  - cylindrique, lisse correspondant à 40 % des plombs à l'intérieur du cercle ;
  - skeet 1 et 2, correspondant à 40 à 45 % des plombs à l'intérieur du cercle avec un groupement plus uniforme ;
  - cylindrique amélioré ou 1/4 choke correspondant à 50 % des plombs à l'intérieur du cercle ;
  - modifié ou 1/2 choke, correspondant à 60 % des plombs à l'intérieur du cercle ;
  - modifié amélioré ou 3/4 choke, correspondant a 65 % des plombs à l'intérieur du cercle ;
  - fermé, full ou plein choke, correspondant à 70 % des plombs à l'intérieur du cercle.

### Étoupille

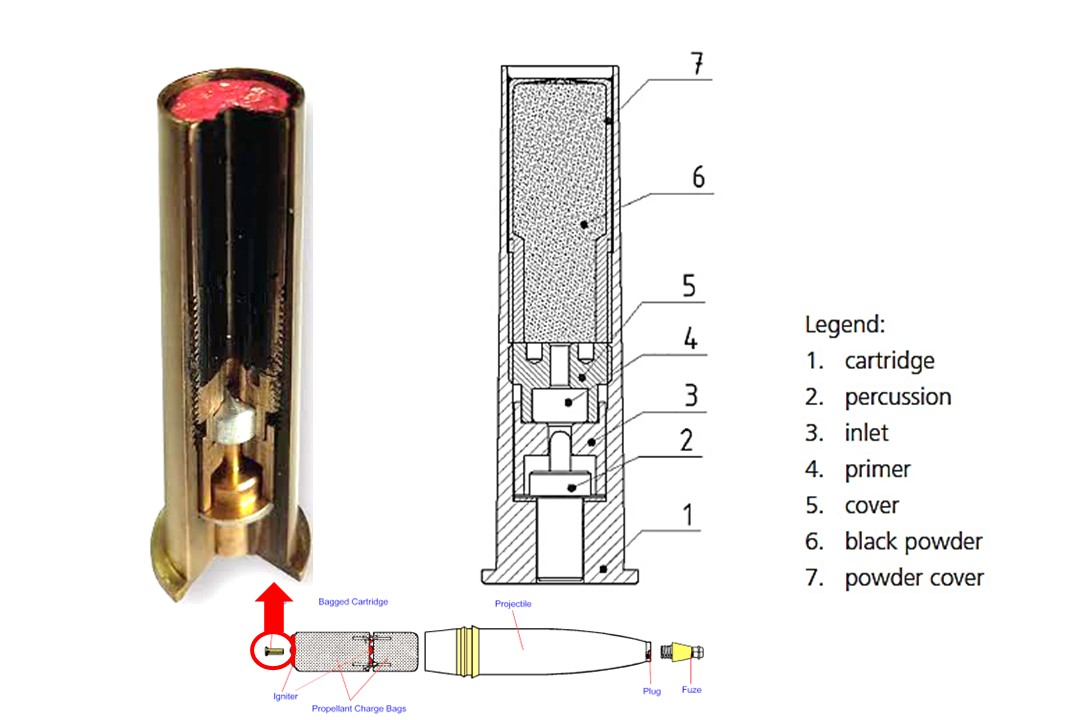
Etoupille M82

- Etoupille M82L'étoupille ressemble à une cartouche et contient une composition pyrotechnique servant à la mise à feu d'une charge de poudre.
- L'étoupille est utilisée dans les obusiers d'artillerie et se place dans la culasse (notamment dans les vis culasse de type "Welin") et sert d'amorce pour le mise à feu de la gargousse.

### Étui
en anglais : « case »
- L'étui[50] désigne l'élément d'une munition qui solidarise tous les autres, et abrite la charge propulsive et l'amorce. Il désigne ce composant lorsqu'il est destiné à une arme individuelle, donc de calibre inférieur à 14 (arme contemporaine) ou 20 (arme ancienne) millimètres. Pour des diamètres supérieurs, le terme de « douille » est d'usage.

en anglais : « holster »
- L'étui peut également désigner un dispositif utilisé pour contenir ou restreindre le mouvement indésirable d'une arme de poing, le plus souvent dans un endroit où elle peut être facilement retirée pour être utilisée immédiatement.

### Express
Voir aussi « Double express ».

### Extracteur
- Un extracteur[51] est une griffe permettant l'extraction d'un étui de cartouche de la chambre du canon après un tir. Dans certains modèles d'armes, il peut maintenir en place un étui dans une culasse mobile. Dans ce cas il est solidaire de la culasse.

### Extracteur de fumée
- Un extracteur de fumées est un dispositif placé sur le canon des véhicules blindés pour limiter le retour des gaz de propulsion toxiques dans l'habitacle au moment où la culasse de l'arme est ouverte pour charger un nouvel obus. Les extracteurs sont utilisés sur la plupart des chars de combat et les canons automoteurs modernes. En leur absence, une partie des gaz a tendance à entrer dans l'habitacle, ce qui peut sérieusement incommoder les équipages[52].

## F
- Haut – A
- B
- C
- D
- E
- F
- G
- H
- I
- J
- K
- L
- M
- N
- O
- P
- Q
- R
- S
- T
- U
- V
- W
- X
- Y
- Z

### Fenêtre d'éjection
- La fenêtre d'éjection, ou parfois le port d'éjection, est la partie d'une arme à feu qui s'ouvre chaque fois qu'un étui doit être expulsé de la chambre, en particulier lorsqu'un coup vient d'être tiré et que l'étui vide, qui contenait la poudre ayant explosé pour propulser le projectile, doit laisser sa place à une nouvelle cartouche, afin qu'un nouveau coup puisse être tiré.

### Feuillure
- Distance entre la cuvette de culasse fermée et la surface d'appui de la douille dans la chambre.
  - une feuillure trop courte peut être la cause d'un verrouillage incomplet de l'arme.
  - une feuillure trop grande peut être la cause d'un gonflement ou d'un déchirement de la douille lors du tir.
- Une mauvaise feuillure peut provoquer la destruction de l'arme et provoquer des séquelles au tireur.

### Filetage interrompu

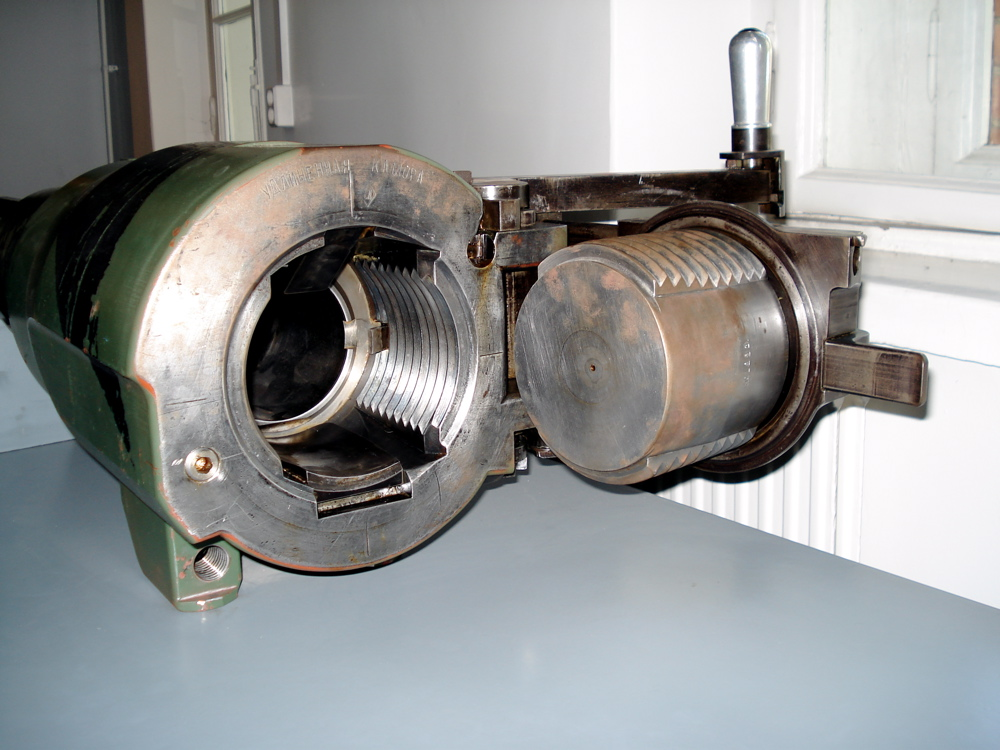
Culasse d'un howitzer russe 122 mm M1910, modifié et combiné avec un canon Howitzer 105 mm H37.

- Un filetage interrompu est un dispositif mécanique qui est typiquement utilisé avec les culasses de canons d'artillerie. Cela permet d'insérer la culasse sans obstacle puis de la verrouiller en vissant de 1/4 ou 1/6 de tour.

### Full Metal Case
- FMC flat : Full Metal Case ; balle à tête plate utilisé plus pour le tir en stand que pour la chasse, moins onéreuse et moins lourde que la FMJ.

### Full Metal Jacket
- FMJ : Full Metal Jacket ; balle chemisée, c'est-à-dire recouverte d'un revêtement de métal dur. Ce type de balle est peu déformable.

### Frein de bouche
en anglais : « muzzle brake »

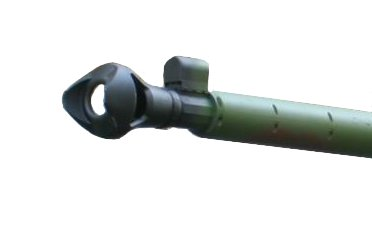
Frein de bouche du canon de 105 mm d'un AMX-10 RC.

- Le frein de bouche est un dispositif situé à l'extrémité ou « bouche » du canon d'une arme à feu. Son rôle est de favoriser la diffusion des gaz de propulsion pour diminuer les effets du recul et le relèvement de l'arme en cas de tir rapide[53]. Les freins de bouche sont utilisés sur les armes de guerre et sur certaines pièces d'artillerie de gros calibre. Ils sont également particulièrement intéressants pour le tir sportif de vitesse où l'immobilité de l'arme est déterminante[54].

### Fourquin

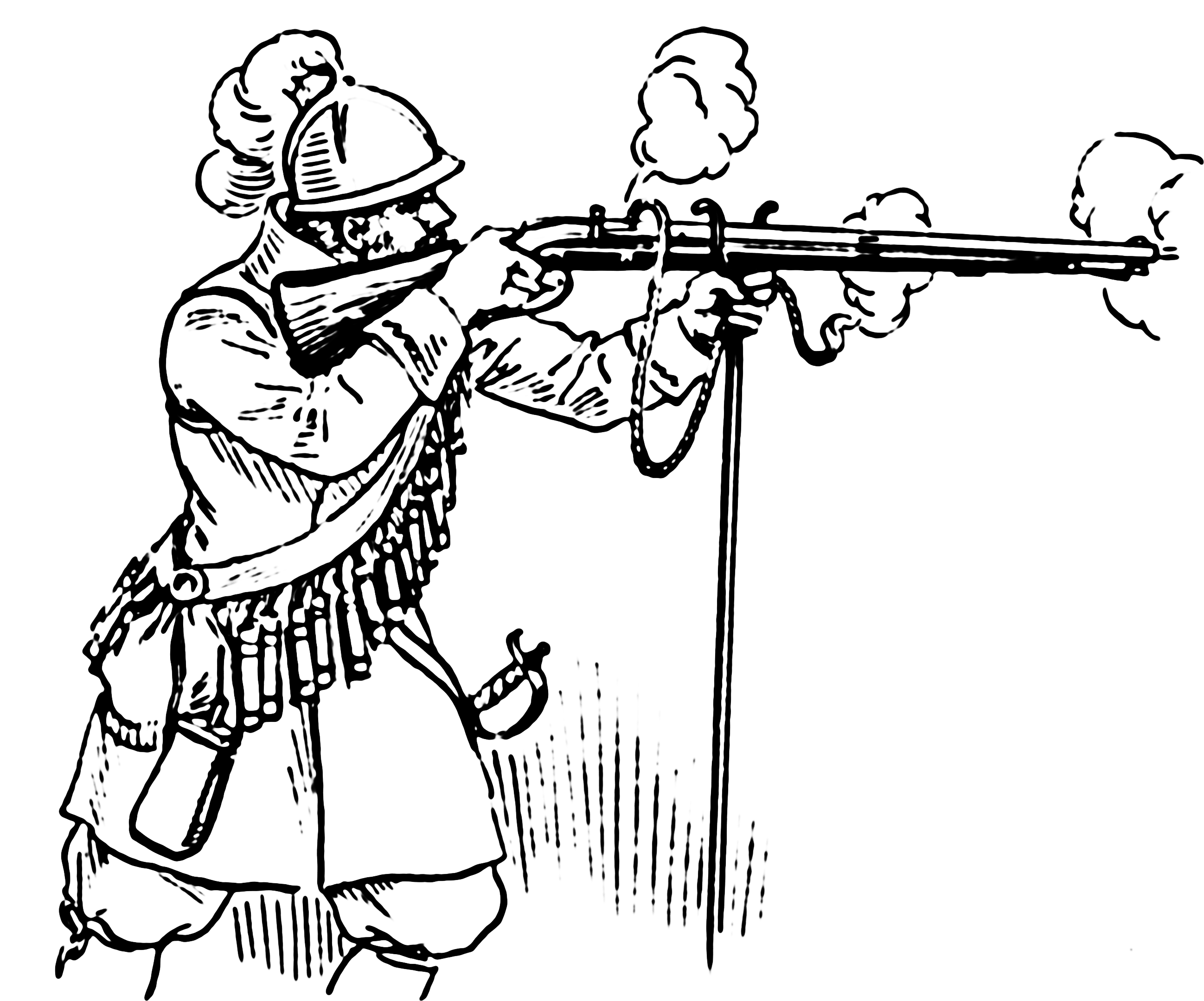
Utilisation d'une arquebuse sur son fourquin.

- Un fourquin est une sorte de fourche sur laquelle l'arquebusier posait son arquebuse au moment de tirer.

### Fulminate de mercure
- Le fulminate de mercure (ou di-fulminate de mercure), composé organomercuriel de formule générale Hg(CNO)2, est un explosif employé dans les amorces et les détonateurs. Il est très sensible aux chocs et frottements, donc dangereux à manipuler. C'est en outre un produit très toxique et écotoxique en raison du mercure qu'il contient sous forme de mercure(II), également très toxique.

### Fusil
en anglais : « rifle »
- Le fusil[55] est un type d'arme à feu pourvu d'un canon long et d'une crosse d'épaule. Leurs déclinaisons utilisées dans le monde civil s'apparentent aux fusils de chasse et aux carabines de chasse.

#### Fusil antichar

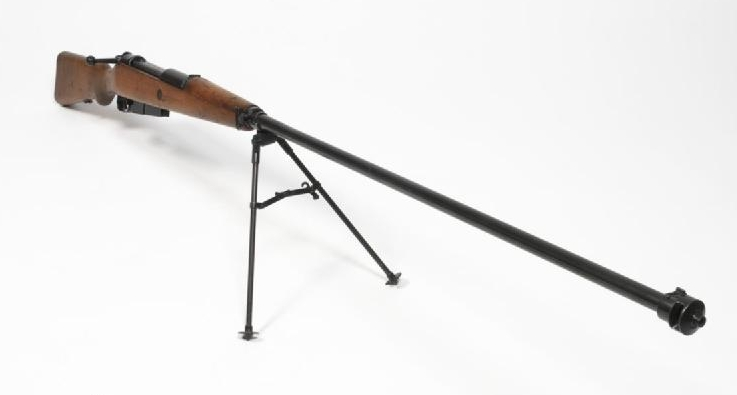
Fusil antichar polonais WZ 35

- Le fusil antichar est une arme à feu, assez légère pour être portée par un homme, mais d'un assez gros calibre (14,7mm en union soviétique) pour endommager des véhicules blindés. La haute vélocité de la balle à la sortie du canon lui permet de percer le blindage de chars légers ou d'automitrailleuses.

#### Fusil à vent
- Le fusil à vent est une arme à air comprimé dont le principe remonte au IIIe siècle av. J.-C. et que l’ingéniosité des artisans n’a cessé de perfectionner. Leurs descendants modernes sont les armes à air comprimé à compression mécanique ou électrique et celles à cartouches de gaz pré-comprimé.

#### Fusil de chasse
en anglais : « shotgun »
- Le fusil de chasse est un type d'arme à feu pourvu d'un ou de plusieurs canons longs, généralement à âme lisse, et d'une crosse d'épaule[56],[57].

##### Double express
- Un fusil est dit « double express » s'il comporte deux canons rayés comme les carabines de chasse (pour balles à grands gibiers).

##### Mixte
- Un fusil est dit « mixte » s'il comporte un canon rayé et un canon lisse.

##### Drilling
- Un fusil est dit « drilling » s'il comporte un canon rayé et deux canons lisses ou un canon lisse et deux canons rayés.

#### Fusil de combat
- Un fusil de combat (en anglais combat shotgun) est une arme longue à canon lisse destinée à des opérations de police ou au combat rapproché chez les militaires. Il existe dans cette catégorie des fusils à pompe ou semi-automatique.

#### Fusil-mitrailleur
- Le fusil-mitrailleur est une arme à feu à fonctionnement automatique, alimentée par chargeurs et chambré pour une munition de calibre inférieur à 20 millimètres.

#### Fusil d'assaut
en anglais : « assault rifle »

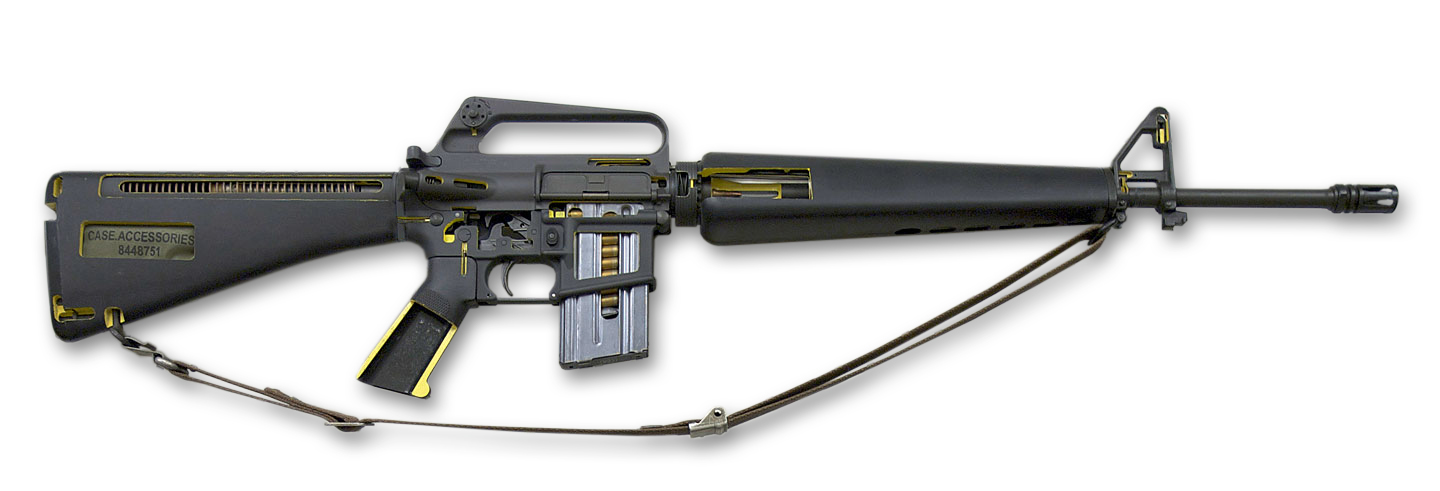
Fusil d'assaut COLT M16A1 didactique

- Un fusil d'assaut est une arme d'épaule avec un chargeur amovible, tirant une munition intermédiaire entre un fusil et un pistolet, ils ont aussi un sélecteur de tir permettant le tir en rafale ou en coup par coup, ce qui en fait une arme aussi efficace à courte distance qu'à moyenne distance, adaptée aux situations de combat modernes

#### Fusil à pompe

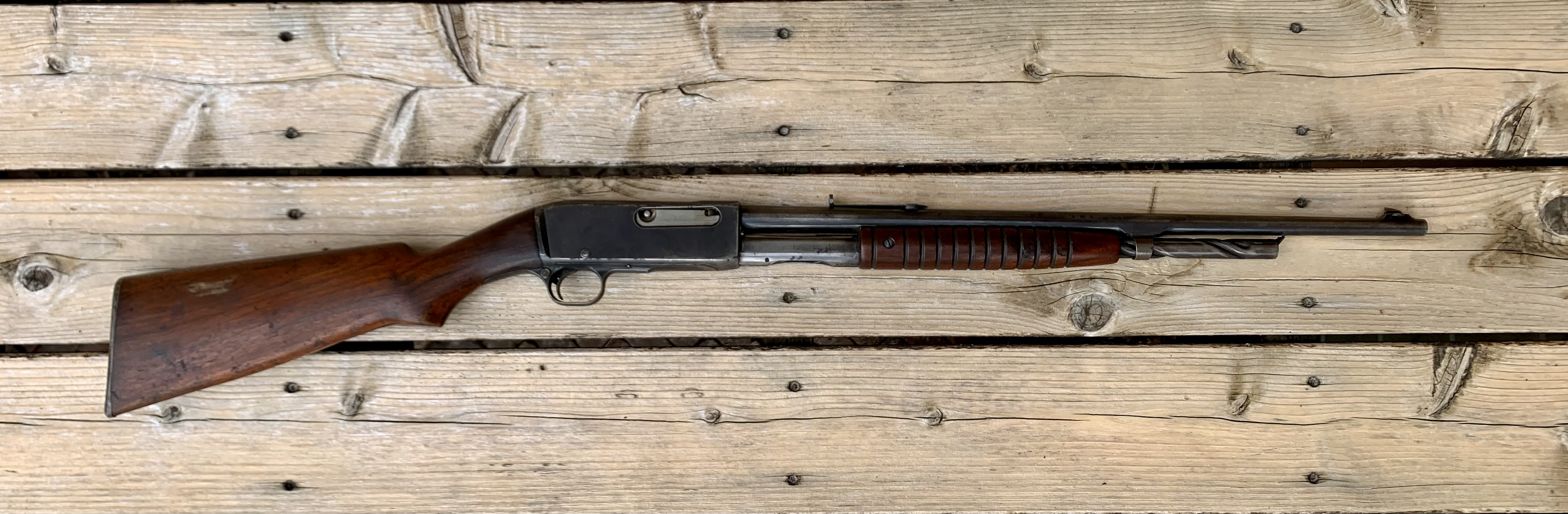
Fusil à pompe Remington Model 14 (1914)

- Un fusil à pompe est un fusil dans lequel le fût, qui est mobile, peut être pompé d'avant en arrière pour éjecter les munitions tirées et amener en chambre une nouvelle cartouche.

#### Fusil de précision

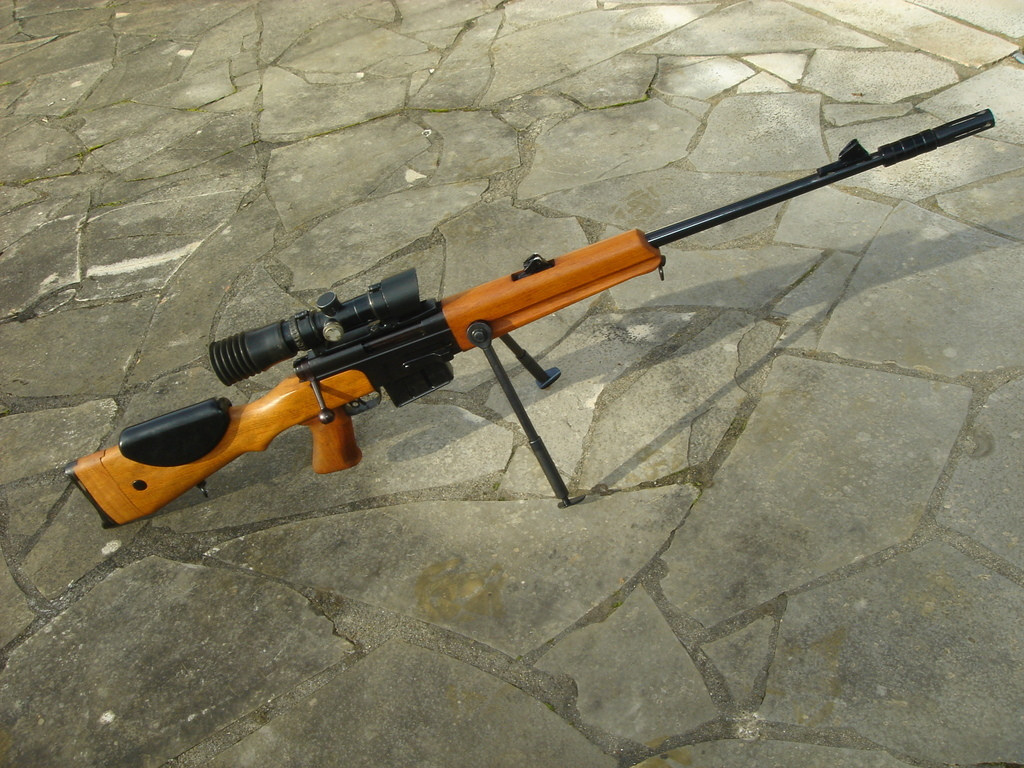
Fusil de précision FR F1.jpg

- Le fusil de précision, aussi communément appelé fusil à lunette, est une arme destinée à permettre des tirs plus précis qu'un fusil ou fusil d'assaut classique.
- La gamme de fusils de précision regroupe différents types d'arme suivant leur utilisation:
  - Les fusils semi-automatiques de moyen calibre, généralement chambrés en 7.62 OTAN (7.62 x 51mm). Il s'agit de l'arme des tireurs d'élite.
  - Les fusils à répétition de moyen (7.62 OTAN (7.62 x 51mm)) ou gros calibres 338 Lapua Magnum, 300 Winchester Magnum, .50 Browning. Il s'agit de l'arme des snipers.
  - Les fusils semi-automatiques de gros calibres.50 Browning. Il s'agit de l'arme destinée à l'anti matériel

### Fût
- Sur une arme d'épaule, le fût est la pièce de bois ou de plastique faisant partie de la monture. Placée sous le canon, sa fonction est de faciliter la prise en main de l'arme et de protéger la main du tireur de la chaleur du canon.

## G
- Haut – A
- B
- C
- D
- E
- F
- G
- H
- I
- J
- K
- L
- M
- N
- O
- P
- Q
- R
- S
- T
- U
- V
- W
- X
- Y
- Z

### Gâchette ou gâchette principale
- La gâchette ou gâchette principale est une pièce qui, à l’intérieur de l'arme, retient le mécanisme de mise à feu jusqu'à l’action du tireur. Dans le langage courant, on appelle souvent et de manière erronée « gâchette » la queue de détente.

### Gâchettesecondaire
- La gâchette secondaire est utilisée pour le tir semi-automatique et empêche le tir automatique.
- La gâchette secondaire accroche le chien lors du réarmé et que le tireur maintien le doigt sur la détente. Lorsque le tireur lâche la détente, le chien est libéré par la gâchette secondaire et accroché par la gâchette principale..

### Gâchette d'automaticité
- La gâchette d'automaticité est une sécurité sur les armes tirant en rafale à culasse fermée, qui permet de retenir le mécanisme de mise à feu tant que la culasse n'est pas verrouillée. Elle empêche ainsi un tir hors chambre, destructeur pour l'arme et dangereux pour le tireur[58].

### Garde-main
en anglais : « handguard »
- Le garde-main est une pièce de bois ou de plastique faisant partie de la monture d'une arme à feu.
- Placée à hauteur du canon, sa fonction est de faciliter la prise en main de l'arme et de protéger la main du tireur de la chaleur du canon.

### Gargousse
- Une gargousse[59] désigne le conditionnement d'une charge propulsive d'artillerie (sous forme de poudre noire, puis de corde ou de plaquettes en nitrocellulose) dans une enveloppe de tissu, de papier ou de parchemin.

### Grain
- Le Grain est une unité anglo-saxonne des systèmes d'unité avoirdupois et troy. Un grain vaut 1/437,5 d'once, soit 64,798 91 milligrammes. Cette unité est notamment utilisée par certains armuriers pour donner le poids des balles et des charges de poudre utilisées par les armes à feu. Aux États-Unis, elle est également utilisée pour les masses des flèches des arcs. La livre avoirdupois comprend 7 000 grains alors qu'une livre troy en comprend 5 760.

### Grenade
- Une grenade[60] est une petite bombe dont la mise à feu est, contrairement à une mine, déclenchée volontairement par un dispositif pyrotechnique. C'est une arme particulièrement efficace contre un groupe d'ennemis dans un milieu relativement clos (type dit 'offensif ' à effet de souffle) ou en milieu ouvert (type 'défensif' à fragmentation) et qui ne peut pas être atteint directement par un tir d'arme à feu. Elle est aussi utilisée dans les feux d'artifice.
- Il existe également des grenades dites CNC (contre nageur de combat) qui, placée prés du bastingage des navires de guerre, permettent la mise hors combat d'un 'homme-grenouille' en mission de pose de charge sous-marine de contact. L'eau étant incompressible l'onde de choc est répercutée sur le corps du plongeur.

#### Grenade à main
- Une grenade à main est un petit engin explosif tenu en main et destiné à être lancé, pour ensuite exploser après un court laps de temps.

#### Grenade assourdissante
- Une grenade assourdissante (également nommée stun grenade ou flashbang en anglais) est une grenade défensive utilisée par les forces de l'ordre dans certains pays pour repousser les manifestants. Elle peut aussi être utilisée dans un espace clos pour déstabiliser un agresseur armé (prise d'otage, braquage,...)

#### Grenade à fusil
La grenade à fusil autrefois utilisée pendant la Seconde Guerre mondiale, nécessitait un support de grenade monté à l'extrémité du canon du fusil. Dès que l'on appuyait sur la détente la grenade était envoyée. Un moyen efficace de détruire les chenilles d'un char.

#### Grenades anti-sous-marine
- Une grenade anti sous-marine, également appelée charge de profondeur (en anglais : « depth charge »), est une charge anti sous-marine destinée à exploser près d'une cible pour la couler. La plupart de ces grenades sont réglées pour se déclencher à une profondeur prédéterminée. Certaines ont même été conçues pour utiliser des ogives nucléaires. Ces armes peuvent être déployées par les navires, par les sous-marins et par les avions.

#### Lance-grenades

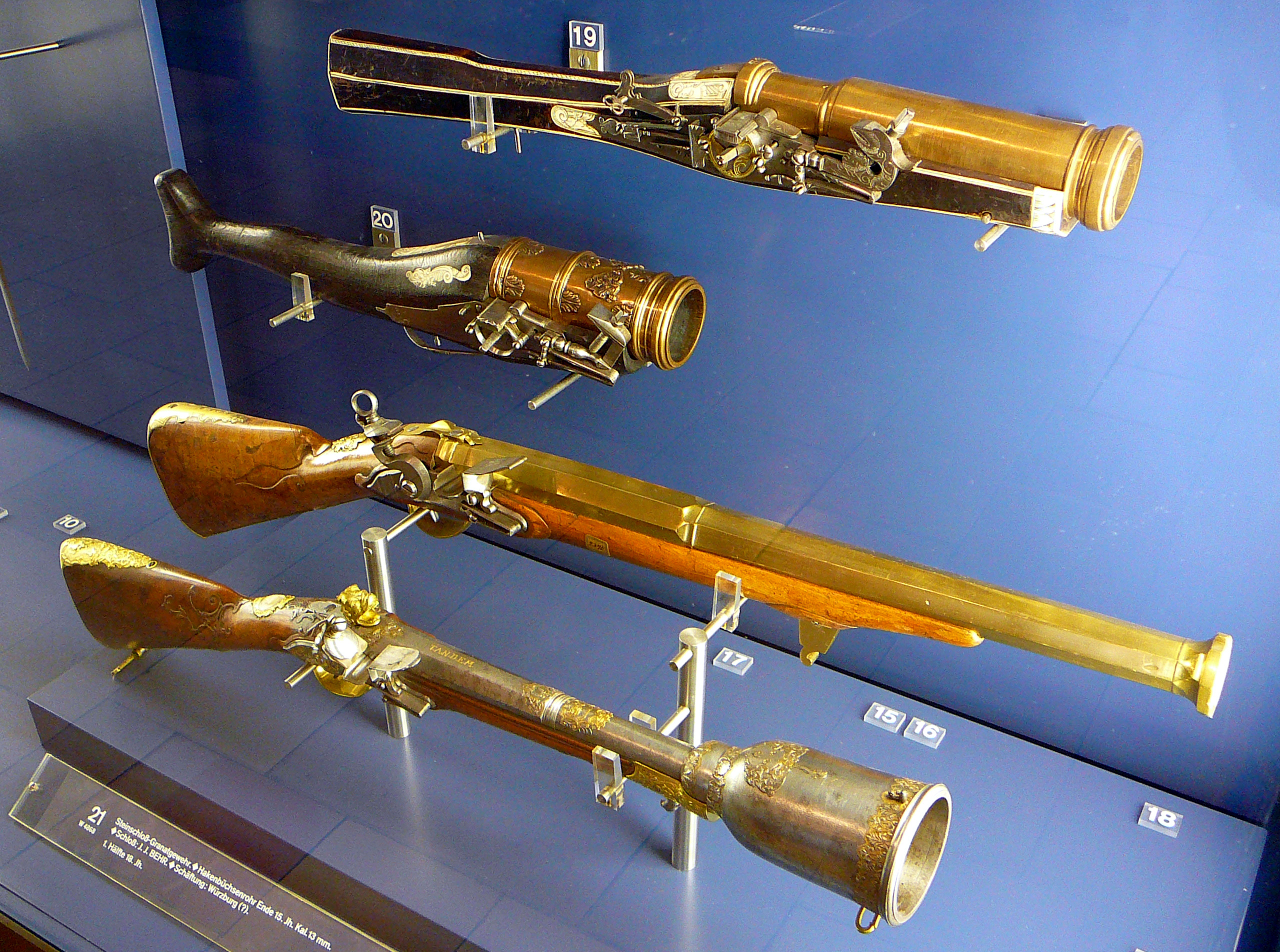
Lance-grenades anciens

- Un lance-grenades est une arme conçue pour tirer des grenades. Elle tire des grenades plus loin, plus précisément et plus rapidement qu'un lanceur humain. Les lance-grenades existent sous plusieurs formes : arme individuelle (à un coup ou à répétition), option montée sous le canon d'une arme et arme lourde sur trépied (ou véhicule). Bien que les lance-grenades individuels existent depuis le XIXe siècle, il aura fallu attendre l'entre-deux-guerres pour que les premiers lance-grenades lourds à répétition fassent leur apparition[61].

### Grenadière

#### Grenadière de canon
La grenadière est un anneau métallique situé sur le dessous ou le côté gauche du canon et permettant l'accroche d'un mousqueton, ou le passage d'une lanière plate formant un bout de la bandoulière

#### Grenadière de crosse
D'un usage identique à la grenadière de canon elle peut être un anneau de métal fixé sous la crosse ou bien une fente pratiquée dans celle-ci avec une tige au milieu

### Grenaille de plomb

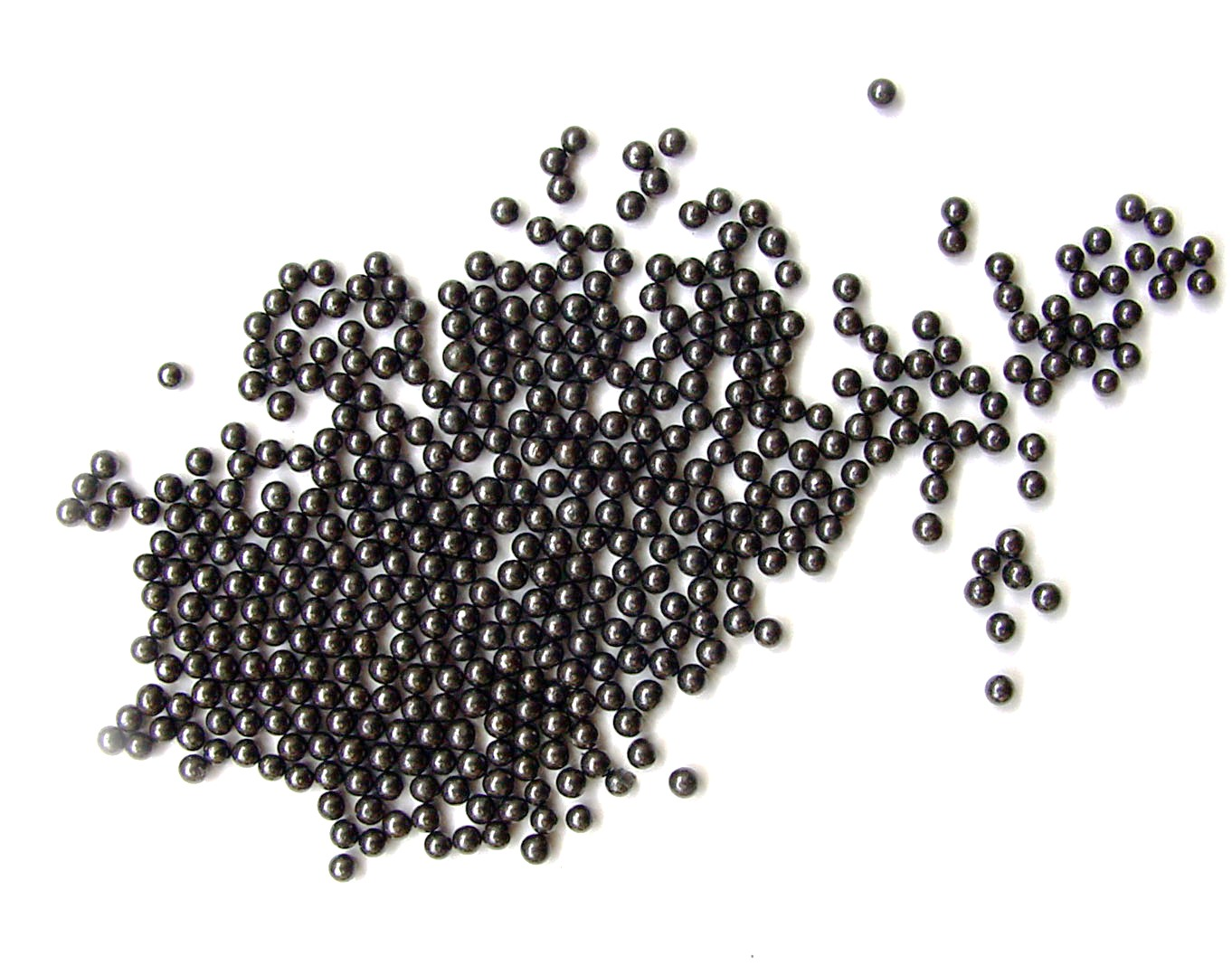
Grenaille de plomb neuve.

- La grenaille de plomb a peu à peu remplacé la grenaille de fer doux (déchet de forge) autrefois utilisée dans les cartouches de chasse. Elle est aussi utilisée dans les cartouches de ball-trap. Cette munition présente l'avantage d'une haute énergie cinétique mais l'inconvénient d'une toxicité et écotoxicité élevées : elle est à l'origine d'une pollution durable des sols[62],[63] et de certains milieux naturels par le plomb et d'autres métaux lourds qu'elle contient (arsenic, antimoine et parfois bismuth). Tous ces métaux sont toxiques et non biodégradables.

### Guidon
en anglais : « front sight »
- Le guidon est un organe de visée situé généralement à l'avant du canon. On distingue deux types principaux de guidons :

#### Guidon à lame
- Le guidon est dit à lame lorsqu'il a la forme du cran de mire (pistolet)

#### Guidon à trou
- Le guidon est dit à trou lorsqu'il a la forme d'un trou circulaire, logé dans un tunnel (carabine).

## H
- Haut – A
- B
- C
- D
- E
- F
- G
- H
- I
- J
- K
- L
- M
- N
- O
- P
- Q
- R
- S
- T
- U
- V
- W
- X
- Y
- Z

### Hausse
en anglais : « rear sight »
- La hausse[64] est un organe de visée situé généralement à l'arrière de l'arme (ou au début du canon sur les armes dont le canon est basculant, par exemple) et qui constitue, avec le guidon, les organes de visée ouverte (par opposition à la visée par le biais d'une lunette ou de toute assistance à la visée).

La hausse présente une découpe appelée « cran de mire » dans lequel le tireur vient aligner et centrer le guidon.
Elle peut être fixe, ou réglable en hauteur (on dit « en site » ou « en élévation ») ou « en dérive » (gauche ou droite).

### Hawken
Fabriquée à Saint-Louis par Jacob et Samuel Hawken , le fusil Hawken également nommé plains rifle est le genre d'armes à feu d'épaule typique de celles utilisées par les trappeurs et explorateurs qui parcouraient les montagnes Rocheuses de l'Amérique du Nord au XIXe siècle.

### High Explosive Anti-Tank(HEAT) ou «charge creuse»
Développée d'après l'effet Munroe, les premières munitions à charge creuse (High Explosive Anti-Tank) apparaissent en 1941. Différentes des munitions précédentes utilisant l'énergie cinétique, la charge creuse est plus efficace à faible vitesse initiale, à toutes distances, de préférence pour des obus d'un calibre supérieur à 70 mm. Schématiquement, il s'agit d'une charge explosive dont la pointe est creusée en entonnoir ; à l'explosion, celui-ci concentre un jet de plasma qui fait fondre et perce le blindage.

### High Explosive Squash Head(HESH)
Nommé aussi HEP pour « High Explosive Plastic » par les américains, il s'agit d'un obus explosif non rigide, s'écrasant à l'impact et générant une onde de choc qui se répand au travers du blindage. Le réfléchissement de l'onde crée une tension détachant des éclats, voire une « galette » de métal sur la paroi interne (effet spalling).

## I
- Haut – A
- B
- C
- D
- E
- F
- G
- H
- I
- J
- K
- L
- M
- N
- O
- P
- Q
- R
- S
- T
- U
- V
- W
- X
- Y
- Z

### Ident
- La partie du percuteur sortant de la culasse s'appelle l'ident.

### Ignition
- En physique, l'ignition[27] fait référence à l'état d'un corps en combustion. Nom féminin (bas latin ignitum, de ignire, mettre en feu), état des corps en combustion vive, caractérisé par un dégagement de lumière.

## J
- Haut – A
- B
- C
- D
- E
- F
- G
- H
- I
- J
- K
- L
- M
- N
- O
- P
- Q
- R
- S
- T
- U
- V
- W
- X
- Y
- Z

### Jacketed Hollow Point
- JHP : Jacketed Hollow Point ; balle chemisée à tête creuse, la balle est recouverte d'un revêtement de métal difficile à déformer sauf pour la tête qui comprend une dépression en son centre pour permettre une meilleure expansion.

### Jacketed Soft Point
- JSP : Jacketed Soft Point ; balle chemisée à tête molle. La balle est entourée d'une couche de métal dur sauf la tête destinée à s'expanser.

## K
- Haut – A
- B
- C
- D
- E
- F
- G
- H
- I
- J
- K
- L
- M
- N
- O
- P
- Q
- R
- S
- T
- U
- V
- W
- X
- Y
- Z

## L
- Haut – A
- B
- C
- D
- E
- F
- G
- H
- I
- J
- K
- L
- M
- N
- O
- P
- Q
- R
- S
- T
- U
- V
- W
- X
- Y
- Z

### Lame chargeur
en anglais : « stripper clip »
- Lame chargeur : lame métallique regroupant le plus souvent 5 ou 10 cartouches, permettant d'accélérer le remplissage du magasin ou d'un chargeur de l'arme

### Lance-grenades
- Un lance-grenades est une arme conçue pour tirer des grenades[27].

### Lance-roquettes
- Un lance-roquettes[N 1] est une arme d'infanterie capable de tirer une roquette. On les considère également comme des lance-grenades propulsées par roquettes.

### Lead Round Nose
- LRN : Lead Round Nose ; balle de plomb simple et peu onéreuse non chemisée à ogive arrondie pour une meilleure pénétration dans l'air.

### Lead Semi-Wadcutter
- LSW : Lead Semi-Wadcutter ; balle en plomb à tête tronconique. La tête de la balle est une ogive plate, peu onéreuse et présentant des qualités balistiques améliorées par rapport à une balle à la tête totalement plate.

### Levier armeur
- Le levier armeur est une pièce de fusil à bascule. Son rôle est de réarmer le chien lors du basculement du fusil, généralement par l'intermédiaire de la longuesse.

### Levier d'armement
Le levier d'arment est une pièce métallique coulissant dans la culasse dont l'action manuelle à pour effet d'introduire une munition dans la chambre mais également d'armer le percuteur qui est alors en position de percuter l'amorce de la munition. Si l'arme est semi-automatique ou automatique il n'est manié qu'avant le premier tir (ou à l'introduction d'un nouveau chargeur).

### Levier de sûreté
Voir : Sélecteur de tir
Se dit d'un sélecteur de tir simple à 2 positions (Sureté et mode de tir) que l'on retrouve sur des carabines de chasse et d'anciens fusils militaires

### Loi de Piobert
La Loi de Piobert, due au Français Guillaume Piobert, porte sur les réactions des carburants solides et granuleux qui engendrent des gaz chauds. Elle s'énonce ainsi : « La combustion des parties intérieures des grains de poudre n'a lieu que lorsque les couches qui les précèdent sont consumées ; la rapidité avec laquelle le feu se propage de tranche en tranche a la plus grande influence sur l'effet de l'explosion ».

### Lumière
- En construction mécanique, une lumière désigne un petit orifice sur une pièce. Sur une arme, c'est, par exemple, l'orifice par lequel la flamme de la charge d'ignition passe pour atteindre la charge de poudre destinée à propulser la balle.

### Lumière du percuteur
- Orifice pratiqué dans la cuvette de la tête de culasse par lequel sort le percuteur lors du tir

### Lunette
- Une lunette montée sur une arme à feu est un système de visée optique grossissant, permettant d'effectuer des tirs avec une plus grande précision.

## M
- Haut – A
- B
- C
- D
- E
- F
- G
- H
- I
- J
- K
- L
- M
- N
- O
- P
- Q
- R
- S
- T
- U
- V
- W
- X
- Y
- Z

### Magasin
- Un magasin[69] est la partie d'une arme à feu où les cartouches sont stockées avant d'être chambrées puis percutées.

### Magasin amovible
- Le magasin amovible, aussi appelé chargeur de manière usuelle est un contenant organisant les munitions, souvent de manière empilée, qui peut être introduit dans l'arme pour effectuer des tirs successifs.

### Magasin tubulaire
- Dans un magasin tubulaire, les cartouches sont stockées les unes derrière les autres. Ce système est notamment utilisé dans les carabines à levier de sous-garde et les fusils de chasse à âme lisse à répétition manuelle (fusil à pompe) ou semi-automatique. la particularité des munitions destinées à être chargées dans des magasins tubulaires est qu'elle ne doivent en aucun cas être pointues afin qu'un choc accidentel ne puisse pas amener la pointe de la munition à frapper l'amorce de celle qui précède.

### Magnum
- Partie du nom de certaines munitions : 22 Magnum, .357 Magnum, .44 Magnum... indiquant dans la plupart des cas des munitions puissantes[70].

### Manchon anti-arcure
- Le manchon anti-arcure est un dispositif installé autour des canons de gros calibre, principalement sur les canons de chars de combat modernes. Il est principalement utilisé pour éviter que le canon ne se déforme à cause des contraintes thermiques dues à l'environnement ; en particulier quand le canon est déjà chaud à cause d'une cadence de tir élevée.

### Mécanisme
en anglais : « action »
- Ensemble des éléments de l'arme à feu où la cartouche va être chargée, verrouillée, tirée et déchargée.

#### Mécanisme à bascule
- Dans une arme à feu à bascule, le canon se désolidarise de la culasse et de la platine du système de percussion en basculant d'un bloc vers l'avant, selon un axe perpendiculaire au plan de l'arme. La cartouche est insérée à l’arrière du canon qui est ensuite ramené en place. Il s’agit d’un mécanisme ancien, sécuritaire, et très fiable.

#### Mécanisme à levier
en anglais : « lever action »

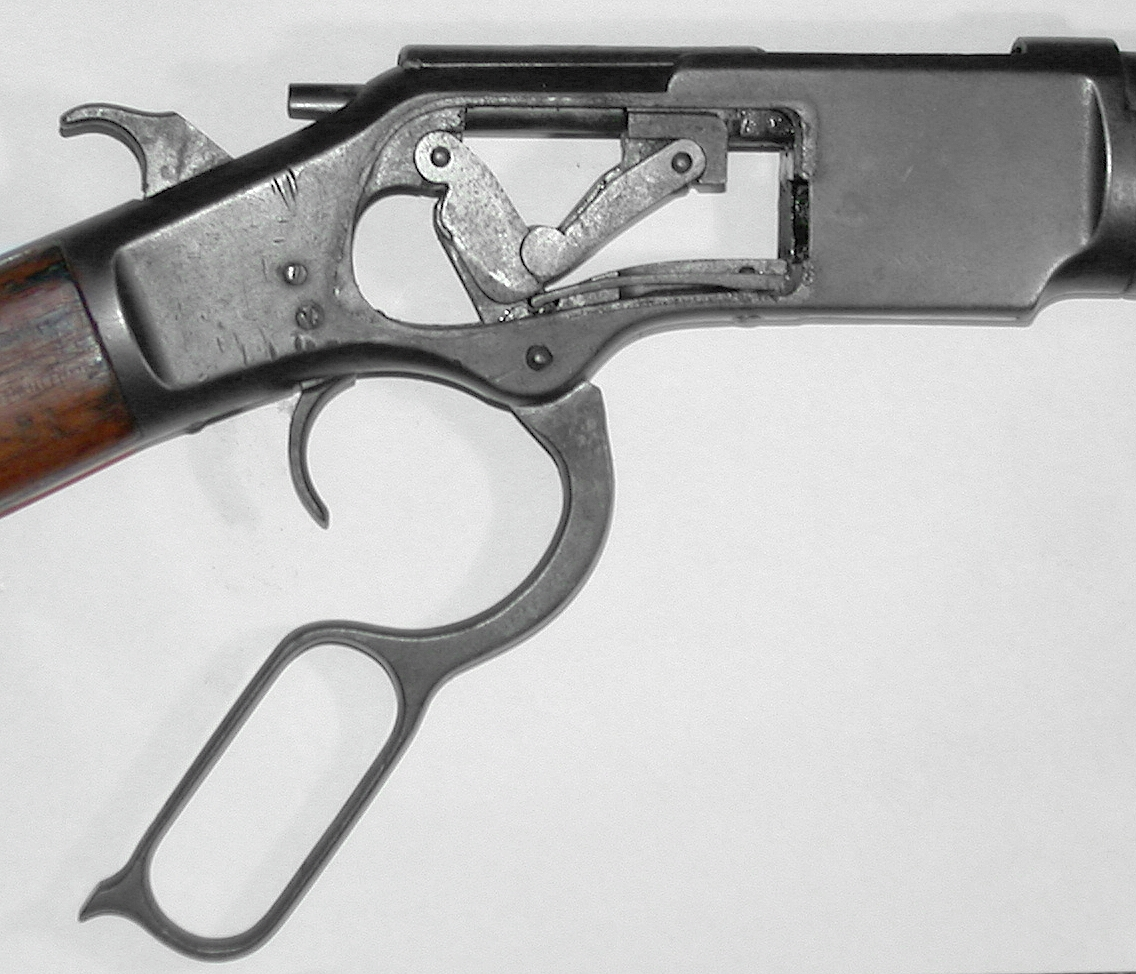
Mécanisme de la Winchester 1873.

- Dans ce mécanisme, l’éjection de l'étui vide et le chargement d’une nouvelle cartouche se fait en actionnant un levier situé derrière le pontet. Avec un peu d’entrainement, le levier peut être actionné en utilisant uniquement le pouce et bougeant peu le reste de la main (?), ce qui en fait un mécanisme relativement rapide. Très populaire au cours du XIXe siècle, il a graduellement perdu du terrain pendant le XXe siècle au profit du mécanisme à verrou. Néanmoins, son aspect rustique et la popularité des westerns lui valent encore de nombreux adeptes.

#### Mécanisme à verrou
en anglais : « bolt action »
- Dans le mécanisme à verrou[71], l'extraction de l'étui vide est effectuée en actionnant un verrou, à l'aide d'un court levier, d'un mouvement de rotation vertical suivi d'un mouvement vers l'arrière. Le chargement d'une nouvelle cartouche se fait en effectuant le mouvement inverse.

#### Mécanisme semi-automatique
- Dans une arme à feu semi-automatique[20], l'action d'éjection de l'étui et le chargement d'une nouvelle cartouche s'effectuent par la diversion d'une partie des gaz de la détonation vers le mécanisme, ou par le recul d'un ensemble de pièces. Aucune action n'est donc nécessaire de la part du tireur. La détente doit être relâchée entre chaque tir.

#### Mécanisme automatique
- Dans une arme à feu automatique[72], l'action d'éjection de l'étui et le chargement d'une nouvelle cartouche s'effectuent par la diversion d'une partie des gaz de la détonation vers le mécanisme, ou par le recul d'un ensemble de pièces. Aucune action n'est donc nécessaire de la part du tireur. La pression sur la détente doit être maintenue tout au long du tir.

### MIL-SPEC
- Une norme du département de la Défense des États-Unis, aussi appelée « norme militaire américaine », MIL-STD ou MIL-SPEC, est utilisée dans le but d'obtenir la normalisation de différents objectifs fixés par le département de la Défense des États-Unis[73].

### Mire métallique
en anglais : « iron sights »
- Une mire[74] ou organe de visée[75] est un système de visée des armes (généralement des armes à feu), constitué de lames métalliques et divisé en deux parties :
  - la hausse (fixée généralement à l'arrière de l'arme) ;
  - le guidon (qui se situe en général à l'avant du canon).

### Miroir de volée
Le miroir de volée est positionné à l'extrémité du tube d'un canon. En réfléchissant un rayon laser, il donne à la conduite de tir la position exacte de l'extrémité du tube.

### Mitraillette
Voir « Pistolet mitrailleur ».

### Mitrailleuse
en anglais : « machine gun »
- La mitrailleuse[77] est une arme à feu à fonctionnement automatique, alimentée par bande et chambrée pour une munition de calibre inférieur à 20 millimètres. Les armes similaires de calibre supérieur étant appelées « canons automatiques »[78].
- Mitrailleuse coaxiale : Type de mitrailleuse destinée à être montée à l'intérieur de la tourelle des véhicules blindés en parallèle du canon. Ce type de mitrailleuse est dépourvue de bipied, de crosse et d'organes de visée. La visée se fait via les systèmes optiques de la tourelle et la mise à feu se fait via la détente du canonnier vers un solénoïde placé soit directement sur la mitrailleuse soit sur son affut.

### Modérateur de son
- Un silencieux[20] ou modérateur de son est un dispositif qui peut être ajouté à une arme à feu, à gaz ou à air, pour réduire le bruit et le flash lumineux qu'elle produit lorsqu'un coup est tiré, et ainsi réduire sa signature sonore, augmentant le confort d'utilisation en milieux clos mais aussi rendant plus difficile la localisation du tireur.

### Mordache
- Insert plat en plomb ou en cuir permettant de maintenir le silex entre les mâchoires du chien dans les armes à silex[79].

### Mortier
en anglais : « mortar »
- Un mortier[80] est une bouche à feu tirant à inclinaison élevée (plus de 45°), pour effectuer des tirs indirects. La trajectoire courbe, en forme de cloche, du projectile permet d'atteindre un objectif placé derrière un obstacle, qu'un canon ne permet pas d'engager car la trajectoire de son projectile est tendue.

### Mousquet
en anglais : « musket »
- Un mousquet[20] (de l'italien moschetto) est une arme à feu portative à canon long, crosse d'épaule et platine à mèche ou à rouet.
- Arme à canon lisse projetant des projectiles lourds et sphériques. En raison, à l'époque, des difficultés à produire des projectiles d'une taille très précise et ajustée au diamètre du canon, les projectiles étaient d'un diamètre légèrement inférieur à celui-ci. Ceci avait pour conséquence de faire vibrer le projectile lors de son passage à l'intérieur du canon, rendant le tir extrêmement imprécis.
- Au XIXe siècle, les mousquets à canon rainuré deviennent de plus en plus communs. La même époque a connu une seconde innovation : l'apparition d'armes et de munitions à chargement par la culasse. Ce qui a donné naissance à la carabine telle que nous la connaissons aujourd'hui.

### Mousqueton
- Un mousqueton est une arme à feu plus courte, plus maniable et moins lourde que le fusil dont il dérive.

### Munition
en anglais : « ammunition, munitions »
- la munition[20] est l'ensemble de ce qui n'est utilisable qu'une fois dans une arme à feu ; une balle ou un obus sont des projectiles, soit la seule partie de la munition sortant du canon ; le reste étant consumé ou éjecté (douille). Elle est constituée au minimum d'une charge propulsive et d'un (ou plusieurs) projectile(s) (grenaille, balle, obus).

#### Munition antiblindage
- Une munition antiblindage est une munition spécialisée contre les blindages. Se déclinant sous de nombreuses formes, elle est adaptée aux armes d'épaule, aux obus d'artillerie ou aux ogives de missiles.

#### Munition incendiaire
- Une munition incendiaire est un type de munition contenant un composé qui brûle et provoque des incendies rapidement.

#### Munition non toxique
- Dans le cadre des munitions de tous types, il existe effectivement des munitions dites non-tox. Ce sont des projectiles en métaux autres que le plomb, des poudres spécialement formulées et des étuis réalisés dans des métaux plus facile à recycler.

#### Munition traçante
- Une munition traçante est un type de munition muni d'un dispositif pyrotechnique émettant de la lumière tout au long de la trajectoire vers la cible. L'ogive étant très visible à l'œil nu, elle permet au tireur de suivre la trajectoire de la balle par rapport à la cible afin d'apporter des corrections à sa visée.

#### Munition à uranium appauvri
- Les munitions à uranium appauvri sont des munitions employant l'uranium appauvri, matériau très dense, afin de perforer les blindages.

#### Munition télescopée
- Une munition télescopée est un type de munition dans laquelle le projectile (balle ou obus) est enfermé avec la charge propulsive dans une cartouche, plutôt que d'enchâsser la charge explosive dans le projectile[81].

## N
- Haut – A
- B
- C
- D
- E
- F
- G
- H
- I
- J
- K
- L
- M
- N
- O
- P
- Q
- R
- S
- T
- U
- V
- W
- X
- Y
- Z

## O
- Haut – A
- B
- C
- D
- E
- F
- G
- H
- I
- J
- K
- L
- M
- N
- O
- P
- Q
- R
- S
- T
- U
- V
- W
- X
- Y
- Z

### Obus

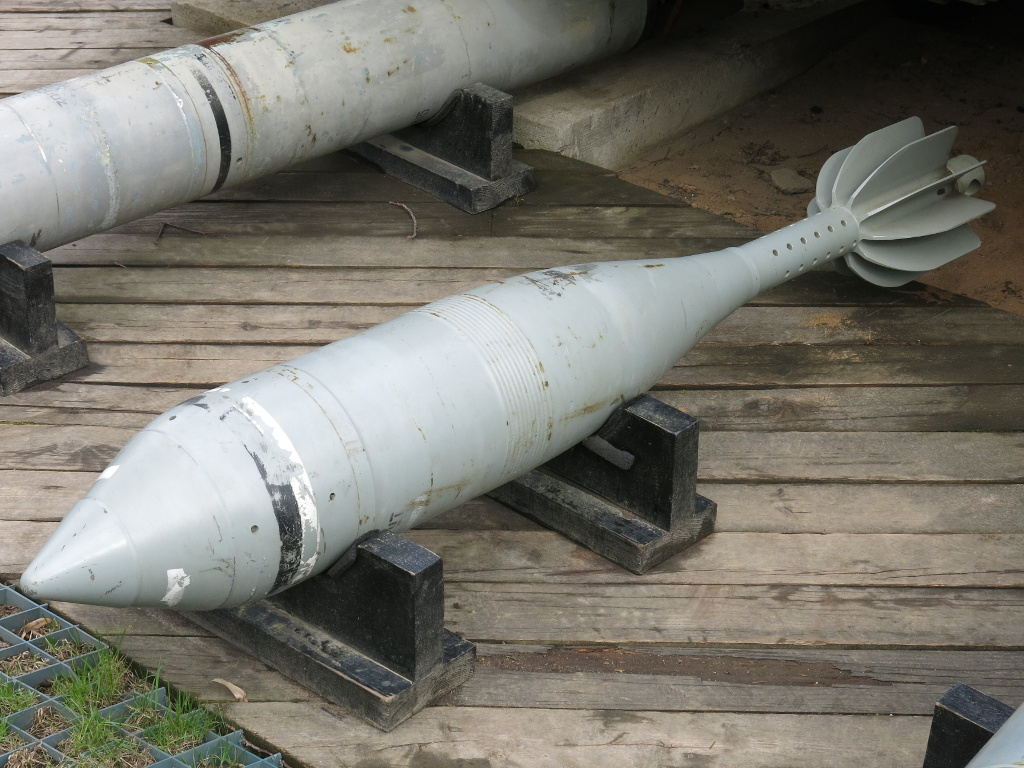
Obus de mortier soviétique de 240 mm

en anglais : « shell »
- Un obus[82] est un projectile creux, de forme cylindrique terminé par un cône, rempli de matière explosive. C'est une munition tirée par un canon. La partie supérieure d'un obus se nomme la cloche.

#### Munitions de rupture
- Seconde Guerre mondiale et après.

##### Armour Piercing(AP)
La plus simple des munitions dites de rupture selon la nomenclature française, est un obus plein.

##### Armour Piercing Capped(APC)
Obus AP et doté d'une pointe (« obus à coiffe », dans la nomenclature française) pénétrante.

##### Armour Piercing Ballistic Capped(APBC)
Obus plein doté d'une ogive balistique favorisant sa pénétration dans l'air, sa vitesse et par conséquent son énergie cinétique. Les soviétiques l'utilisent en particulier pour la munition BR-350 A du T-34/76.

##### Armour Piercing Capped Ballistic Capped(APCBC)
Obus antichar comportant une coiffe pénétrante et une ogive balistique. Il s'agit du type « classique » le plus usité durant la Seconde Guerre mondiale, par exemple avec la panzergranate 39 allemande.

##### Armour Piercing Composite Rigid(APCR)
- Aussi nommé HVAP (High Velocity Armour Piercing) dans l'Armée américaine ou Hartkern (HK, noyau dur) dans la Wehrmacht lors de la Seconde Guerre mondiale, l'obus APCR est composé d'un noyau au carbure de tungstène sous calibré, enserré dans un métal léger tel l'aluminium. Doté d'une forte vitesse initiale qui donne d'excellentes performances antichars à courte et moyenne distance, il demeure rare du fait de la matière stratégique (tungstène) et provoque une usure prématurée du tube.

##### Armour Piercing Composite Non-Rigid(APCNR)
Cette munition particulière ne peut s'utiliser sur un canon conventionnel : il s'agit d'un obus sous-calibré doté d'une enveloppe malléable qui se resserre dans le tube du canon « conique » spécialement conçu, à âme se rétrécissant selon le système Gerlich. Ce resserrement accroit la vitesse initiale ; combiné à une munition au tungstène, il permet une forte pénétration à courte et moyenne distance.

##### Armour Piercing Discarding Sabot(APDS)
Semblable à l'obus APCR, la munition à sabot détachable s'en distingue par son enveloppe enserrant l'obus. Elle s'en sépare au départ du coup, laissant le projectile sous-calibré doté de la forte puissance propulsive.

##### High Explosive Anti-Tank(HEAT) ou «charge creuse»
Développée d'après l'effet Munroe, les premières munitions à charge creuse apparaissent en 1941. Différentes des munitions précédentes utilisant l'énergie cinétique, la charge creuse est plus efficace à faible vitesse initiale, à toutes distances, de préférence pour des obus d'un calibre supérieur à 70 mm. Schématiquement, il s'agit d'une charge explosive dont la pointe est creusée en entonnoir ; à l'explosion, celui-ci concentre un jet de plasma qui fait fondre et perce le blindage.

##### High Explosive Squash Head(HESH)
Nommé aussi HEP pour « High Explosive Plastic » par les américains, il s'agit d'un obus explosif non rigide, s'écrasant à l'impact et générant une onde de choc qui se répand au travers du blindage. Le réfléchissement de l'onde crée une tension détachant des éclats, voire une « galette » de métal sur la paroi interne (effet spalling).

#### Armour Piercing Fin-Stabilized Discarding Sabot(APFSDS) ou «obus-flèche»
- L'obus-flèche, développement de l'obus à sabot APDS, est un pénétrateur à énergie cinétique. Ces munitions sont dotés d'un fin perforateur au tungstène, mais aussi à l'uranium appauvri. C'est avec les HEAT le principal type de munitions anti-blindage utilisé dans les années 2000.

### Obusier

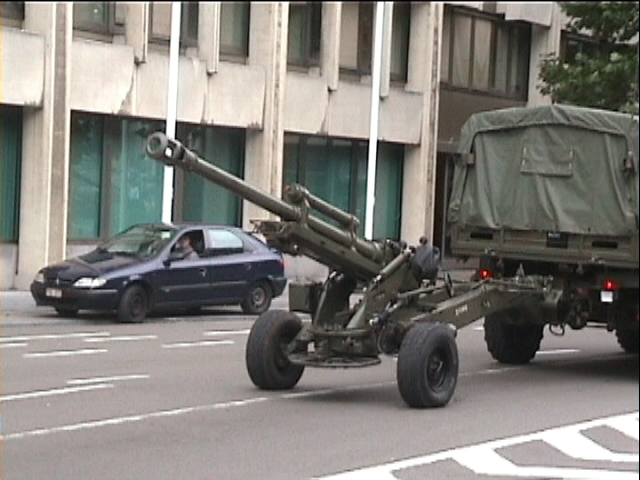
Obusier LG1 de la Composante terre de l'armée belge tracté.

- Un obusier[84] est une pièce d'artillerie dont le rapport entre la longueur de la partie rayée du tube et celle de son calibre est en dessous de 20 (25 aux É.-U.). La désignation howitzer, utilisée entre autres aux États-Unis est un mot d'origine tchèque voulant dire « catapulte » et datant de l'empire d'Autriche-Hongrie. À cette époque, des Tchèques engagés dans l'artillerie ont comparé la trajectoire courbe de l'obus à celle du projectile de cette arme.

### Ogive
- Une ogive[34] est la partie antérieure d'un projectile, missile, roquette ou torpille, contenant la charge destructive. L'ogive est composée d'un détonateur et d'une charge.

## P
- Haut – A
- B
- C
- D
- E
- F
- G
- H
- I
- J
- K
- L
- M
- N
- O
- P
- Q
- R
- S
- T
- U
- V
- W
- X
- Y
- Z

### Parallaxe
- La parallaxe[34] est l’incidence du changement de position de l’observateur sur l’observation d’un objet. En d'autres termes, la parallaxe est l'effet du changement de position de l'observateur sur ce qu'il perçoit.

### Pas
- Le pas est, dans les armes à canons rayés, la distance parcourue nécessaire au projectile pour effectuer un tour complet.

### Pédale de sûreté
- pièce débrayant un dispositif de sécurité lorsqu'on appuie dessus, souvent positionnée sur la poignée[85].

### Pénétrateur à énergie cinétique
- Un pénétrateur à énergie cinétique (aussi connu sous le nom d'obus flèche) est un type de munition qui, comme une balle, ne contient pas d'explosifs, mais utilise l'énergie cinétique pour pénétrer la cible.

### Percussion
- Action de percuter
- voir Platine à percussion ci-dessous.

### Percuteur
en anglais : « firing pin »
- Dans les pièces d'armes, le percuteur est une pièce venant, comme son nom l'indique, percuter l'amorce de la munition[86]. Le percuteur peut être frappé : dissocié du chien (que l'on appelle alors marteau) ou inclus sur le chien (percuteur frappé) ou lancé. Le percuteur est généralement en acier mi-dur : assez dur pour ne pas se déformer, assez doux pour ne pas casser.

### Phosphatation
- La phosphatation est un traitement de surface du métal par apport d'une pellicule très fine renforçant sa résistance à la corrosion.

### Pistolet
en anglais : « pistol »
- Le pistolet est une arme de poing dont la chambre est intégrée au canon ou en permanence alignée avec lui.

### Pistolet mitrailleur
en anglais : « sub-machine gun (SMG) »

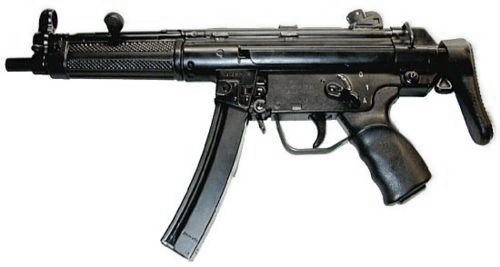
Le MP5 est un pistolet-mitrailleur très répandu dans toutes les armées du monde en tant qu'arme tactique.

- Le pistolet-mitrailleur (PM), aussi appelé mitraillette[87],[88], est une arme à feu individuelle utilisant une cartouche de pistolet et tirant en rafales.

### Piston
- Désignation populaire du système de mise à feu à percussion. Exemple : « fusil à piston »[89].

### Plaque de couche
- La plaque de couche est une pièce métallique fixée à l'arrière de la crosse d'une arme d'épaule et destinée à la protéger.

### Plaquette
- Petite plaque en bois, plastique ou autre matière, positionnée de part et d'autre de la carcasse d'une arme de poing pour en constituer la poignée.

### Platine

#### Platine à mèche
- La platine à mèche est le premier type de mécanisme utilisé dans les armes à feu dans le but de faciliter leur usage. Elle a été inventée en Europe autour de 1400 et a été en usage, sur ce continent, jusqu'en 1720 lorsque la platine à silex la remplace complètement.
- Au début des armes à feu à poudre noire, l’allumage de celle-ci se faisait en présentant avec la main, devant la cheminée à poudre, une mèche en étoupe allumée ou de l’amadou. Puis, au début du XVe siècle en France, ce fut l’invention de la platine à mèche qui contient tout le mécanisme de mise à feu, et principalement l’évolution technique du chien (arme).

#### Platine à percussion

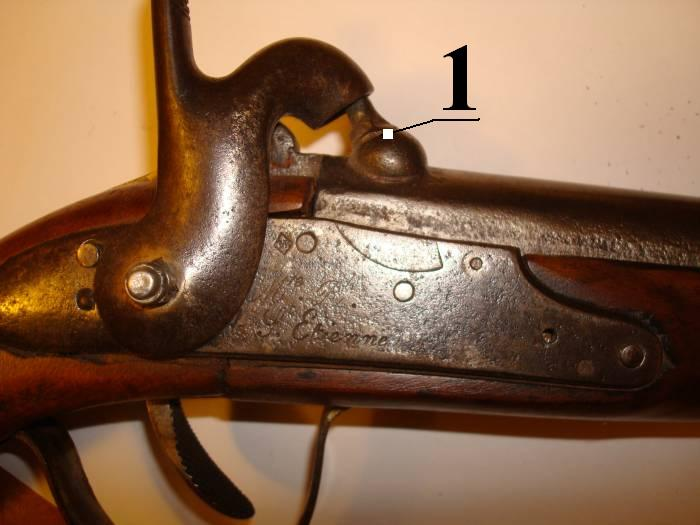
Platine à percussion.

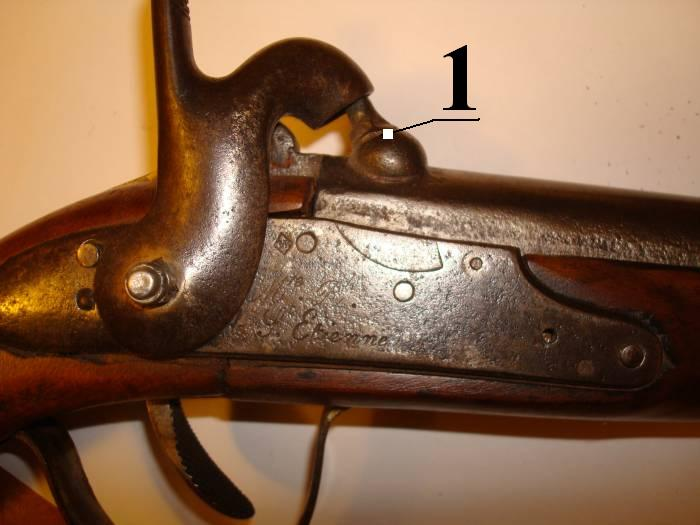
Platine à percussion

- La platine à percussion ou à piston fut créée à la suite de l'invention en Europe tout au début du XIXe siècle (vers 1808) de l'amorce au fulminate de mercure par Jean Lepage (1807-1808) et l'encapsulage de cette amorce par François Prélat. Ce système, qui utilisait la même mécanique que la platine précédente, se différenciait par la forme du chien qui perdit son système de mâchoires au profit d’un embout qui venait frapper une amorce placée sur la cheminée (qui venait à la place du bassinet et formait la lumière) et qui enflammait instantanément la poudre dans la culasse.

#### Platine à silex
- La platine à silex est un type de mécanisme autrefois utilisé dans les armes à feu, mise au point par l'arquebusier Marin Bourgeois en combinant le système de deux platines existantes (à la chenapan et à la miquelet).

##### Platine à la Chenapan

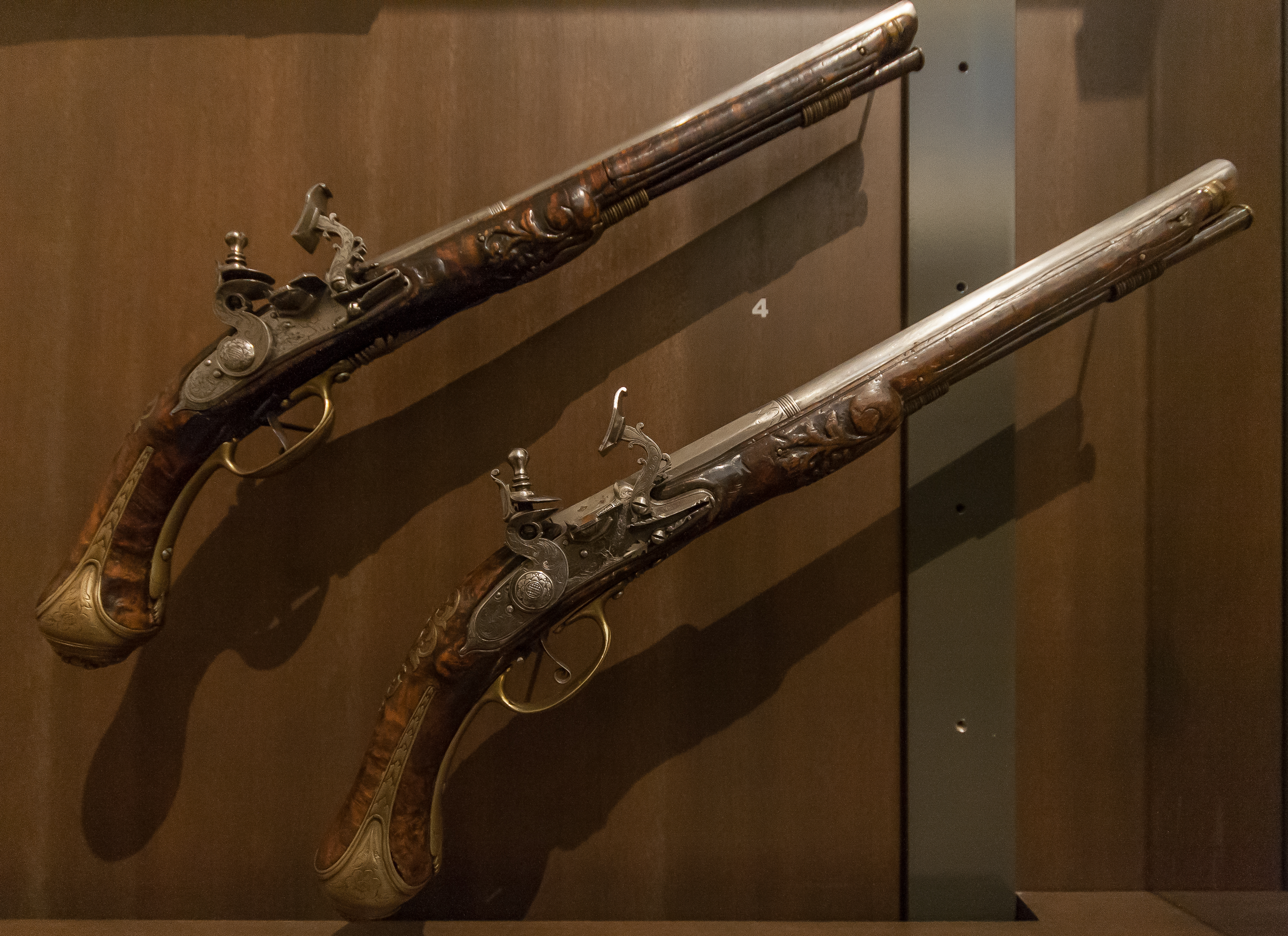
Pistolets dotés de platines à la Chenapan (1690)

La platine à chenapan est une des premières platines à silex développées en Europe du Nord vers 1550 en remplacement de la platine à rouet trop complexe et onéreuse.

##### Platine à la Miquelet
Contemporaine de la platine à chenapan, la platine à miquelet est d’origine espagnole et son nom est tiré de son usage chez les Miquelets, partisans catalans à la solde du mercenaire Michelotto Corella. La particularité de cette platine est d'être constituée d'une seule pièce formant batterie et couvre-bassinet.

#### Platine simple action
- La queue de détente d'une arme dont la platine fonctionne en mode simple action (SA) ne permet que de libérer le mécanisme de percussion, non de l'armer. Avant de tirer il faut donc, par une action manuelle, armer en plaçant certaines pièces de ce mécanisme dans la position permettant la percussion.

#### Platine double action
- La queue de détente d'une arme dont la platine fonctionne en mode double action (DA) permet dans la même action d'armer le mécanisme de percussion dans la position permettant la percussion puis de tirer en déclenchant le mécanisme de percussion.

### Plomb

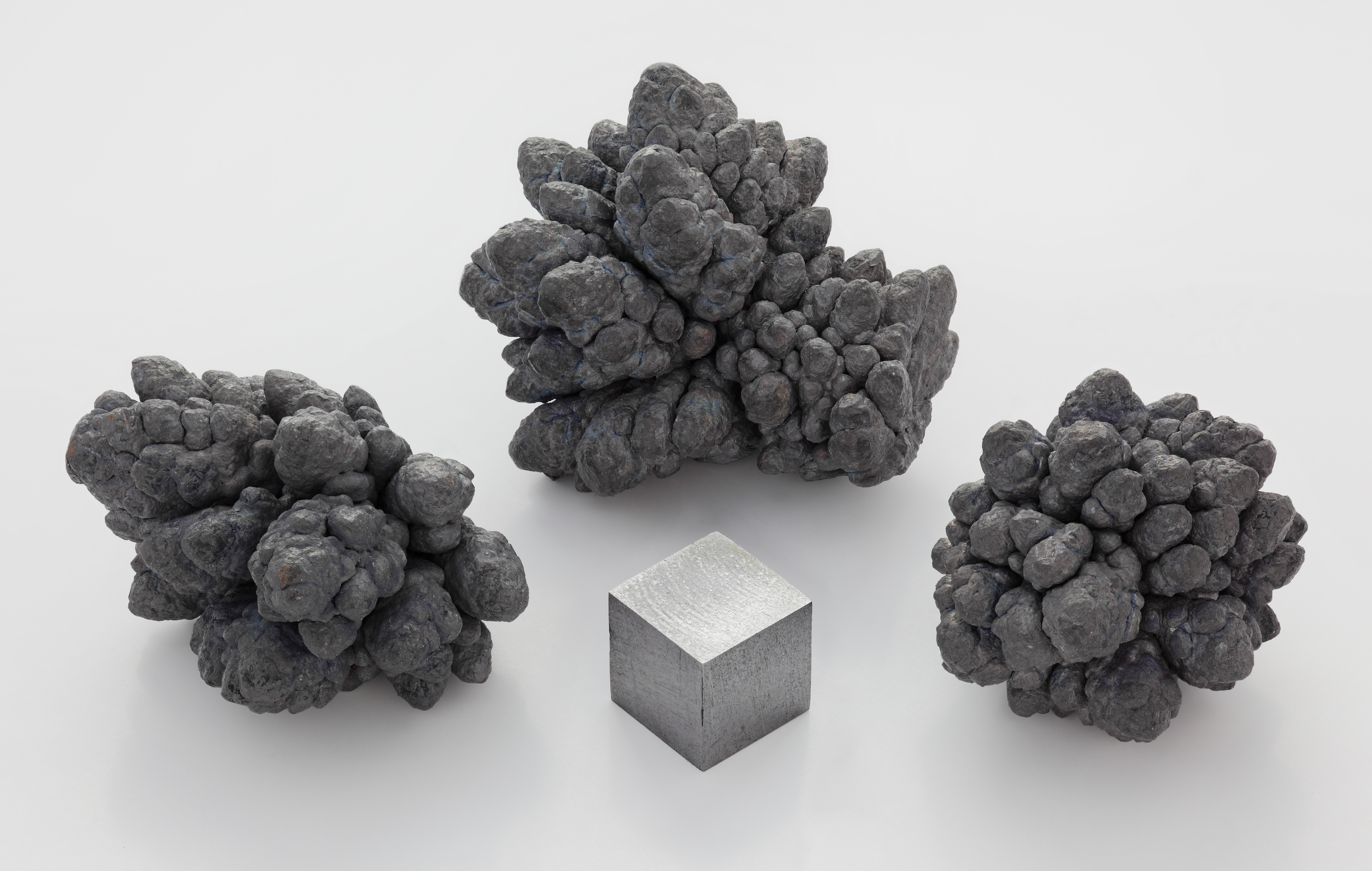
Nodules de plomb, raffinés par électrolyse, à côté d'un cube d'1 cm3 de plomb pur à plus de 99,9 %.

- Le plomb est l'élément chimique de numéro atomique 82, de symbole Pb. C'est un membre du groupe des cristallogènes. Le mot et le symbole viennent du latin plumbum (même sens). Le plomb est un métal gris bleuâtre, blanchissant lentement en s'oxydant, malléable. C'est un élément toxique, mutagène, et reprotoxique[90], sans valeur connue d'oligoélément. Il a en effet été classé comme potentiellement cancérigène en 1980, classé dans le groupe 2B par le Centre international de recherche sur le cancer (CIRC)[91] puis comme  probablement cancérigène pour l'homme et l'animal en 2004[91],[92]. Deux sels de plomb, le chromate et l'arséniate, sont considérés comme carcinogènes certains par le CIRC[91].
- le Plomb (métal) a été pendant longtemps l'élément principal utilisé pour les projectiles des armes de chasse tirant des cartouches contenant des billes de métal d'un diamètre donné, mais à cause de la pollution générée par sa dispersion dans la nature lors du tir il est actuellement remplacé par d'autres composants non toxiques (ou moins).
- Un plomb est un projectile destiné à être tiré par une arme à air comprimé. Son nom vient du métal le plus couramment utilisé pour le réaliser: le plomb.

### Poids de départ
- Le poids de départ est un terme armurier qui désigne la force à appliquer à la queue de détente afin de déclencher le tir. Il emploie abusivement le mot « poids » afin de traduire une force. Le terme « poids de détente » est également utilisé.

### Poignée
- La crosse des armes de poing sert à la prise en main de l'arme. Elle est appelée poignée.

### Point rouge
Voir Viseur point rouge

### Pointeur laser
- Un pointeur laser ou désignateur laser est une source laser servant à illuminer une cible afin de guider une arme (bombe ou missile) ou de faciliter la visée (arme légère).
- Le laser peut opérer soit dans le spectre visible soit dans le spectre infra rouge (La longueur d'onde est nécessairement 1,06 micromètre qui correspond historiquement à celle des bombes guidées laser.)
- Les laser peuvent être de différentes classes, les lasers de classe 3a et 3b sont couramment utilisés sur les armes portatives et présentent des risques pour les yeux. Ces risques sont amplifiés par les instruments optiques avec grossissement, pour pallier cela les optiques de qualité militaire possèdent un filtre laser.

### Poivrière

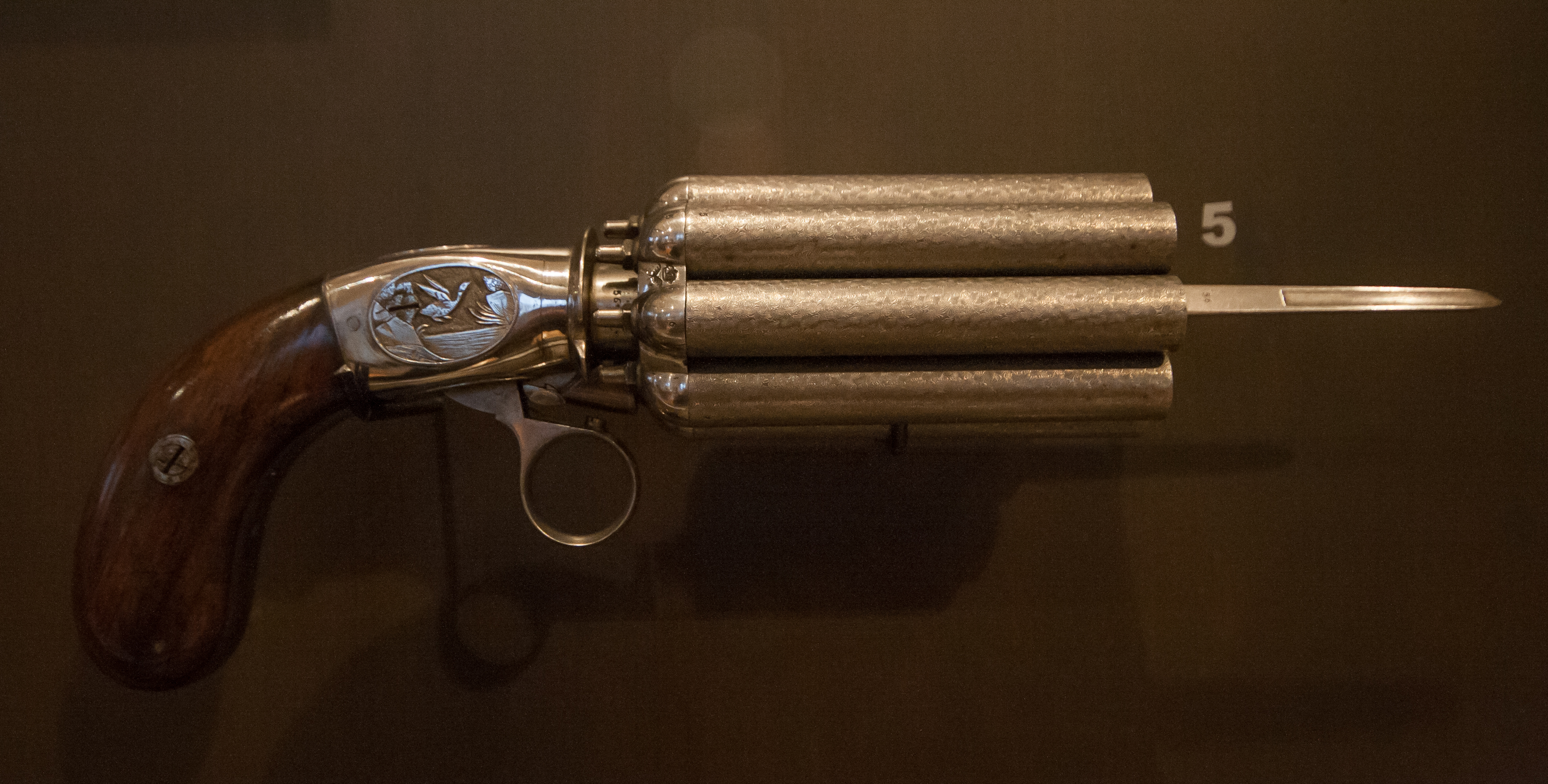
Poivriere systeme mariette 1855

- Une poivrière est un type d'arme à feu à canons tournants, sorte de revolver avec un barillet très allongé dont chacune des quatre à six chambres (parfois huit, voire plus) fait directement office de canon. Le bloc-canon est constitué soit d'un cylindre de métal percé de tubes, soit de canons indépendants soudés autour d'un axe (Mariette).

### Pontet

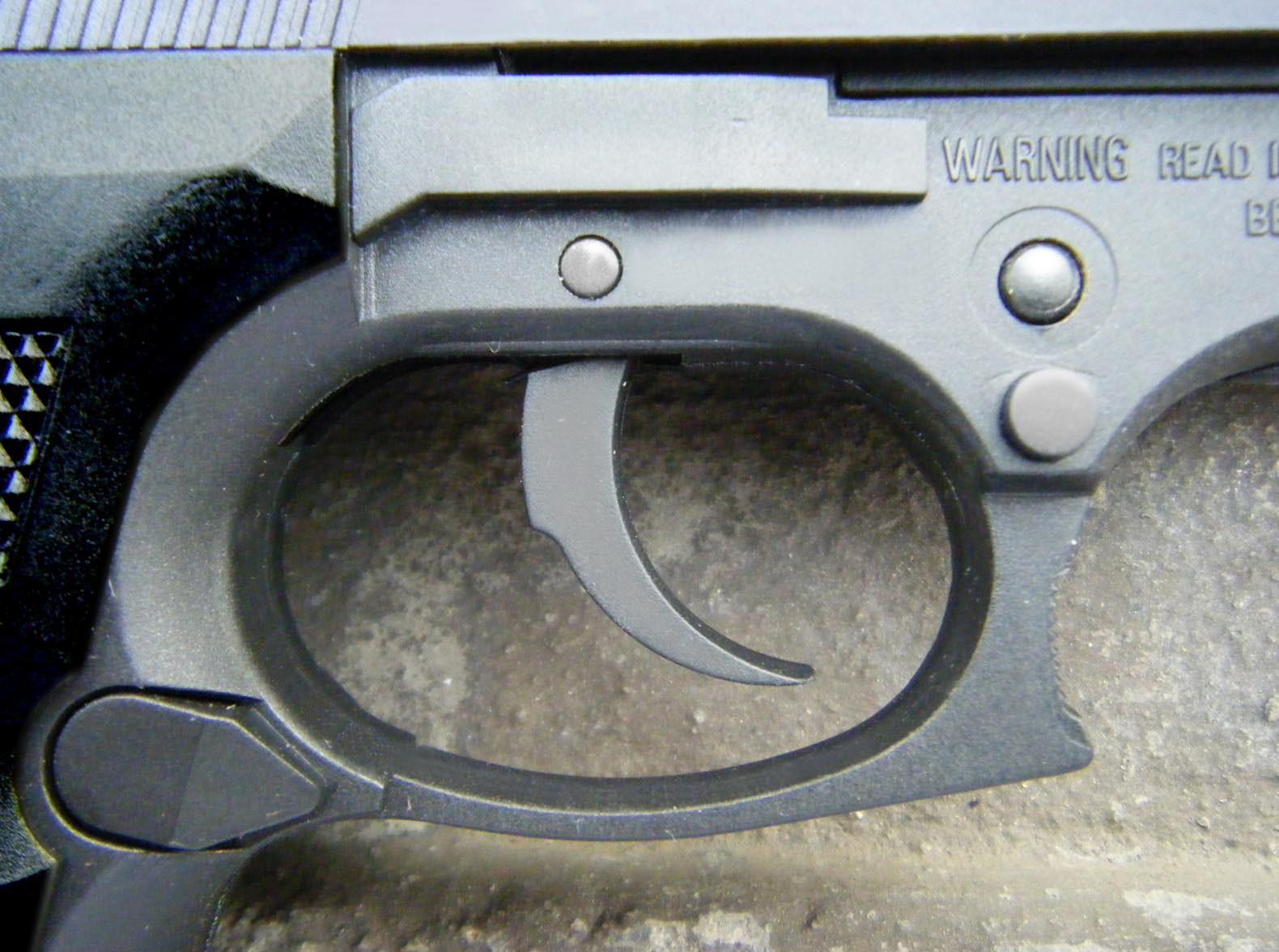
Pontet d'un pistolet. Sa forme est, à l’avant, adaptée à la morphologie du doigt.

- Le pontet est, sur une arme à feu, la boucle de métal protégeant la queue de détente, qui évite de déclencher un tir involontaire par pression ou accroche accidentelle.

### Port d'armes
- Le port d'armes est la situation dans laquelle un individu a une arme sur lui, voire plusieurs, que ce soit de manière autorisée ou pas, dissimulée ou pas, et prêtes à être utilisées immédiatement. Le transport d'une arme se fait, lui, de manière que l'arme ne puisse être utilisée immédiatement, soit par la mise en place d'un dispositif en interdisant l'utilisation soit par le retrait d'une pièce indispensable à son fonctionnement.

### Portée pratique
en anglais : « range (of a weapon)  »
- La portée pratique d'une arme à feu et d'une munition données exprime la distance maximale d'emploi réaliste. Il ne s'agit pas de la portée théorique du projectile mais de la capacité du tireur à atteindre une cible visée en tenant compte de la précision de l'arme, des organes de visée, de la trajectoire, des conditions climatiques

### Poudre
- La poudre est un état fractionné de la matière. Il s'agit d'un solide présent sous forme de petits morceaux. Les poudres possèdent une grande surface spécifique. Cela permet des interactions rapides avec le milieu dispersant, en général l'air ou un liquide. Cette surface spécifique confère aux poudres une grande réactivité.

#### Poudre noire
en anglais : « black powder »

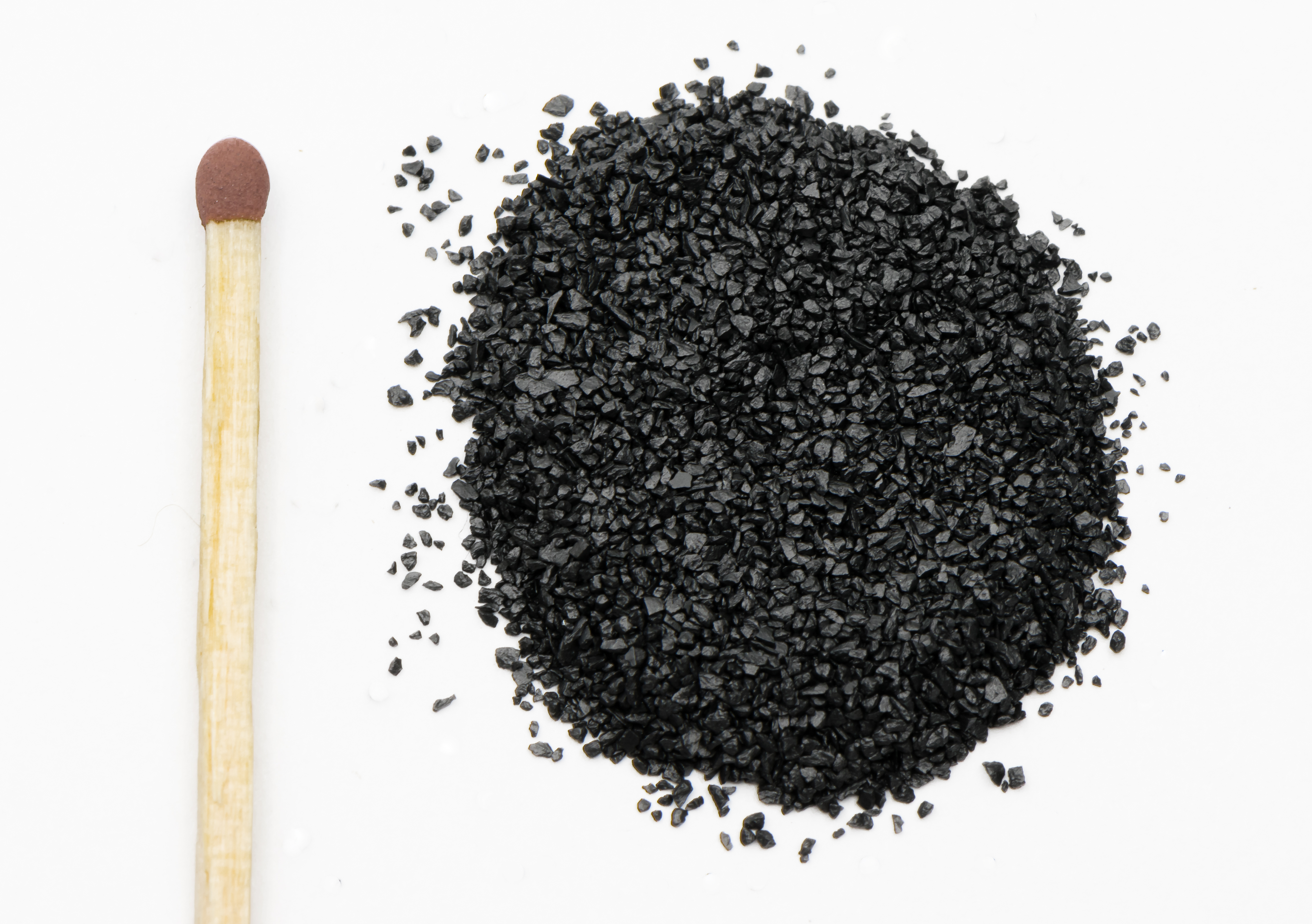
De la poudre noire.

- La Poudre noire, parfois dénommée poudre à canon ou poudre à fusil, est le plus ancien explosif chimique connu. De couleur noire, elle est constituée d'un mélange déflagrant de soufre, de nitrate de potassium (salpêtre) et de charbon de bois.
- Black powder only : indication habituelle figurant sur les répliques d'armes à poudre noire afin de rappeler aux utilisateurs qu'il faut uniquement utiliser de la poudre noire en les utilisant.

#### Poudre sans fumée
en anglais : « smokeless powder »

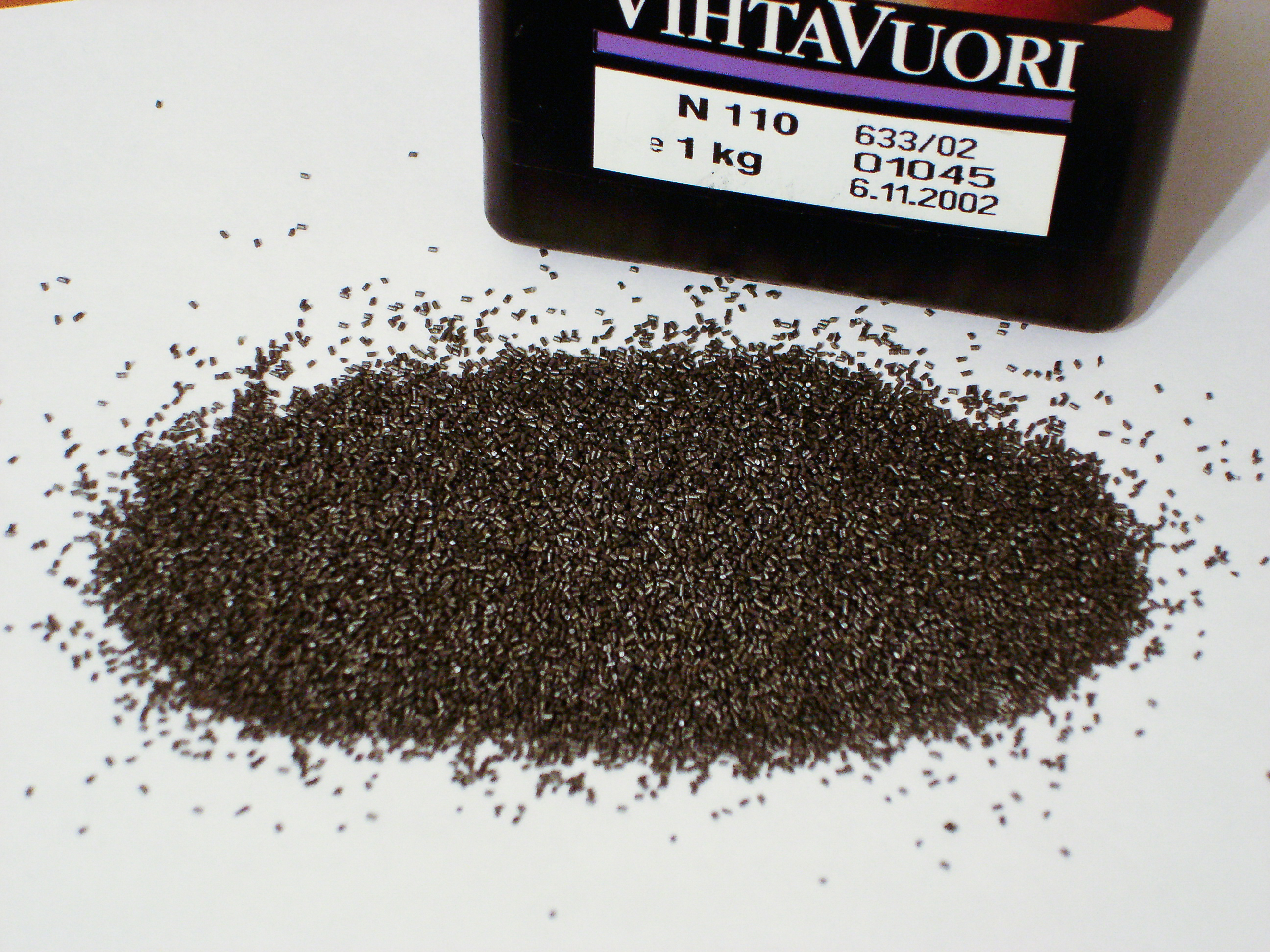
Poudre sans fumée d'origine finlandaise

- La poudre sans fumée, également appelée poudre pyroxylée, est un propulseur à base de nitrocellulose (coton-poudre gélatinisé), trois fois plus puissante que la poudre noire. Elle fut inventée en 1884, par Paul Vieille, ingénieur au Laboratoire Central des Poudres et Salpêtres à Paris.

### Poudrerie
- La poudrerie désigne en français le nom donné aux anciens lieux de fabrication de la poudre (explosif), à partir de nitre (nitrate) et de charbon de bois (généralement fait avec du bois d'aulne glutineux en France), ce qui explique que ce nom est parfois lié à celui de « charbonnerie », « carbonnerie » ou « carbonnière » dans la toponymie ou dans le souvenir des habitants. Il ne faut pas confondre avec le magasin à poudre, qui est le lieu où les militaires entreposent leur poudre à canon ou leur munitions.

### Poudrière
- Dans le langage militaire et civil francophone, un magasin à poudre, aussi appelé poudrière[93], est le lieu où l'on stockait de la poudre à canon, puis par extension des munitions ou d'autres types d'explosifs à usage militaire.

### Pouvoir d'arrêt
- Le pouvoir d'arrêt est la capacité d'une munition à mettre un adversaire hors de combat dès le premier impact. Un pouvoir d'arrêt supérieur est l'un des critères qui justifient pour certains l'emploi d'une munition de fort calibre, telle que le.45 ACP, alors même qu'elle présente un mauvais rapport entre l'énergie dissipée lors de l'impact et le recul produit mais également un encombrement et une masse plus importants que ceux des petits calibres.

### Pouvoir vulnérant
- Le pouvoir vulnérant correspond à la quantité de dommages qu'une balle occasionne dans des tissus vivants. Une balle de gros diamètre s'enfonçant profondément dans sa cible en expansant autant que possible détruira un plus grand volume de tissus.

### Projectile
- une balle ou un obus sont des projectiles, soit la seule partie de la munition sortant du canon ; le reste étant consumé ou éjecté.

### Prolonge d'artillerie
- Une prolonge d'artillerie est un cordage épais fixé à une pièce d'artillerie sur les navires de guerre, qui permettait à ses servants de la déplacer d'une batterie à une autre, de l'orienter, etc. La prolonge, gros cordage de chanvre goudronné, peut aussi être un élément d'attelage pour des voitures hippomobiles lourdes, et enfin dans les chemins de fer en particulier, un cordage pour arrimer diverses charges, des bâches, etc.

### Puissance de feu
- La puissance de feu est une notion qui synthétise diverses caractéristiques d'une arme à projectile, notamment des armes à feu. Elle exprime la capacité de destruction (liée à la taille et à la nature des projectiles) et la cadence de tir.

### Pulvérin
- Le pulvérin est une poudre noire très fine qui sert à amorcer une arme comme un mousquet, un pistolet à rouet ou à silex. Le pulvérin est aussi le nom du récipient qui contient cette poudre.

## Q
- Haut – A
- B
- C
- D
- E
- F
- G
- H
- I
- J
- K
- L
- M
- N
- O
- P
- Q
- R
- S
- T
- U
- V
- W
- X
- Y
- Z

### Queue de détente
en anglais : « trigger »

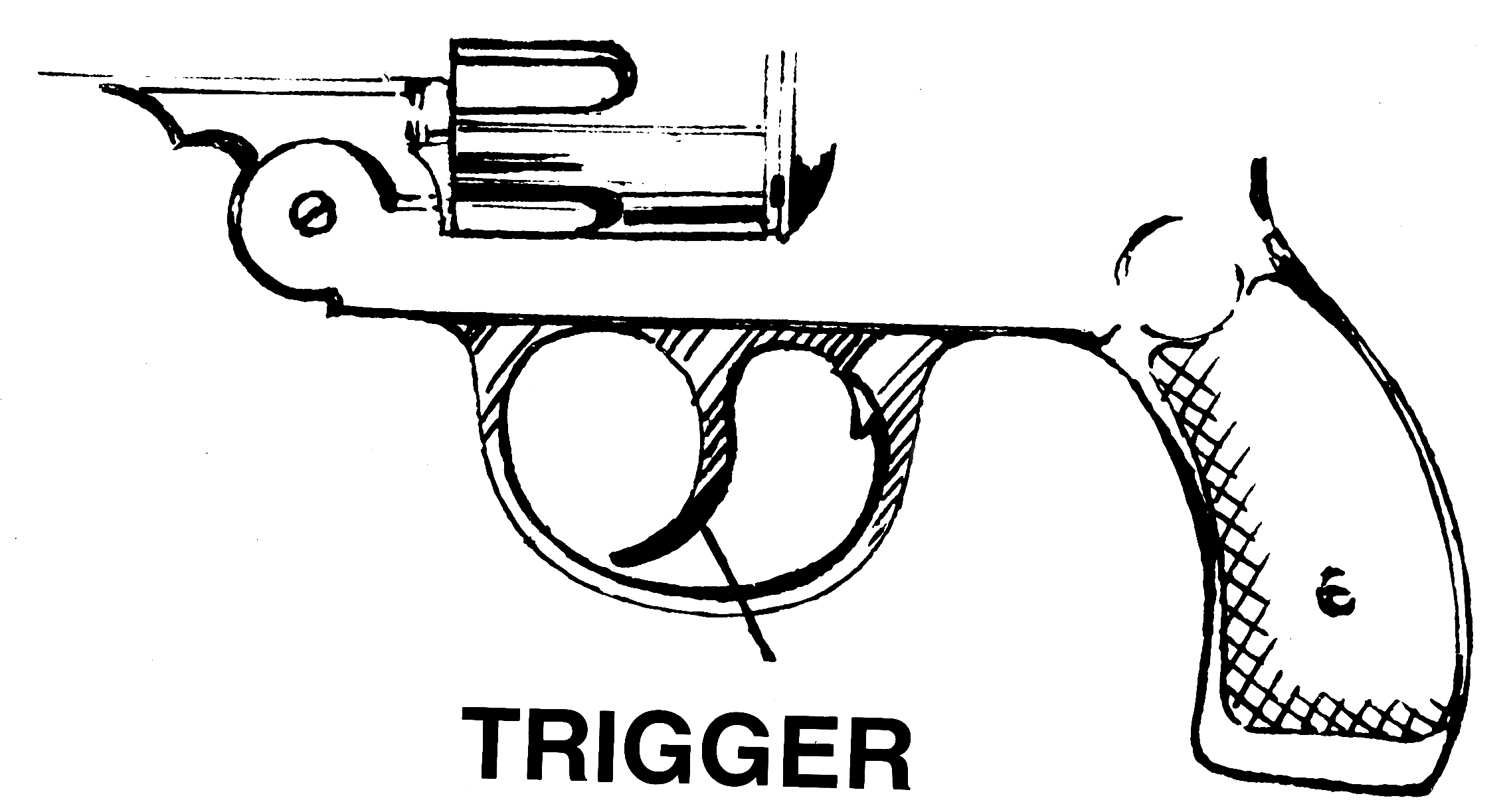
Queue de détente

- La queue de détente, ou par simplification « détente », est l'élément mécanique d'une arme de poing, ou d'épaule, grâce auquel on déclenche le tir. Communément et improprement appelée « gâchette » (du nom d'une pièce qui fait partie du mécanisme de déclenchement se trouvant à l'intérieur de l'arme, inaccessible sans la démonter) par les profanes.
- L'usage impropre du mot gâchette vient de l'époque des pistolets à silex ou il n'y avait qu'une seule pièce : la 'gâchette' (à rapprocher de la gâche d'une serrure) pour libérer le chien et faire feu.

## R
- Haut – A
- B
- C
- D
- E
- F
- G
- H
- I
- J
- K
- L
- M
- N
- O
- P
- Q
- R
- S
- T
- U
- V
- W
- X
- Y
- Z

### Raccordement
- Partie de l'étui entre le collet et le corps lorsque ces deux éléments sont de diamètres différents.

### Rechargement

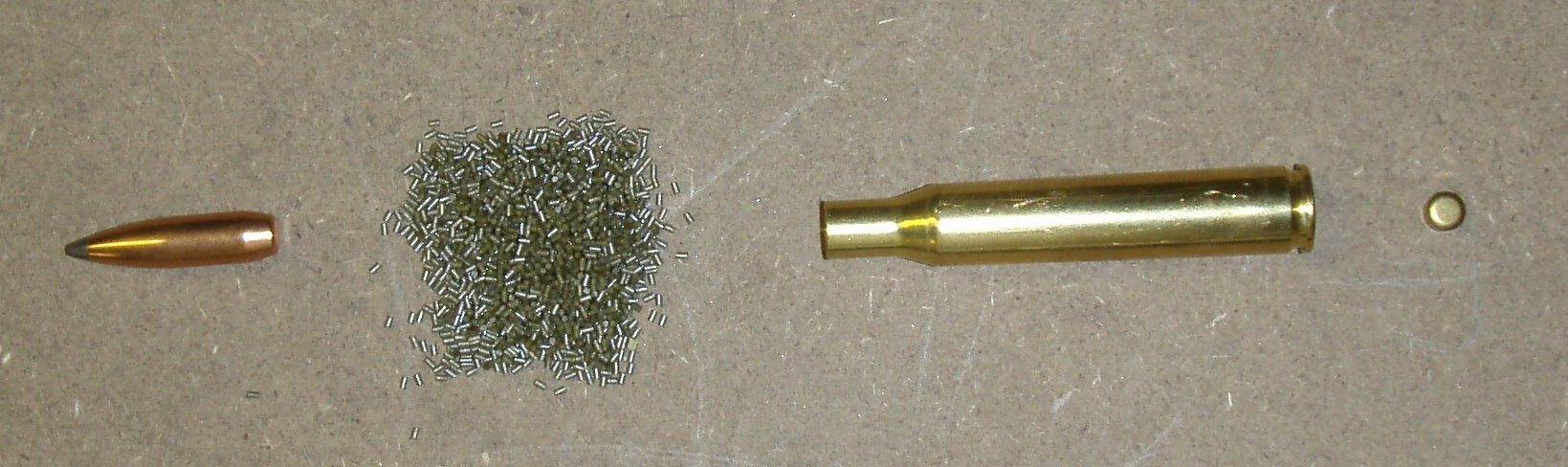
Composantes d'une cartouche de carabine moderne. De gauche à droite : une balle chemisée, de la poudre sans fumée, un étui, une amorce.

- Le rechargement de munitions ou le chargement à la main réfère à la procédure d'assemblage de cartouches d'armes à feu à percussion centrale à partir ses composantes par un individu, plutôt que d'acheter des munitions préfabriquées en manufacture.
- Définit aussi l'action de réalimenter en munitions une arme

### Recul
en anglais : « recoil »
- Le recul d'une arme à feu est une poussée inverse à celle de la balle[94], selon le principe d'action-réaction. Elle est fonction de la quantité de mouvement p développée par la balle soit : {\displaystyle {\vec {p}}=m{\vec {v}}}

### Répétition manuelle
- Une arme est dite à répétition[95] manuelle quand le déplacement des pièces est réalisé par la force musculaire du servant. Ces armes tirent au coup par coup.
- Pour une arme à feu (ou à air comprimé), une arme à répétition manuelle nécessite une action du tireur entre chaque tir (le réarmement), par opposition à une arme semi-automatique dont chaque appui sur la queue de détente provoque le départ d'un coup sans qu'il n'y ait besoin d'autre action que cet appui..

### Régloir
- Un régloir est un mécanisme utilisé en artillerie anti-aérienne et qui permet d'ajuster la durée avant laquelle la fusée d'un obus provoque son explosion (obus anti-aérien 'à temps', l'autre mode de contrôle d'explosion d'un obus anti-aérien étant 'à effet de proximité'). Ce mécanisme peut être corrélé (Deuxième Guerre mondiale) à un calculateur fournissant la distance de l'objectif (avion).

### Ressort récupérateur
en anglais : « recoil spring »
- Pendant le mouvement arrière des pièces (ouverture, extraction, éjection...) d'une arme automatique ou semi-automatique, le ressort récupérateur est comprimé. Pour réaliser le mouvement avant (introduction, fermeture...) il se décomprime en poussant les pièces vers l'avant.

### Réticule
- Un réticule permet, dans un appareil optique, d'effectuer des visées plus précises en interposant dans le champ visuel net (souvent à l'intérieur même de l'oculaire à composantes optiques multiples) une croisée simple ou double de fils traçant un repère permettant des alignements.

### Revolver

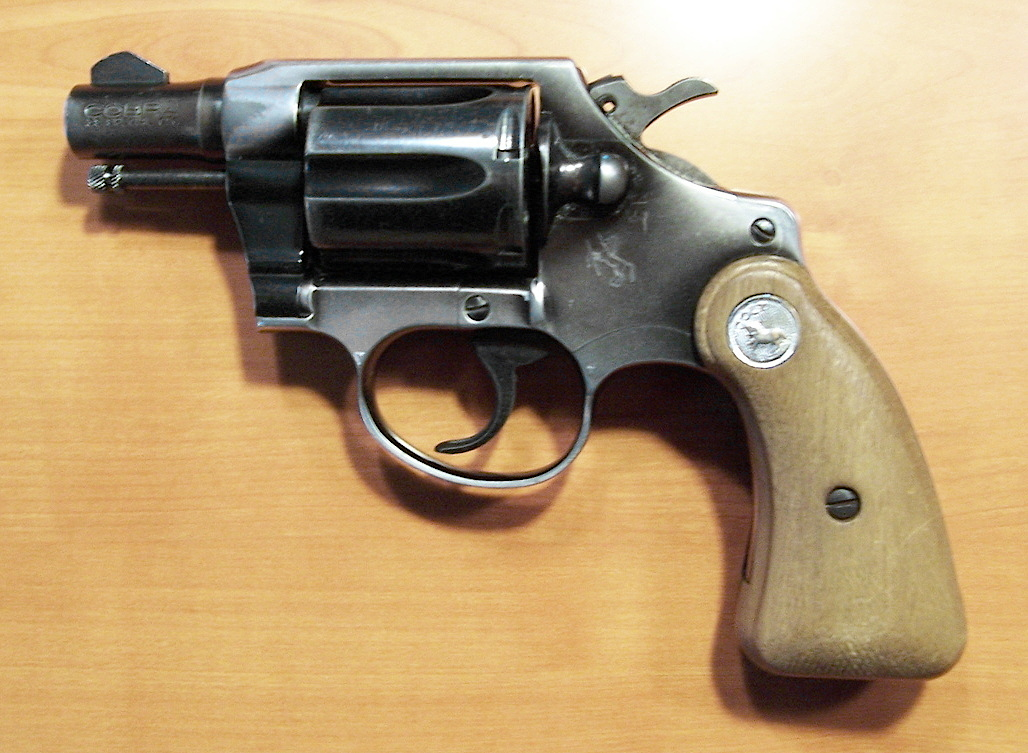
Revolver Colt Cobra .38 spécial

- Un revolver[96], ou révolver[97], est un système équipant une arme à feu dans lequel les chambres (partie de l'arme contenant la charge propulsive et le projectile) sont amenées tour à tour par rotation devant un canon indépendant, permettant de tirer plusieurs coups sans interruption. Le revolver désigne également, par synecdoque, l'arme à feu portative de poing équipée de ce système rotatif.

Ces mécanismes ont équipé tous les types d'armes à feu, depuis l'arme de poing (pistolet) jusqu'au canon en passant par les armes d'épaules (mousquet à mèche, mousquet à fusil (aussi nommé fusil à pierre), fusils).
Les revolvers existent depuis au moins le XVIe siècle. Ils sont surtout connus par les pistolets revolver (communéments appelés 'revolvers' qui se sont développés à partir du XIXe siècle, lorsque l'amorce chimique a remplacé la batterie à pierre comme système de mise à feu.

### Ricochet
- Le ricochet désigne en balistique le rebond d'un projectile contre une surface[95]. Le projectile s'en trouvant dévié.

### Rouet

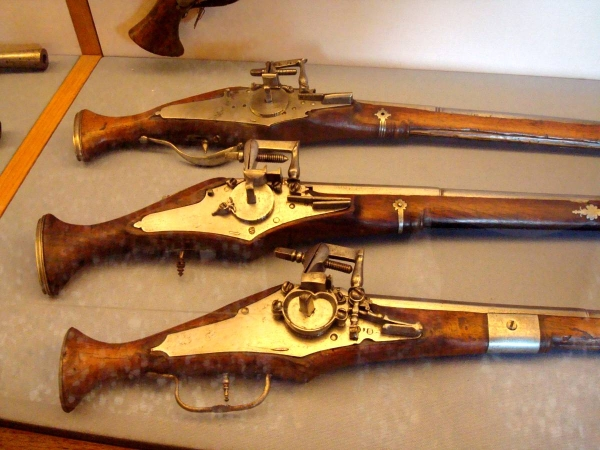
Pistolet à rouet

- Le rouet est la pièce d'acier dentée et trempée en forme de roue, qui fait office de frottoir dans la platine de mise à feu du même nom (platine à rouet) et est mis en rotation par un ressort et sa chaînette.

### Runaway
Phénomène d'une arme dont le cycle de tir ne s'arrête pas. Ce phénomène apparait sur les armes à culasse ouverte et est considéré comme un accident de tir.
Les causes peuvent provenir :
- d'un recul insuffisant des pièces mobiles qui ne s'accrochent pas à la gâchette lorsque la détente est relâchée
- d'un bris de pièce tel que la gâchette
- de la sous-garde qui se désolidarise accidentellement de l'arme

## S
- Haut – A
- B
- C
- D
- E
- F
- G
- H
- I
- J
- K
- L
- M
- N
- O
- P
- Q
- R
- S
- T
- U
- V
- W
- X
- Y
- Z

### Sabot
- Un sabot est un dispositif permettant d'adapter une munition à une arme de calibre supérieur, ou pour accélérer la vitesse du projectile.

### Sécurité
- Mécanisme enrayant la mise à feu (départ du coup) pendant le déplacement normal des pièces, ceci à l'insu du tireur (ne pas confondre avec sureté)[20].

### Sélecteur de tir
| Sélecteur de tir du SIG-550 |

- Le sélecteur de tir est la pièce permettant de choisir entre la position de sureté et un mode de tir sur une arme semi-automatique (sureté, coup-par-coup) ou une arme automatique (sureté, coup-par-coup, rafale limitée, rafale libre, etc.).
- Il prend le plus souvent l'apparence d'un levier pivotant sur les différentes positions.

### Sous-garde
La sous-garde est une pièce métallique placée sous la détente, qui la protège et qui évite de déclencher le tir en accrochant la détente par erreur.

### Semi Jacketed Exposed Steel Core
- SJ ESC : Semi Jacketed Exposed Steel Core ; noyau en acier semi-chemisé. Balle développée autour d'un noyau dur perforant conçu pour passer les gilets pare-balles.

### Serpentin
- Sorte de chien en forme de S (serpent) maintenant la mèche des armes à rouet[95].

### Shrapnel

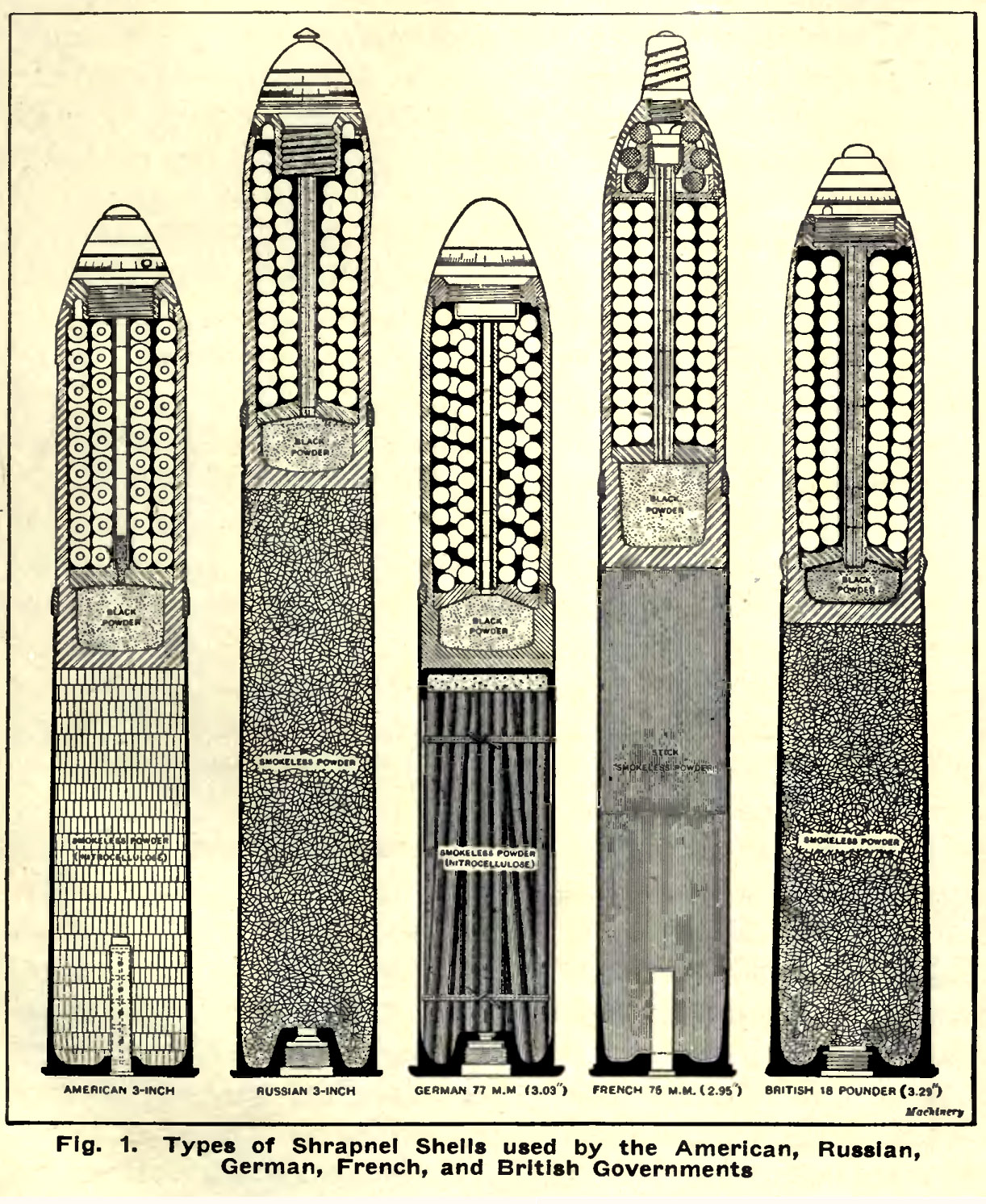
Types d'obus shrapnel et assemblages douille-obus existant en 1915.

- Shrapnel : obus à balles. Obus libérant des balles de plomb durci en explosant.

### Silencieux
- Un silencieux[20] ou modérateur de son est un dispositif qui peut être ajouté à une arme à feu, à gaz ou à air, pour réduire le bruit et le flash lumineux qu'elle produit lorsqu'un coup est tiré, et ainsi réduire sa signature sonore, augmentant le confort d'utilisation en milieux clos mais aussi rendant plus difficile la localisation du tireur. L'une des armes réellement silencieuse fût la carabine De Lisle, produite durant la Deuxième Guerre mondiale et utilisée pour des opérations spéciales, mais dans son cas la conception de l'arme intégrait la partie éliminant le son et était inamovible.

### Simbleautage
- Le Simbleautage est une opération de réglage. À l'aide d'une mire appelée simbleau et d'un outil spécial, elle consiste à régler les organes de visée pour que le tir soit en cible. Le tireur dans un stand affinera le réglage en tirant.

### Simple action
- Le mécanisme de détente simple action (SA) ne permet que de libérer le mécanisme de percussion, non de l'armer. Le système de détente à simple action nécessite donc que l'arme soit armée avant toute action sur la détente. La pression sur la détente libère le chien (ou le percuteur).
- Avant de tirer il faut donc, par une action manuelle, armer en plaçant certaines pièces de ce mécanisme dans la position permettant la percussion.
- Pour les tirs suivants, il faut soit réarmer manuellement (cas des anciens revolver et des armes à répétition) soit le réarment se fait automatiquement (cas des armes semi-automatiques)

### STANAG
- STANAG est l'abréviation de « Standardization Agreement », en français « Accords de normalisation ».
- Édité par l'Organisation du traité de l'Atlantique nord (OTAN), la norme STANAG définit les procédures, termes et conditions adoptés par les pays membres de l'alliance concernant les systèmes et les équipements militaires.

### Stecher
- Le stecher est, sur une arme à feu, un dispositif rendant la détente plus sensible.

### Sûreté
en anglais : « safety catch  »
- Mécanisme enrayant la mise à feu (départ du coup) quand les pièces sont à l'arrêt et par une action volontaire du tireur (ne pas confondre avec sécurité)[99].

### Système de fixation par rail

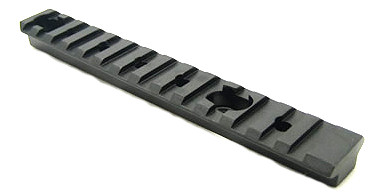
Rail Weaver.

- Le système de fixation par rail (en anglais : Rail Integration System ou RIS) est un dispositif mécanique qui permet l'installation d'accessoires sur une arme à feu, de manière rapide et sécurisée, comme les rails Picatinny et Weaver.

## T
- Haut – A
- B
- C
- D
- E
- F
- G
- H
- I
- J
- K
- L
- M
- N
- O
- P
- Q
- R
- S
- T
- U
- V
- W
- X
- Y
- Z

### Table
- Partie de la batterie d'une arme à silex qui couvre le bassinet pour y maintenir le pulvérin.

### Tanegashima
- Tanegashima, le plus souvent appelé en japonais et parfois hinawajū, était un type d'arme à feu arquebuse de platine à mèche introduite au Japon par l'Empire portugais en 1543[100],[101],[102]. Les Tanegashimas ont été utilisés par la classe des samouraïs et leurs "fantassins"  ashigaru, l'introduction des tanegashimas dans la bataille a changé à jamais la façon dont la guerre était menée au Japon[103].

### Tap-rack
- Le tap-rack désigne dans le jargon militaire un geste réalisé pour résoudre le dysfonctionnement d'une arme à feu à chargeurs interchangeables[104]. Il consiste à donner une frappe avec la paume de la main sur le chargeur puis à tirer le levier d'armement jusqu'en butée. Ce procédé est enseigné pour devenir un geste-réflexe permettant de résoudre un certain nombre d'enrayages.

### Tir
- Un tir[55] est l'acte ou la procédure de lancer un projectile à l'aide de tous types de fusils ou autres armes à projectiles telles que les arcs ou les arbalètes.

### Tonnerre
- Le tonnerre[20] est la « Partie du canon d'une arme à feu portative où se place la charge et où se produit l'explosion. ».

### Transport d'une arme à feu
- Le transport d'une arme destinée au tir sportif ou récréatif, se fait, en Belgique et en France, d'un point de vue légal[105],[106], de manière que l'arme ne puisse être utilisée immédiatement, soit par la mise en place d'un dispositif en interdisant l'utilisation (verrou de pontet par exemple), soit par le retrait d'une pièce indispensable à son fonctionnement. Contrairement au port d'armes, qui consiste à porter sur soi une arme prête à être utilisée.

### Triple action
Voir « Platine », « Simple action » et « Double action ».

### Tromblon
en anglais : « blunderbuss »
- Le tromblon[55] est une arme à feu que l'on charge par la bouche, et dont le canon est évasé (en forme de trompette). Le tromblon fut utilisé au XVIIe siècle, et est l'arme la plus généralement représentée comme étant l'arme des pèlerins.

### Tromblon lance grenades

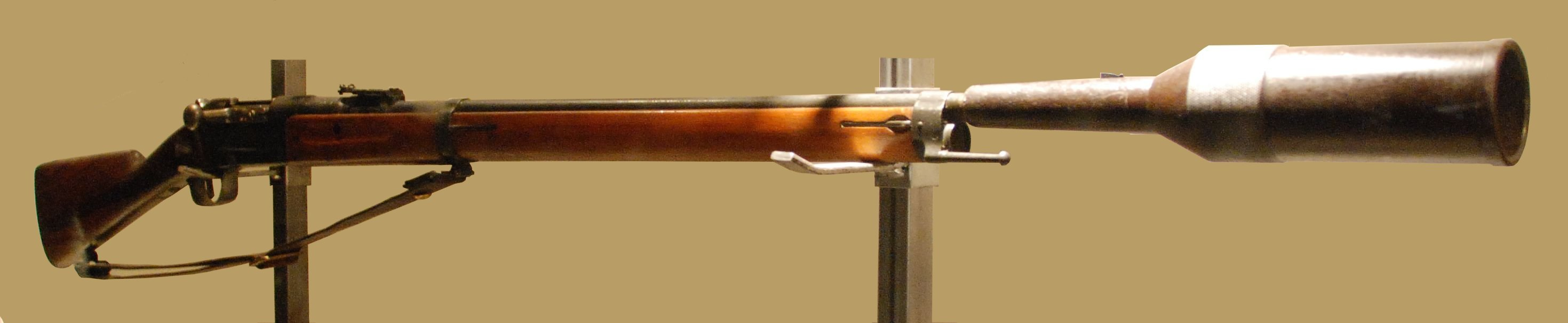
Un fusil Lebel de la Première Guerre mondiale équipé d'un tromblon VB.

- Un tromblon lance-grenades[20] est un dispositif à fixer au bout du canon d'une arme à feu, essentiellement des fusils de guerre, pour le tir de munitions explosives, antichar ou non-létales. La grenade est insérée dans ce manchon et propulsée par le tir d'une cartouche à blanc ou d'une balle spéciale[107].

### Tube réducteur
- Tube inséré dans un canon pour en réduire le diamètre. En général, utilisé pour l'entraînement en tirant des munitions de petit calibre, moins coûteuses que les munitions de l'arme d'origine.

## U
- Haut – A
- B
- C
- D
- E
- F
- G
- H
- I
- J
- K
- L
- M
- N
- O
- P
- Q
- R
- S
- T
- U
- V
- W
- X
- Y
- Z

## V
- Haut – A
- B
- C
- D
- E
- F
- G
- H
- I
- J
- K
- L
- M
- N
- O
- P
- Q
- R
- S
- T
- U
- V
- W
- X
- Y
- Z

### Verrou de pontet

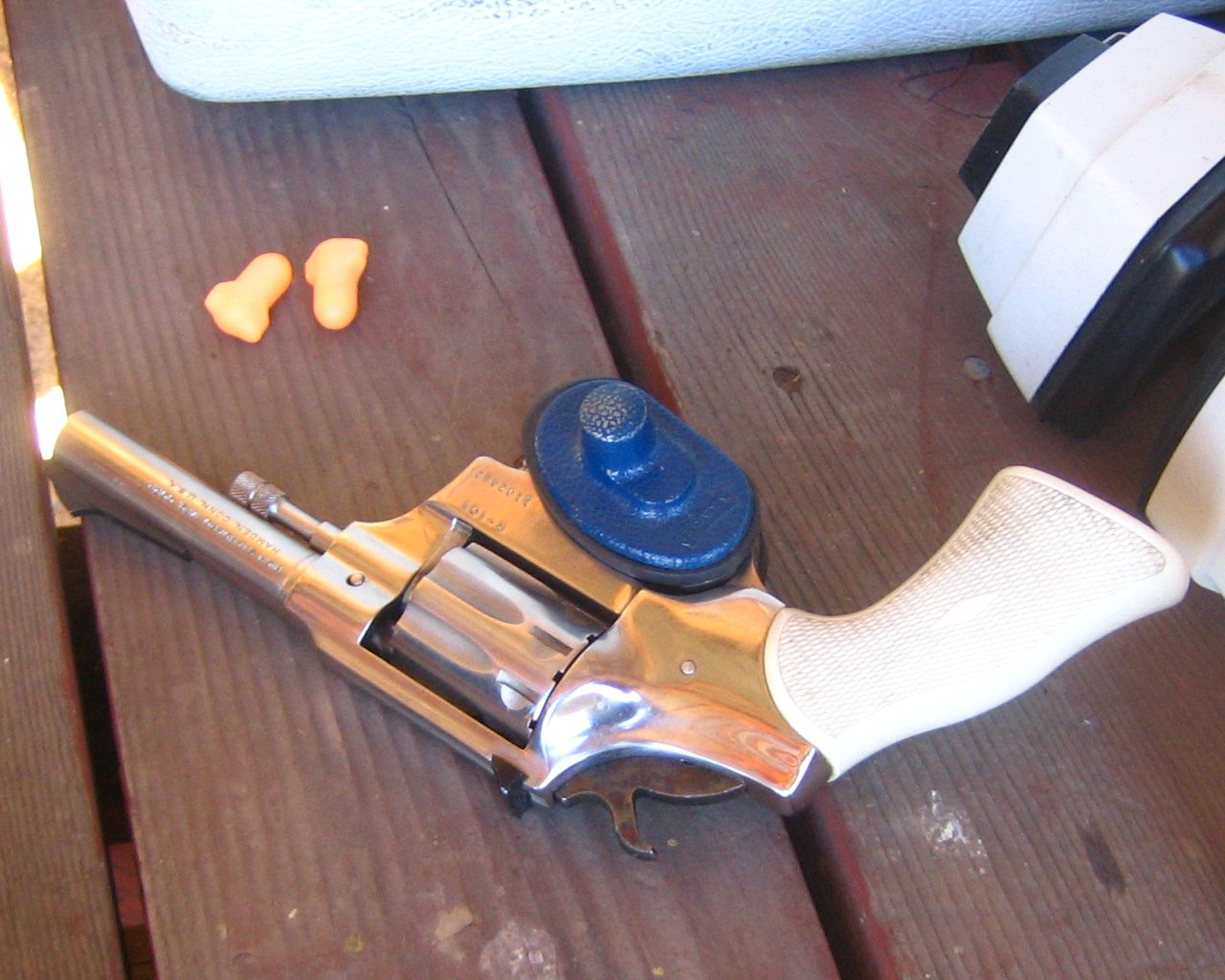
verrou de pontet sur un révolver

- Le verrou de pontet est un dispositif se présentant généralement sous la forme de 2 pièces métalliques qui sont solidarisées sur l'arcade de pontet de l'arme au moyen d'un système de verrouillage (à clé ou à code dans la plupart des cas). Ces pièces obstruent tout espace entre le pontet et la queue de détente, empêchant ainsi l'accès à celle-ci donc la mise à feu de l'arme. Un verrou de pontet peut-être utilisé pour le transport d'une arme.

### Verrou rotatif
- Dans l'armement, le verrou rotatif est un système inventé par Johann Nikolaus von Dreyse et utilisé pour la première fois en 1836 dans le fusil Dreyse à aiguille. Il permet le verrouillage de la balle dans le canon, puis l'éjection de l'étui.

### Veuglaire

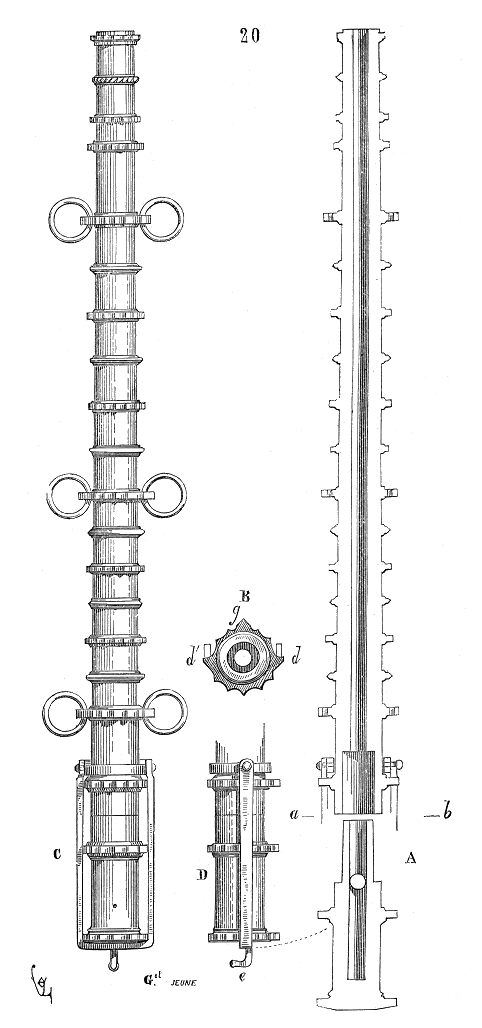
Veuglaire d'après Eugène Viollet-le-Duc.

- Le veuglaire (du néerlandais « vogelaer », canon à tirer les oiseaux, de « vogel », oiseau) est une pièce d'artillerie des XIVe siècle et XVe siècle se chargeant par la culasse[108].

### Viseur
ou « Visée » ; en anglais : « sight »
- Un viseur est un dispositif servant à pointer une arme sur une cible.

### Viseur point rouge
- Le viseur point rouge (ou « viseur red dot ») est un viseur holographique pour armes à feu. Le viseur projette un point lumineux (ou réticule) sur une lentille devant l'œil du tireur, ce qui dispense ce dernier de devoir aligner les organes de visée de l'arme, permettant ainsi une visée plus rapide, et de garder ses 2 yeux ouverts. De plus, contrairement au pointeur laser, le point rouge n'est pas projeté sur la cible, ce qui le rend bien plus discret.

### Vision scotopique
- La vision scotopique (du grec ancien σκότος / skótos, « obscurité ») est la vision nocturne, c'est-à-dire la forme particulière que prend la vision la nuit ou en conditions de faible éclairage. Le domaine scotopique est le domaine de la photométrie pour lequel les surfaces observées ont des luminances lumineuses inférieures à la millicandela par mètre carré[109]. Au-delà on entre dans le domaine mésopique (vision crépusculaire) puis dans le domaine photopique (vision diurne)[109].

### Vitesse à la bouche
- La vitesse initiale est la vitesse à laquelle un projectile sort d'une arme. La vitesse à la bouche est celle à laquelle il sort de la « bouche » du canon d'une arme, qui est son extrémité la plus proche de la cible. Elles sont souvent notées « V0 ».

### Vol balistique
- Le vol balistique qualifie le mouvement d'un projectile dans un champ gravitationnel soumis à la gravité de celui-ci et à elle seule. La balistique est la science qui a pour but l'étude du mouvement des projectiles dans ces conditions.

## W
- Haut – A
- B
- C
- D
- E
- F
- G
- H
- I
- J
- K
- L
- M
- N
- O
- P
- Q
- R
- S
- T
- U
- V
- W
- X
- Y
- Z

### Wad cutter

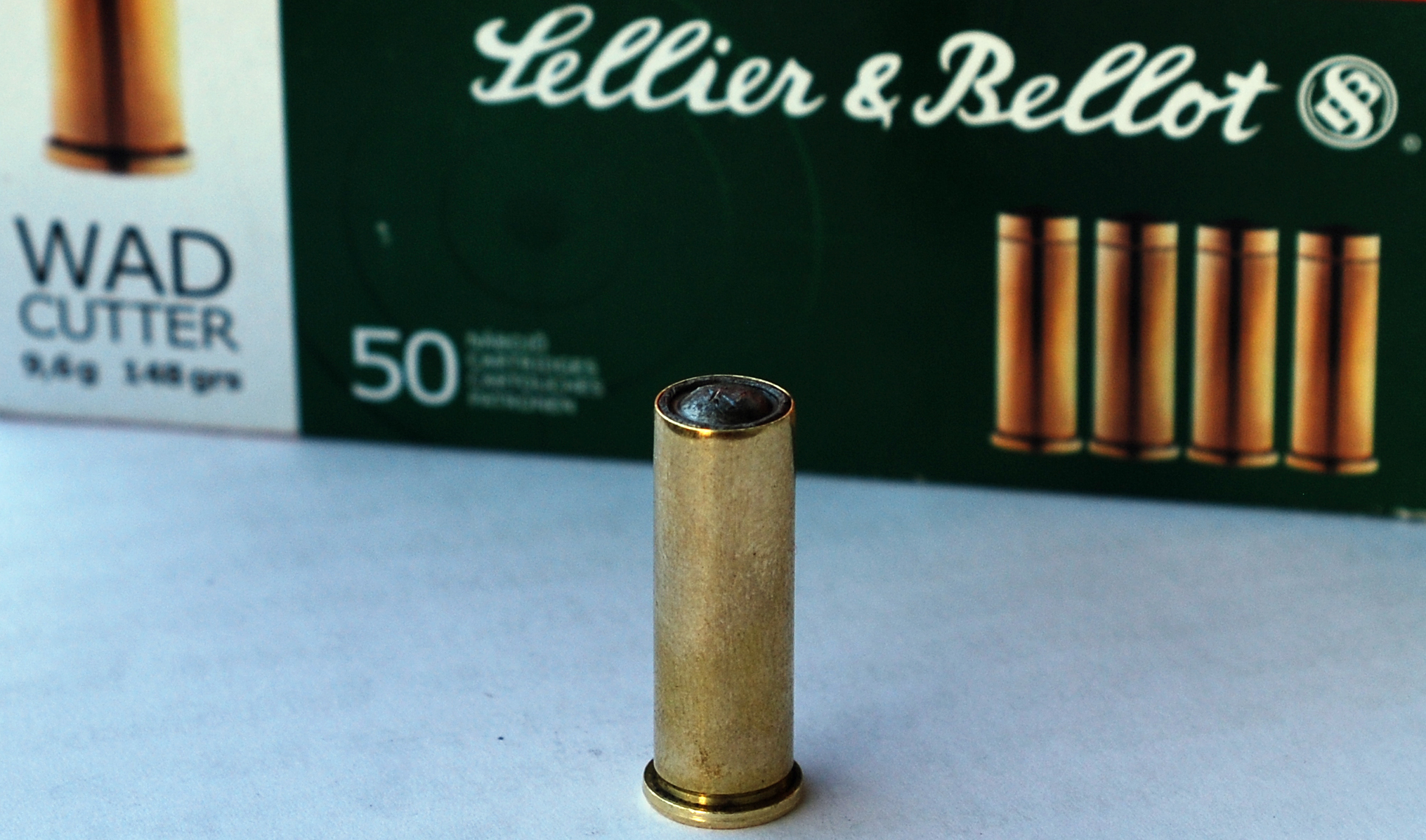
Cartouche de .38 special Wad Cutter

- Type de projectile dont la tête est plate et qui découpe la cible de manière particulièrement nette. Par exemple, le .38 Special Wad Cutter, .32 Smith & Wesson long Wad Cutter, etc.

### Winchester

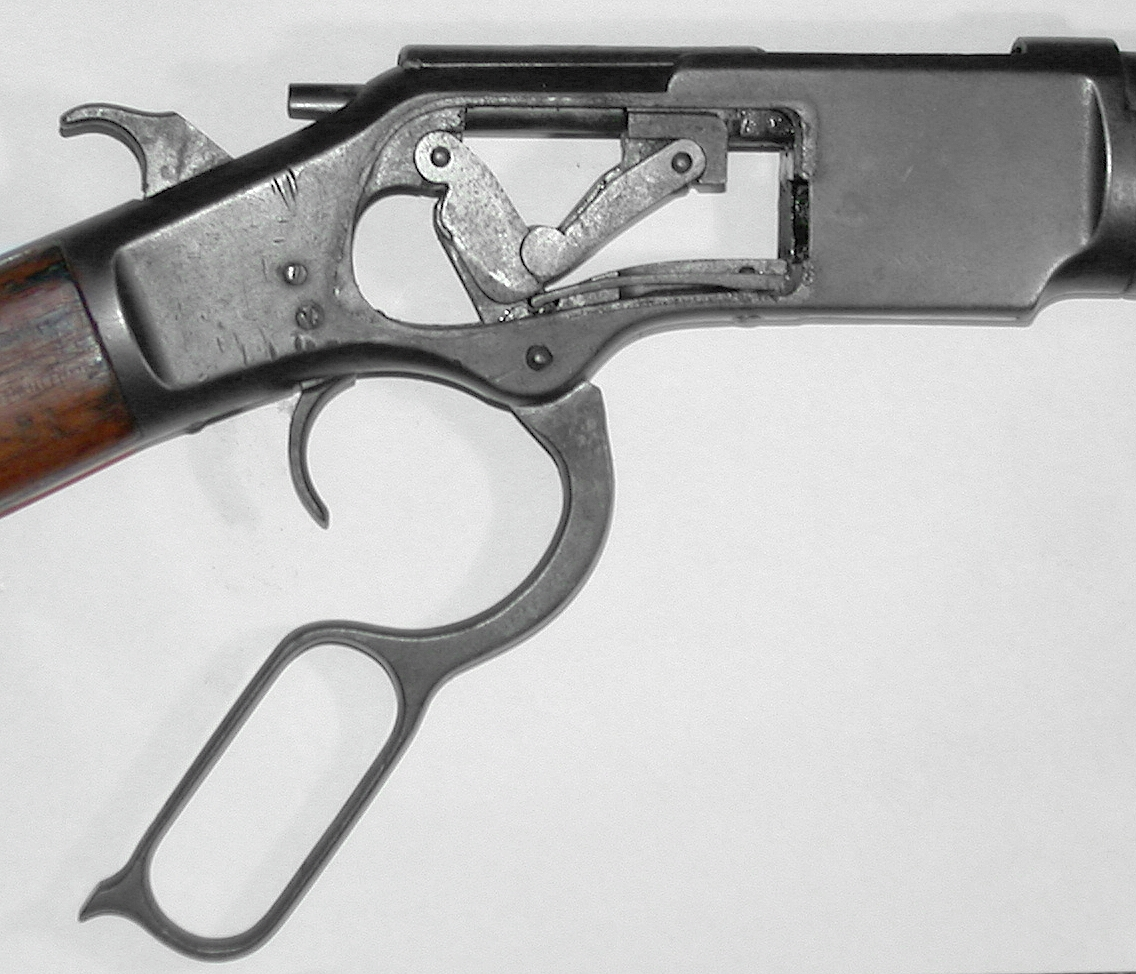
Winchester 73. Culasse actionnée par le levier de sous garde

- Winchester : nom propre (Oliver Winchester fondateur de la Winchester Repeating Arms Company), souvent utilisé de manière générique pour désigner une carabine à levier de sous garde[55].

## X
- Haut – A
- B
- C
- D
- E
- F
- G
- H
- I
- J
- K
- L
- M
- N
- O
- P
- Q
- R
- S
- T
- U
- V
- W
- X
- Y
- Z

## Y
- Haut – A
- B
- C
- D
- E
- F
- G
- H
- I
- J
- K
- L
- M
- N
- O
- P
- Q
- R
- S
- T
- U
- V
- W
- X
- Y
- Z

## Z
- Haut – A
- B
- C
- D
- E
- F
- G
- H
- I
- J
- K
- L
- M
- N
- O
- P
- Q
- R
- S
- T
- U
- V
- W
- X
- Y
- Z

### Zérotage
en anglais : « zeroing »
- Réglage de la visée, à une distance donnée, afin que le point visé corresponde au point touché[110].